# Guerres daciques de Trajan
Ne doit pas être confondu avec Guerre dacique de Domitien.
Guerres daciques de Trajan
Batailles
Troisième bataille de Tapae (101) 
 Bataille d'Adamclisi (hiver 101/102) 
 Siège de Sarmizegetusa (106)
Les guerres daciques de Trajan sont deux campagnes militaires de l'empereur romain Trajan contre le royaume dace de Décébale en 101-102 et 105-106. Elles aboutissent, en l'an 106, à l'annexion du royaume dace et à la création d'une nouvelle province, la Dacie romaine.
Les campagnes de Trajan font partie du conflit plus large opposant le peuple des Daces, qui occupe les montagnes des Carpates, à l’Empire romain sous les règnes des empereurs Domitien et Trajan : les guerres daciques. Entre 85 et 89, Domitien a mené plusieurs campagnes contre les Daces à la suite de l'attaque de ces derniers, mais elles furent difficiles et se conclurent par un traité plutôt avantageux pour le royaume dace unifié.
Une première guerre est engagée par Trajan pour venger la défaite subie quinze ans plus tôt par Domitien lors de la première bataille de Tapae. Il entreprend de pénétrer dans le territoire des daces pour les intimider et peut-être, si possible, l'annexer. Après une contre-attaque en Mésie romaine des daces et de leurs alliés, qui sont notamment vaincus à la bataille d'Adamclisi, le roi  Décébale doit capituler mais préserve son pouvoir et la majorité de son territoire. Une deuxième guerre se déclare quelques années plus tard à la suite de l'attaque des territoires daces sous contrôle romain et de la Mésie par Décébale. C’est à l’issue de cette guerre que le royaume dace est finalement annexé, Décébale s'étant suicidé, et la province romaine de Dacie est créée.
Cette annexion, cependant, a posé au fil des années un problème stratégique qui ne connaît pas de solution définitive. La région annexée, située au nord du Danube, est difficile à défendre contre les incursions barbares et nécessite la mobilisation de nombreux soldats, jusqu’à 50 000, ce qui génère des dépenses que l’exploitation des mines d’or daces ne suffit plus à couvrir.

## Contexte historique

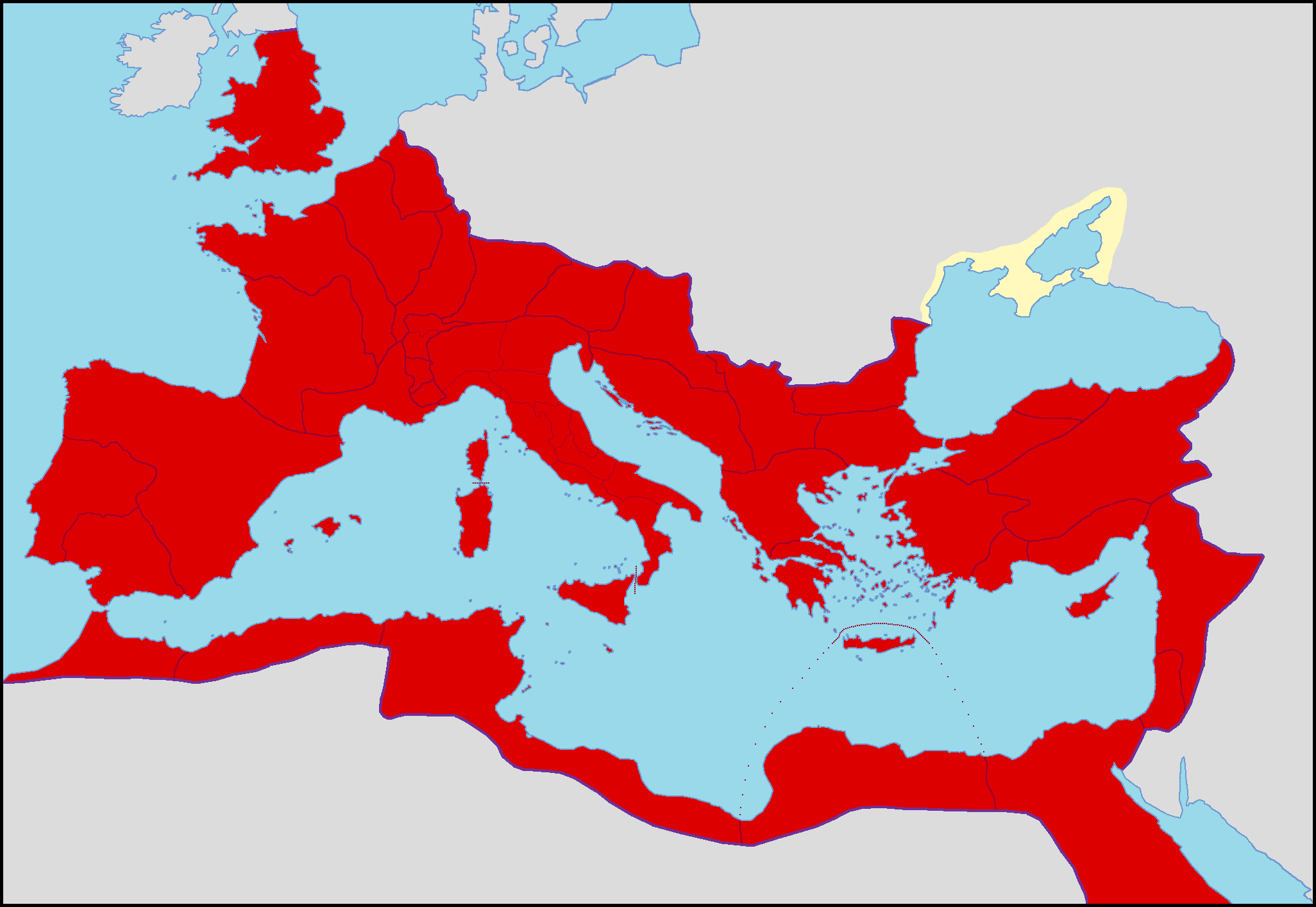
L'Empire romain sous le règne de Domitien

### L'Europe centrale auIersiècle
Rome est maîtresse de tout le bassin méditerranéen. En Europe centrale, ses conquêtes se sont stabilisées autour des deux grands bassins fluviaux du Rhin et du Danube. Le royaume de Dacie est le seul état organisé dans cette région, profitant de territoires riches en mines d’or et d’argent.

### Politique militaire de Domitien

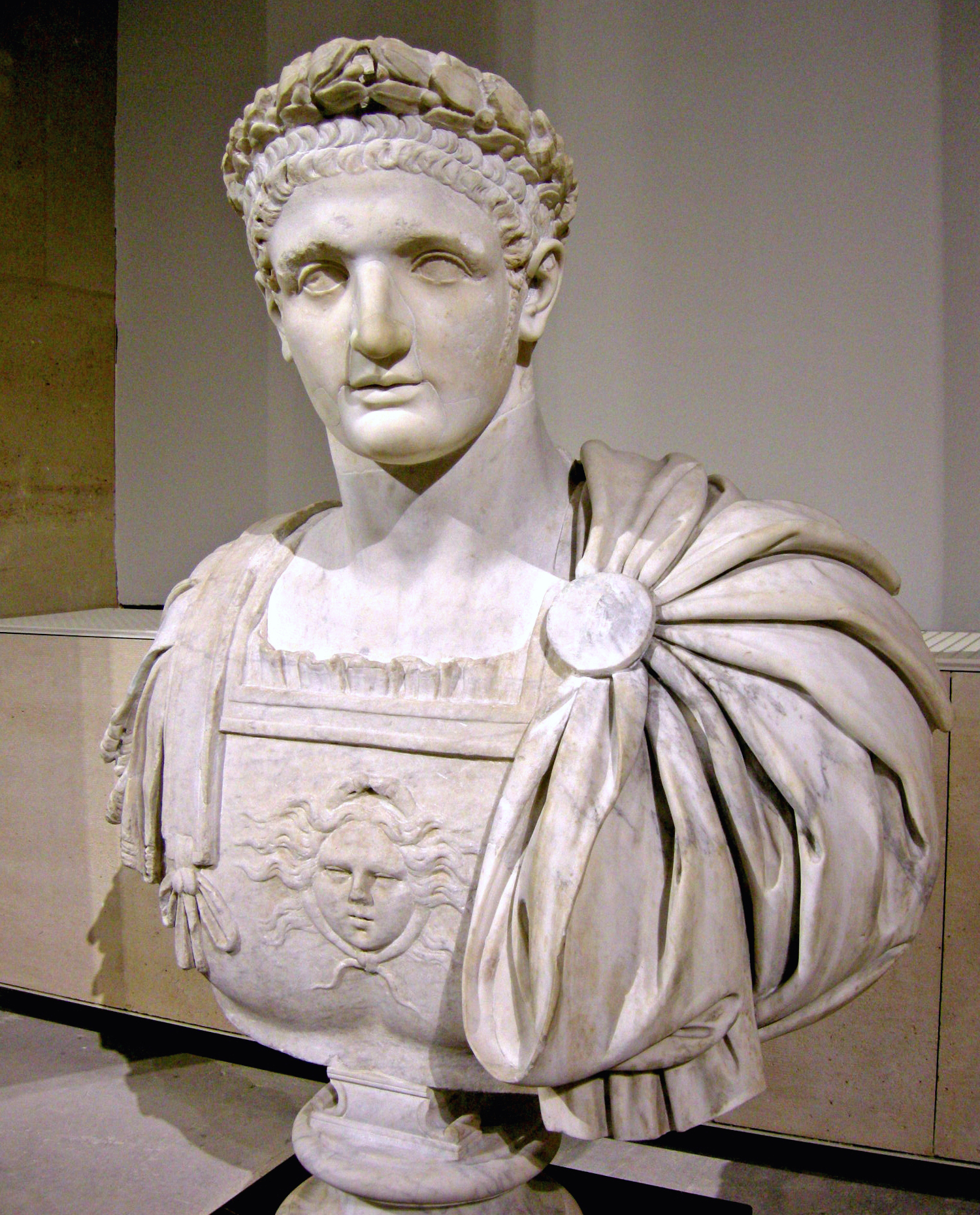
Buste de l'empereur Domitien.

Les deux premières années du règne de Domitien sont marquées par des problèmes de politique interne qui conduisent à une première vague de déportations et d’exécutions. Parmi les victimes de cette première purge, on trouve Titus Flavius Sabinus et un certain nombre de proches du défunt frère de Domitien, Titus. Domitien adopte une politique extérieure extrêmement agressive, principalement en Occident, où il entreprend une série de longues guerres sur les confins de l’Empire, voulant ainsi rendre plus sûres ses frontières et se couvrir de gloire militaire.
En 83, Domitien se rend à Mayence, d’où il dirige une expédition contre les Chattes, en réponse à l’attitude de plus en plus menaçante de ce peuple qui devient dangereux pour la province frontalière et conquiert la région des monts Taunus et des Champs Décumates. Cette expédition offre à Domitien l’occasion de renforcer sa position grâce à la gloire qu’il tire de ses victoires militaires. L’expédition est un succès et se conclut par la reddition sans condition des Chattes. Domitien prend le surnom de Germanicus et des pièces de monnaie sont frappées de la devise « Germania capta ». Bien que les gains territoriaux ne soient pas très importants, Domitien parvient à propager l’idée qu’il a réussi là où Auguste lui-même a échoué.
La politique de plus en plus sévère suivie par Domitien à l’encontre des tribus barbares vivant le long de la frontière a pu conduire un certain Diurpaneus, un chef des Daces, à former une coalition contre Rome et, durant l’hiver 84/85, ou pendant l’été 85, à mener l’invasion de la province de Mésie. Les circonstances exactes de cette invasion et les motivations du chef dace demeurent néanmoins mystérieuses,. Le gouverneur Caius Oppius Sabinus est tué dans les combats et de nombreux forts auxiliaires le long du Danube sont détruits. La province de Mésie est livrée aux pillages.

### Campagnes daciques de Domitien
Domitien réunit immédiatement les troupes des provinces environnantes, y compris celles de Pannonie et de Germanie supérieure, et se rend en personne en Mésie. Les acclamations de Domitien par ses troupes suggèrent que les envahisseurs sont repoussés au-delà du Danube en 85. Domitien retourne ensuite à Rome où il célèbre un triomphe début 86.

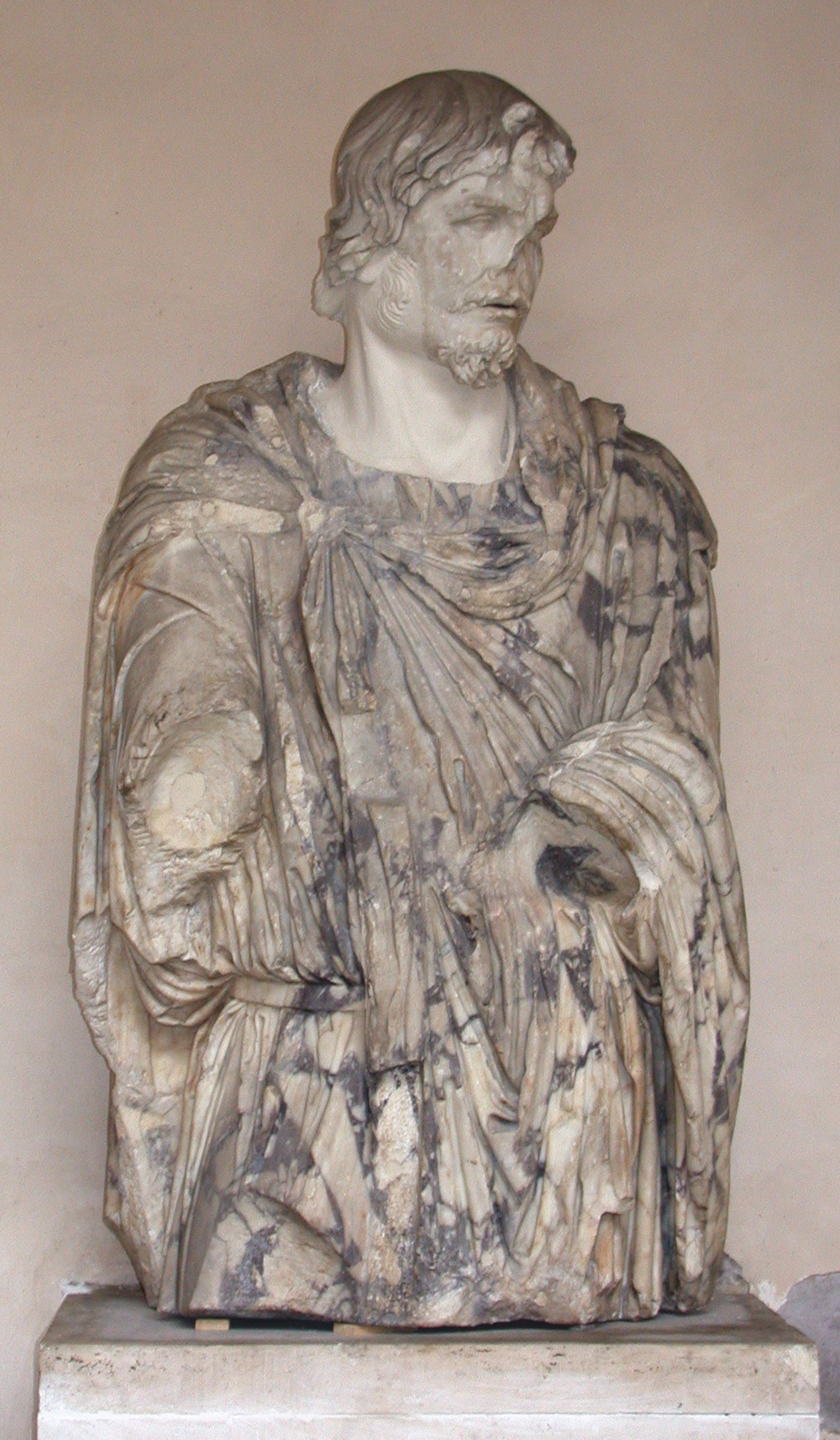
Guerrier dace.

Durant l’été 86 est lancée une expédition punitive en Dacie, menée par le préfet du prétoire Cornelius Fuscus, afin de venger la mort de Sabinus et le ravage de la province romaine. L’armée traverse le Danube sur un pont de bateaux, probablement à Oescus. Elle longe ensuite le cours de l’Olt et atteint le col Turnu Roșu qui permet d’accéder au cœur du royaume dace. L’armée est alors prise en embuscade et défaite par les Daces. Cornelius Fuscus est tué dans les combats. Les Daces de Diurpaneus s’emparent de tout l’équipement de la troupe romaine et font de nombreux prisonniers. La nouvelle de la défaite se propage rapidement au sein des tribus du Danube ennemies de Rome et affaiblit la position de l’empereur Domitien. La même année, ce dernier retourne en Mésie afin de mettre sur pied une nouvelle expédition. Celle-ci est commandée par Marcus Cornelius Nigrinus et a pour objectif l’élimination de Diurpaneus. Fin 86, Domitien rentre de nouveau à Rome mais s’abstient cette fois-ci de célébrer un triomphe. L'empereur subdivise l'importante province de Mésie en deux : la province supérieure à l'ouest et la province inférieure à l'est.
Pendant ce temps, en Dacie, Duras, chef des tribus du sud-ouest du royaume, se retire au profit de son parent Décébale. Certains historiens pensent que Duras et Diurpaneus sont la même personne,, hypothèse soutenue par Karl Christ mais rejetée fermement par Karl Strobel, par ailleurs Décébale se nomme aussi Diurpaneus et est souvent considéré comme étant une seule et même personne.
Avec Décébale, c’est un roi charismatique et fin négociateur, politiquement et militairement hautement qualifié, qui monte sur le trône. Décébale adopte à l’égard de Rome une attitude d’abord neutre mais il est vite devenu évident qu’aucun accord ne pourrait être trouvé. Domitien répond à cet événement par une restructuration massive des provinces danubiennes et de nouveaux projets de guerre,.
Un an plus tard, le légat Lucius Tettius Iulianus entre dans le Banat et se dirige vers Sarmizegetusa, centre du pouvoir dace. Malgré plusieurs succès, entre autres la victoire à Tapae, Tettius Iulianus n’est pas en mesure de profiter de son avantage, peut-être à cause de pertes trop importantes ou parce que la saison est trop avancée.
Pendant la guerre en Dacie, les tribus germaniques des Quades et des Marcomans n’ont pas respecté leur obligation de fournir des troupes aux Romains, ce qui annule de fait les foedera conclut avec ces peuples. Le danger représenté par ces tribus rebelles a été anticipé par Domitien avant la guerre en Dacie et celui-ci lance une expédition punitive en 89 (première guerre de Pannonie). Cette expédition est un échec aux multiples conséquences : les Iazyges, témoins de la défaite des troupes romaines, se décident à entrer en guerre, et la réputation de Domitien s’affaiblit encore à Rome où, étant présent sur le terrain, on le tient pour personnellement responsable. L’écart entre la représentation en général victorieux de l’empereur et la réalité sur le terrain devient évident.
Après avoir essuyé ces nombreux revers, Domitien n’a d’autre choix en 89 que de trouver un compromis de paix avec Décébale pour gagner du temps. Le point central de ce compromis est la reconnaissance de Décébale comme roi vassal de toute la Dacie. Le traité comprend également le versement de subsides et l’envoi d’ingénieurs romains. Décébale est alors en mesure d’unir tout le royaume de Dacie, une première depuis le règne de Burebista, mort en 44 av. J.-C.. Il s'agit d'un statu quo pour l'Empire romain.
Une fois la paix signée avec les Daces, Domitien tente, par voie diplomatique, d’attaquer par l’arrière les Marcomans et les Quades. Ceux-ci répliquent en renouvelant leur alliance avec les Iazyges et en pénétrant dans l’Empire en 92. Après qu’ils ont anéanti la Legio XXI Rapax, Domitien se rend personnellement sur le front afin de stabiliser la situation. Sa victoire sur les Iazyges est complète, ces derniers resteront confinés sur leur territoire jusqu’en 105/106 ou 107/108. Cependant, des batailles ultérieures contre les Quades et les Marcomans ne sont pas décisives et aboutissent à un cessez-le-feu (seconde guerre de Pannonie).

## Campagnes daciques de Trajan

La colonne Trajane, érigée en 113 pour immortaliser les campagnes de Trajan contre les Daces.

### Les sources disponibles
De nombreux événements ayant eu lieu durant les guerres daciques de Trajan sont représentés sur la colonne Trajane à Rome. Cependant, l’interprétation de ces reliefs n’est pas chose aisée car les représentations ont servi à des fins de propagande et sont souvent idéalisées. De plus, de nombreuses références écrites à l’époque de Trajan sont perdues, notamment les Commentarii De Bellis Dacicis, écrits par Trajan lui-même. Les sources écrites qui nous sont parvenues donnent assez peu de détails. Il s'agit notamment des fragments et résumés byzantins de l’œuvre de Dion Cassius, parfois obscurs et très incomplets,. Quelques données archéologiques viennent compléter et permettent de confronter les sources disponibles.

### Prélude à la guerre (98-100)

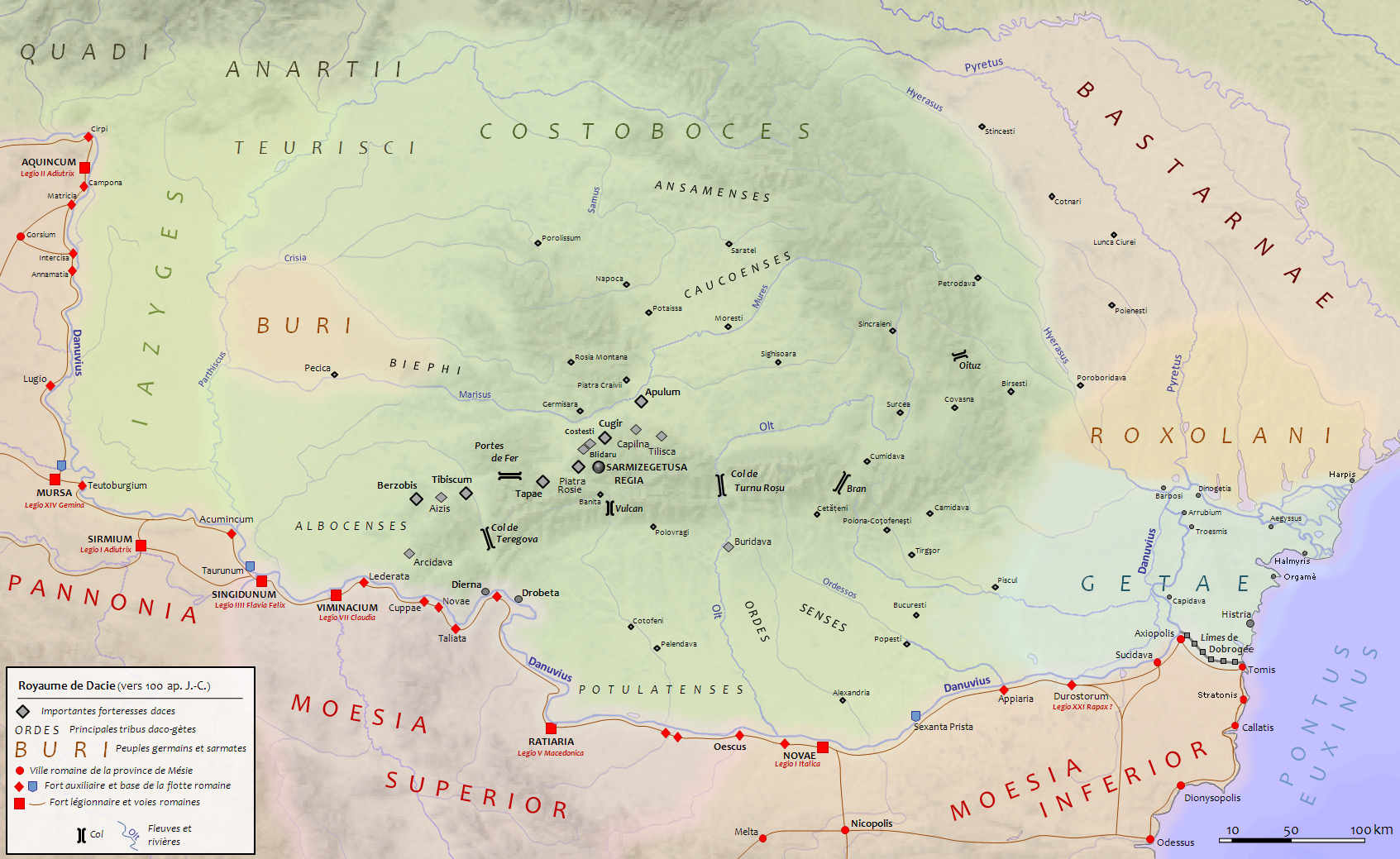
Carte de la Dacie vers 100 ap. J.-C.

Une fois la pourpre impériale obtenue, Trajan reste pendant plus d’un an et demi le long du limes rhéno-danubien, de sorte que son entrée dans Rome, capitale de l’Empire, n’a lieu qu’en octobre 99. Durant tout ce temps, Trajan a eu le temps de réfléchir à la politique étrangère qu’il allait adopter et notamment de la conquête possible du royaume de Dacie dont la montée en puissance constitue une menace de plus en plus pesante si près des frontières de l’Empire. La paix signée par Domitien avec Décébale, avec le versement de subsides et l'aide d'ingénieurs romains, est une situation humiliante pour l'Empire, tout comme la reconnaissance d'un seul et unique roi des Daces, qui permet l'union de tout un royaume à la frontière des provinces romaines. L’empereur a également besoin d’un succès militaire pour asseoir sa légitimité.

« Après un séjour de quelque temps à Rome, [Trajan] entreprend une expédition contre les Daces, songeant à leur conduite, affligé du tribut qu'ils reçoivent tous les ans, et voyant avec leurs troupes s'augmenter leur orgueil. »

— Dion Cassius, Histoire romaine, livre LXVIII, 6, 1 - Étienne Gros, Paris, Firmin-Didot, de 1845-1870.
Selon les empereurs romains, seule une « guerre juste » peut être menée (bella iusta). Officiellement, c’est donc le comportement du roi dace Décébale qui provoque la guerre, accusé d’avoir violé les dispositions du traité de paix de 89.
Cependant, les causes profondes de la guerre sont plutôt à chercher dans la volonté d’éviter la formation d’un royaume dace trop puissant qui constitue une menace pour la stabilité de la frontière danubienne et pour la sécurité des provinces danubiennes et balkaniques. L’occupation des montagnes de Dacie entraînerait la désorganisation et donc l’affaiblissement des peuples du bassin des Carpates, ce qui permettrait un développement pacifique des provinces frontalières de Mésie et de Thrace. Les riches gisements en or et en divers minerais de la Dacie ont peut-être été un argument supplémentaire incitant à la conquête de la région.
Mais cet aspect ne doit pas être surestimé : il semble qu'il n'ait pas été le principal objectif de Trajan. Ce dernier estime d’abord comme son devoir de punir Décébale, roi des Daces, qu’il tient pour responsable des résultats désastreux des campagnes de Domitien en 85 et 86,. Trajan compte aussi tirer profit également de la gloire qu’il tirera de ses victoires militaires et qui lui serviront à légitimer son règne. Il cherche en effet à apaiser les tensions entre le sénat et le princeps en imposant sa Virtus, l'assassinat de Domitien en 96, ayant chamboulé la vision de l'ordre sénatoriale quant à la description du « mauvais Prince ». Qui plus est la conquête de la Dacie serait un moyen exceptionnel de protéger la Grèce et l'Anatolie, créant autour de ces régions, un glacis de protection idéale, ainsi que la fin des provocations Daces sur les dits régions.
Une guerre de cette ampleur, déjà projetée à maintes reprises depuis l’époque de Jules César, nécessite cependant une préparation minutieuse et la réorganisation du limes le long du Danube et du Rhin dont Trajan va retirer de nombreux effectifs. Les campagnes de Domitien, menées quinze ans plus tôt, ont appris aux Romains que les Daces savent combattre, qu’ils sont bien formés, difficiles à vaincre, qu’ils n’ont jamais été soumis et qu’ils peuvent compter sur d’importantes ressources militaires et financières.
Ces préparatifs de guerre prennent la forme d’une réorganisation importante des infrastructures des provinces danubiennes avec, par exemple, la réfection et le prolongement de la voie romaine le long du Danube dont les travaux avaient commencé sous Tibère. Cette route permet de traverser les zones rocheuses de la rive sud du Danube dans la région des Portes de Fer, comme en témoigne encore aujourd’hui la Tabula Traiana. Les rapides des Portes de Fer demeurent un obstacle à la navigation et c’est pour les contourner que Trajan fait creuser un canal de 3,2 km de long et 30 mètres de large,.

### Première campagne (101-102)

#### Forces en présence
Trajan réunit une armée composée des légions danubiennes ainsi que d’unités auxiliaires et de vexillations d’autres légions. Au total, ce sont environ 150 000 hommes qui sont déployés par l’Empire, dont 75 à 80 000 légionnaires et 70 à 75 000 auxiliaires,,.
Les Marcomans et les Quades ont retrouvé leur statut de fédérés à l’issue d’une troisième guerre de Pannonie en 98. Cette fois-ci, quand Trajan leur demande d’honorer leur engagement en fournissant des troupes à l’Empire, les Marcomans et les Quades restent fidèles. C’est un point important dans les préparatifs de guerre pour Trajan car il n’a pas à craindre qu’un nouveau front s’ouvre ailleurs dans l’Empire, surtout à cette époque où le front parthe est calme. Ainsi Trajan a pu être en mesure de réunir une grande armée pour les guerres daciques à venir.
Concernant les Daces, il est difficile d'avoir une estimation des forces en présence. Selon les données fournies par Strabon, les Daces et les Gètes unifiés sous Burebista au milieu du Ier siècle av. J.-C. peuvent former une armée de 200 000 hommes, mais il n'y aurait plus que 49 000 guerriers tout au plus au début du Ier siècle. Selon des études modernes, basées sur la population estimée, on est autour de 40 000 hommes disponibles pour la première guerre. Certains auteurs donnent tout de même jusqu'à 200 000 hommes à la disposition de Décébale.
Décébale obtient le soutien des Roxolans du Danube inférieur, des Bastarnes et des Bures, peuple germanique situé au nord des Iazyges. Ces alliances de Décébale menacent toute la frontière des provinces de Pannonie et de Mésie. Pendant la guerre, le roi dace essaie en vain de trouver de nouveaux alliés parmi les tribus suèves, quades et marcomanes.

#### Année 101

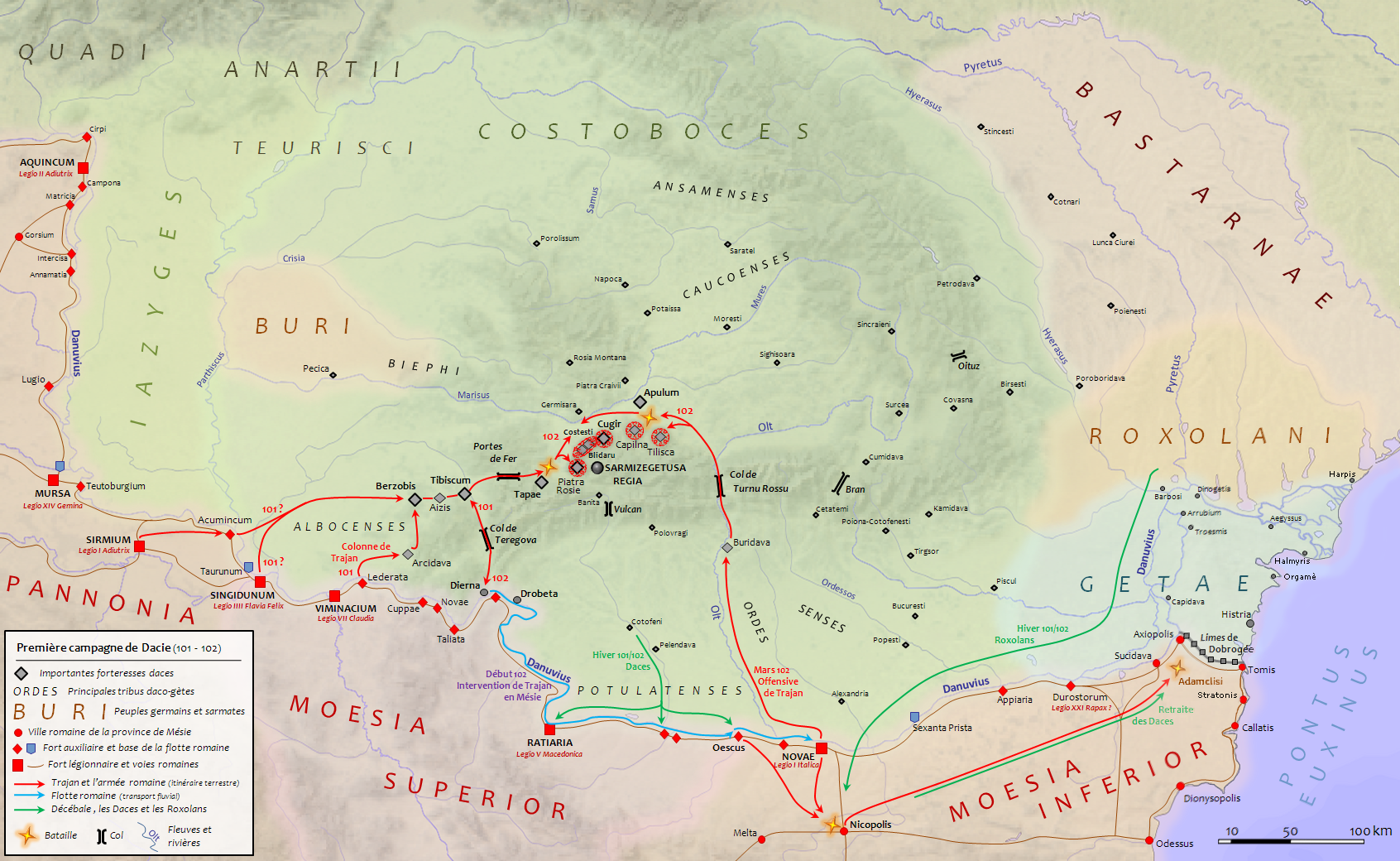
La première expédition de Trajan en Dacie, en 101 et 102.

Le 25 mars 101, Trajan quitte Rome et l’Italie, peut-être par Ancône puis Iader après une traversée de la mer Adriatique.
Il est à la tête de la garde prétorienne, accompagné de son préfet du prétoire Tiberius Claudius Livianus ainsi que d’un certain nombre de compagnons parmi lesquels Lucius Licinius Sura, Quintus Sosius Senecio, Lusius Quietus, Cnaeus Pompeius Longinus, Publius Aelius Hadrianus et peut-être Decimus Terentius Scaurianus, qui devient plus tard gouverneur de Dacie, et se dirige vers la province de Mésie supérieure. Pour soutenir l’expédition, Trajan nomme de nouveaux gouverneurs dans les provinces limitrophes : Caius Cilnius Proculus devient gouverneur de Mésie supérieure, Manius Laberius Maximus gouverneur de Mésie inférieure et Lucius Iulius Ursus Servianus de Pannonie.
Nous connaissons le plan stratégique suivi par Trajan par ses propres mots, : « Berzobim puis Aizi ». Ces deux sites sont situés le long de la plus occidentale des routes menant en Dacie. Elle part de Lederata, sur le Danube près de Viminacium, où l'empereur traverse le fleuve sur un pont flottant et conduit à Tibiscum. Puis, à partir de là, par le trajet le plus court possible, la route mène à Tapae et au passage des Portes de Fer, à l’emplacement actuel d’Oțelu Roșu, avant d’entrer au cœur du royaume de Dacie. C’est cette route qui avait déjà été emprunté par Lucius Tettius Iulianus lors de la campagne de 88.

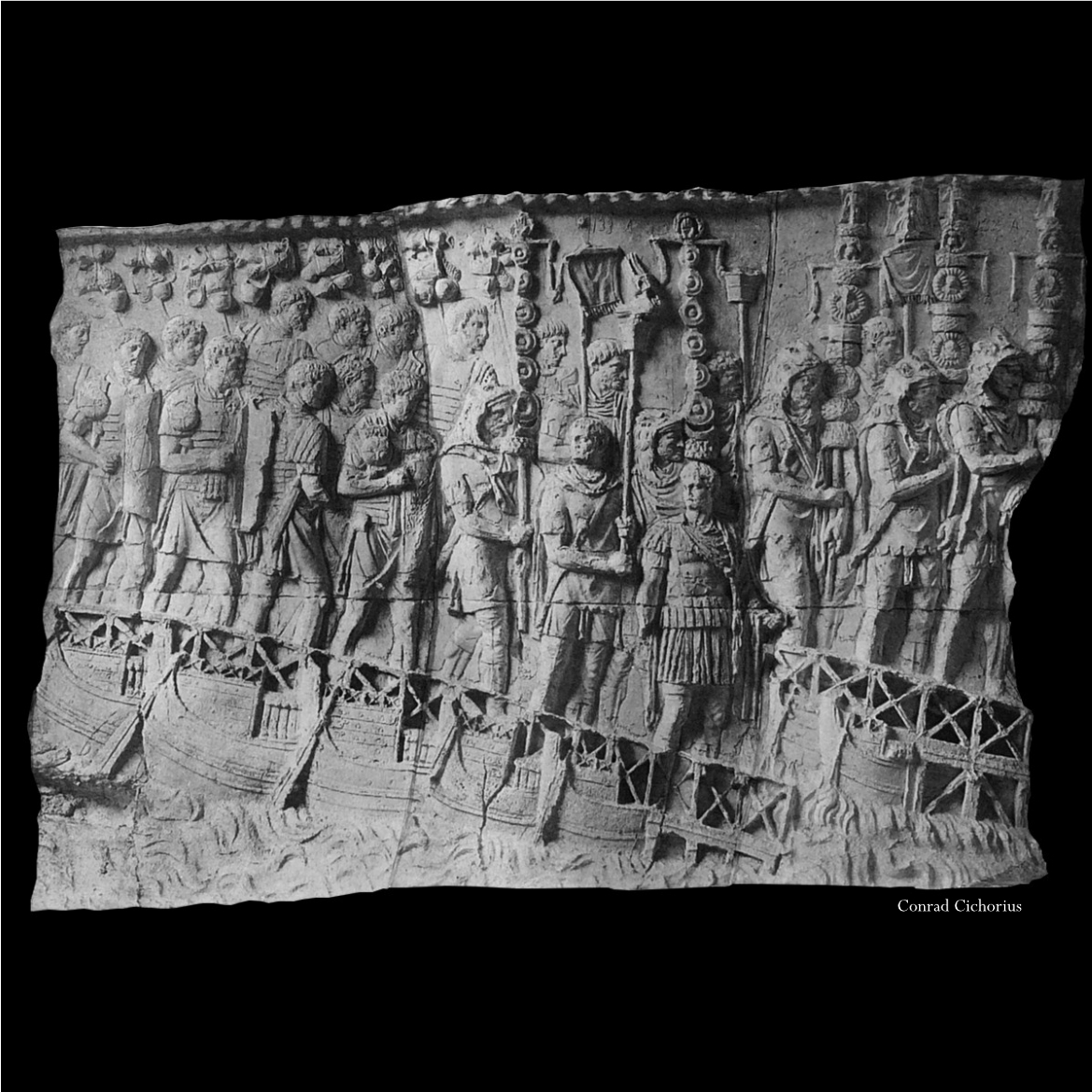
L'armée romaine en marche.
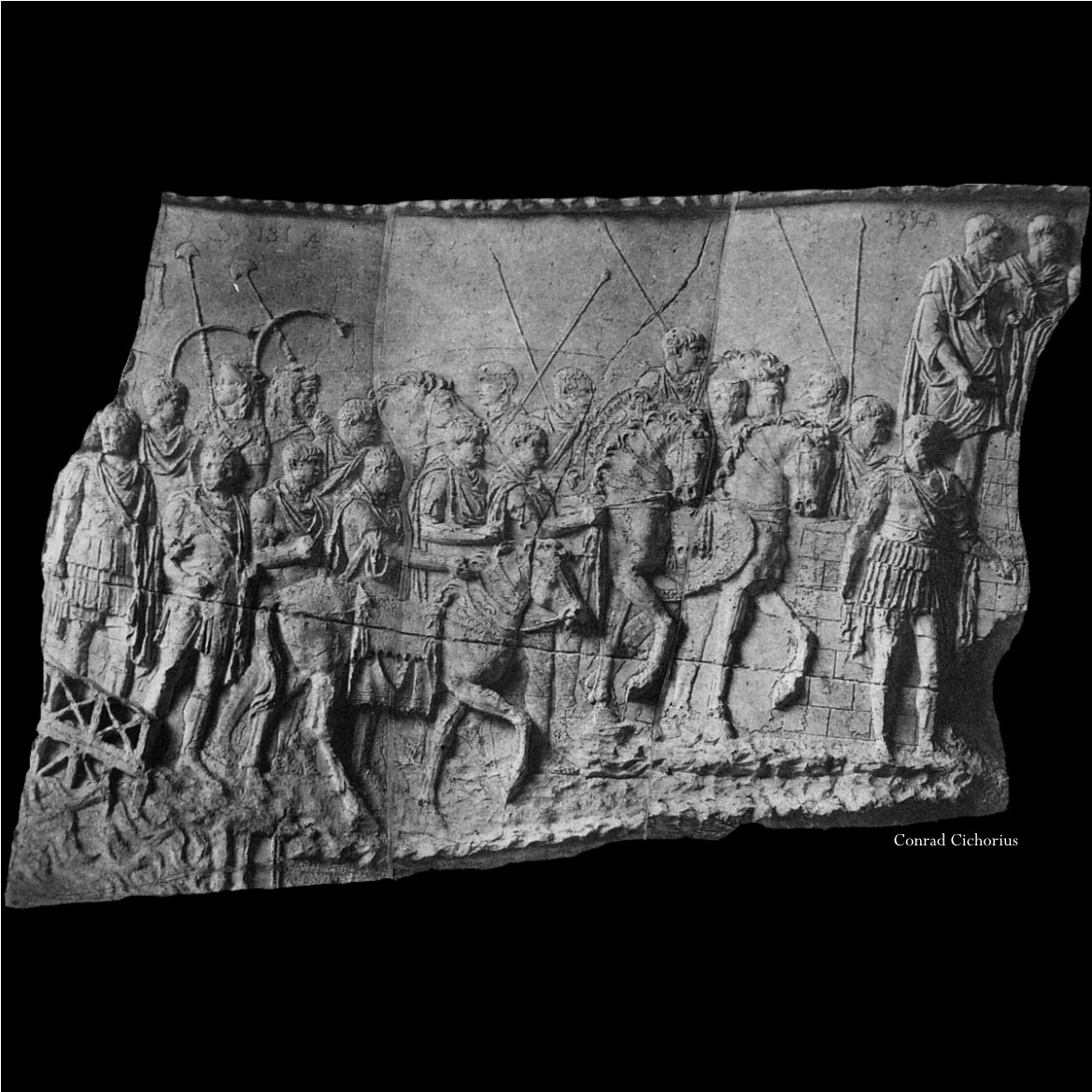
Elle traverse le Danube sur deux ponts.
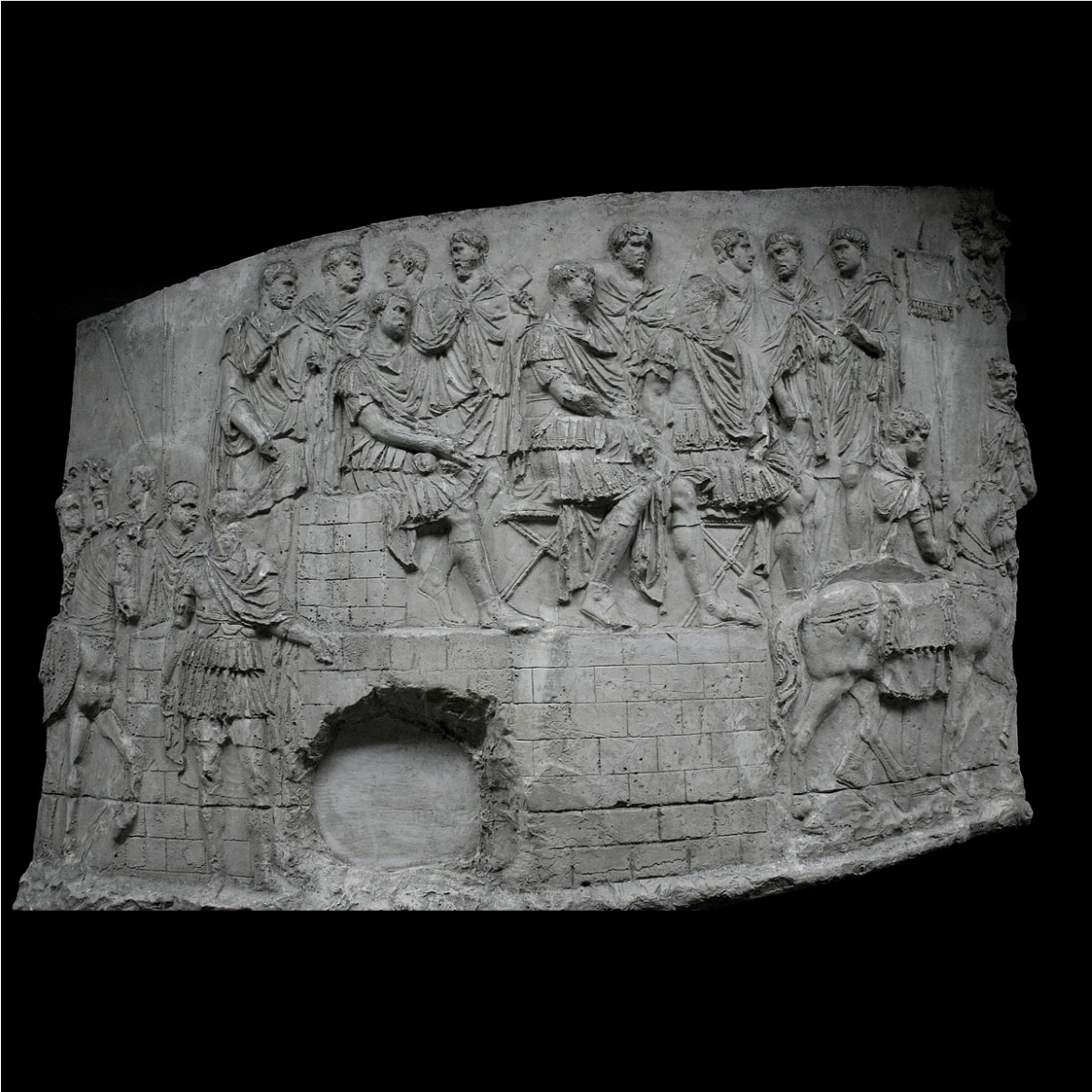
Échec des négociations des conditions de paix.
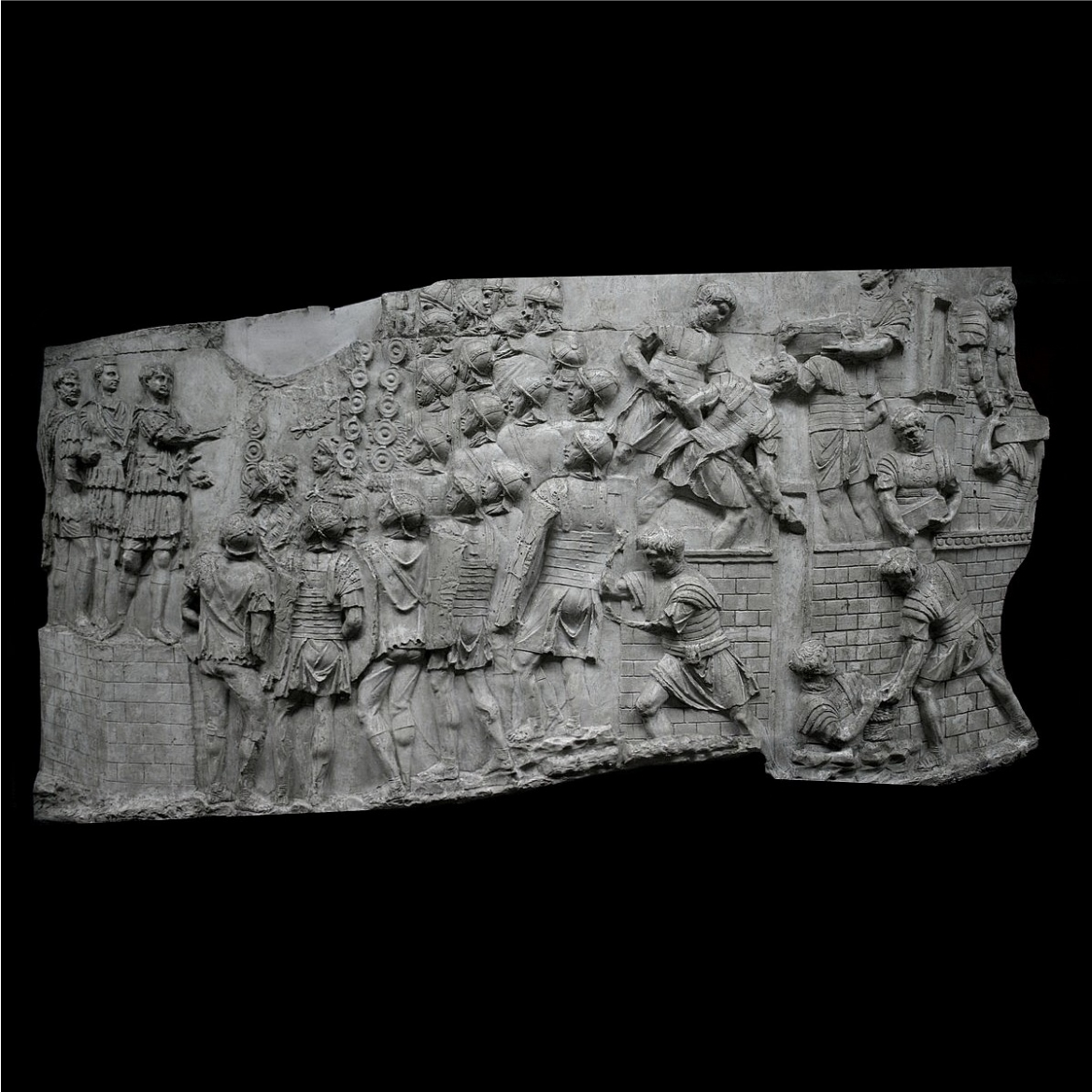
Harangue de Trajan et construction d'un camp.

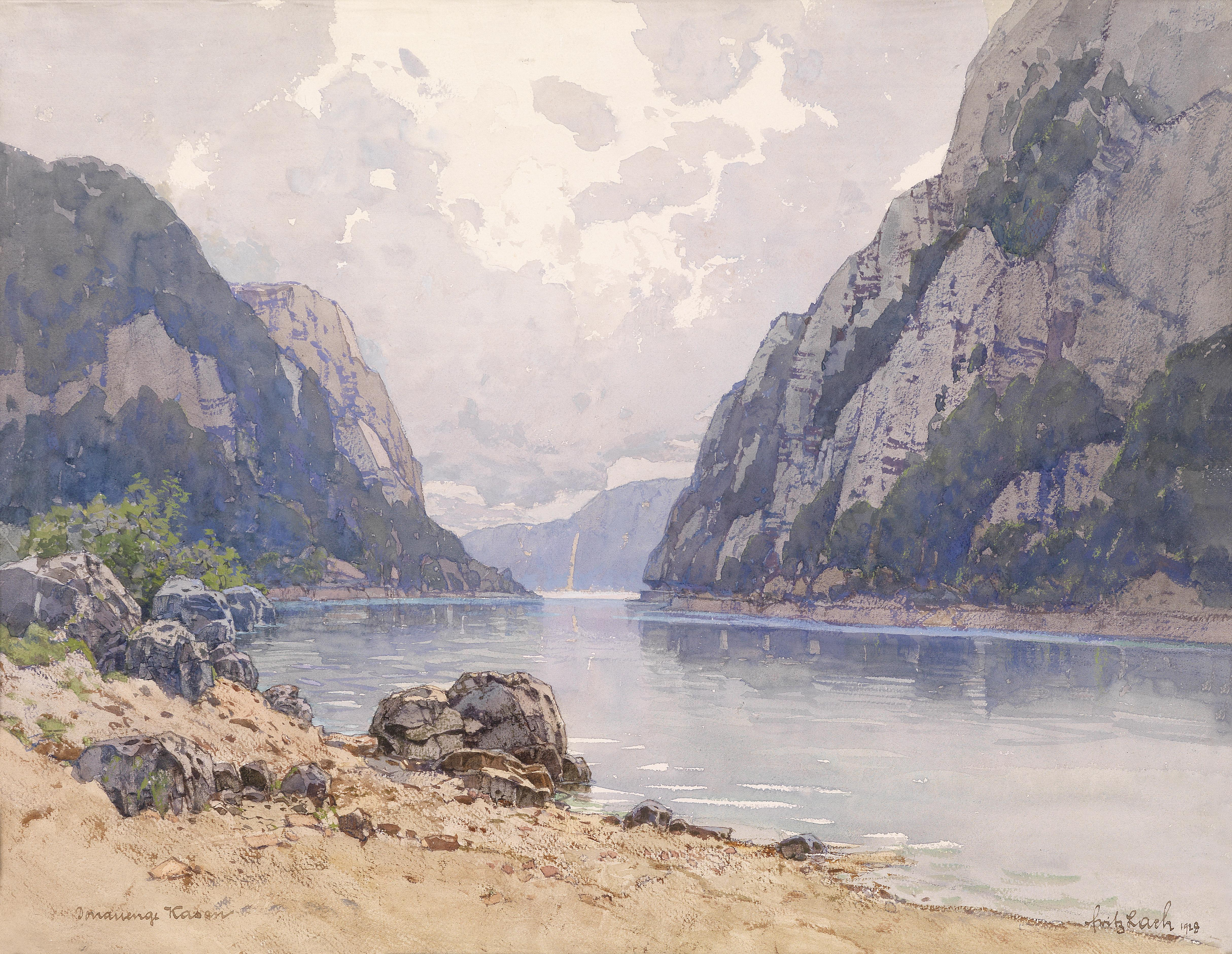
Donauenge Kasan, les Portes de Fer du Danube, Fritz Lach, 1928, aquarelle sur papier. Palais Dorotheum, Vienne.

Il est possible qu’une deuxième colonne ait traversé le Danube à Dierna et ait emprunté la route passant par Teregova pour rejoindre la première colonne commandée par Trajan vers Tibiscum. Cette hypothèse provient d’une analyse des scènes IV et V de la colonne Trajane qui montrent deux ponts de bateaux parallèles enjambant le Danube, l’un emprunté par les légionnaires et l’autre par les prétoriens. Ces deux ponts pourraient être un moyen utilisé par le sculpteur pour indiquer que l’armée est divisée en deux colonnes qui ont traversé le Danube au même moment,.
La division de l’armée en deux colonnes a pu servir à diviser les forces daces qui doivent alors protéger plusieurs points stratégiques, manœuvre tactique qu’utilisera Trajan lors de la guerre contre les Parthes lorsqu’il fera progresser son armée à la fois le long de l’Euphrate et le long du Tigre. Pour faciliter la progression des troupes et leur approvisionnement, le cours du Danube a été aménagé l’année précédente, avec notamment la construction d’un canal bordé d’une route permettant de contourner un passage étroit du fleuve formant une cataracte, nommée également Portes de Fer,.

« Décébale est saisi de crainte à la nouvelle de sa marche ; il sait bien, en effet, qu'auparavant ce n'est pas les Romains, mais Domitien qu'il a vaincu, et qu'à présent il va avoir à combattre contre les Romains et contre l'empereur Trajan »

— Dion Cassius, Histoire romaine, livre LXVIII, 6, 2 - Étienne Gros, Paris, Firmin-Didot, de 1845-1870.
Après avoir traversé le Danube, l’armée romaine progresse en territoire dace sans rencontrer une grande résistance. Les Daces adoptent une tactique de retraite vers l’intérieur du pays, reculant au fur et à mesure que l’armée romaine avance, reprenant la même stratégie que lors de la campagne de Cornelius Fuscus en 86. Les Daces espèrent ainsi forcer les Romains à quitter leurs lignes de communications et d’approvisionnement et les isoler dans les montagnes de Transylvanie. Les reliefs de la colonne montrent des forteresses désertes, des troupeaux anéantis, des collines abandonnées. Au cours de cette approche, aucun affrontement sérieux n’est signalé.

« Lorsque Trajan est près de Tapae, où campent les barbares, on lui apporte un gros champignon, où est écrit en caractères latins que les autres alliés et les Bures engagent Trajan à retourner en arrière et à conclure la paix. »

— Dion Cassius, Histoire romaine, livre LXVIII, 8, 1 - Étienne Gros, Paris, Firmin-Didot, de 1845-1870.

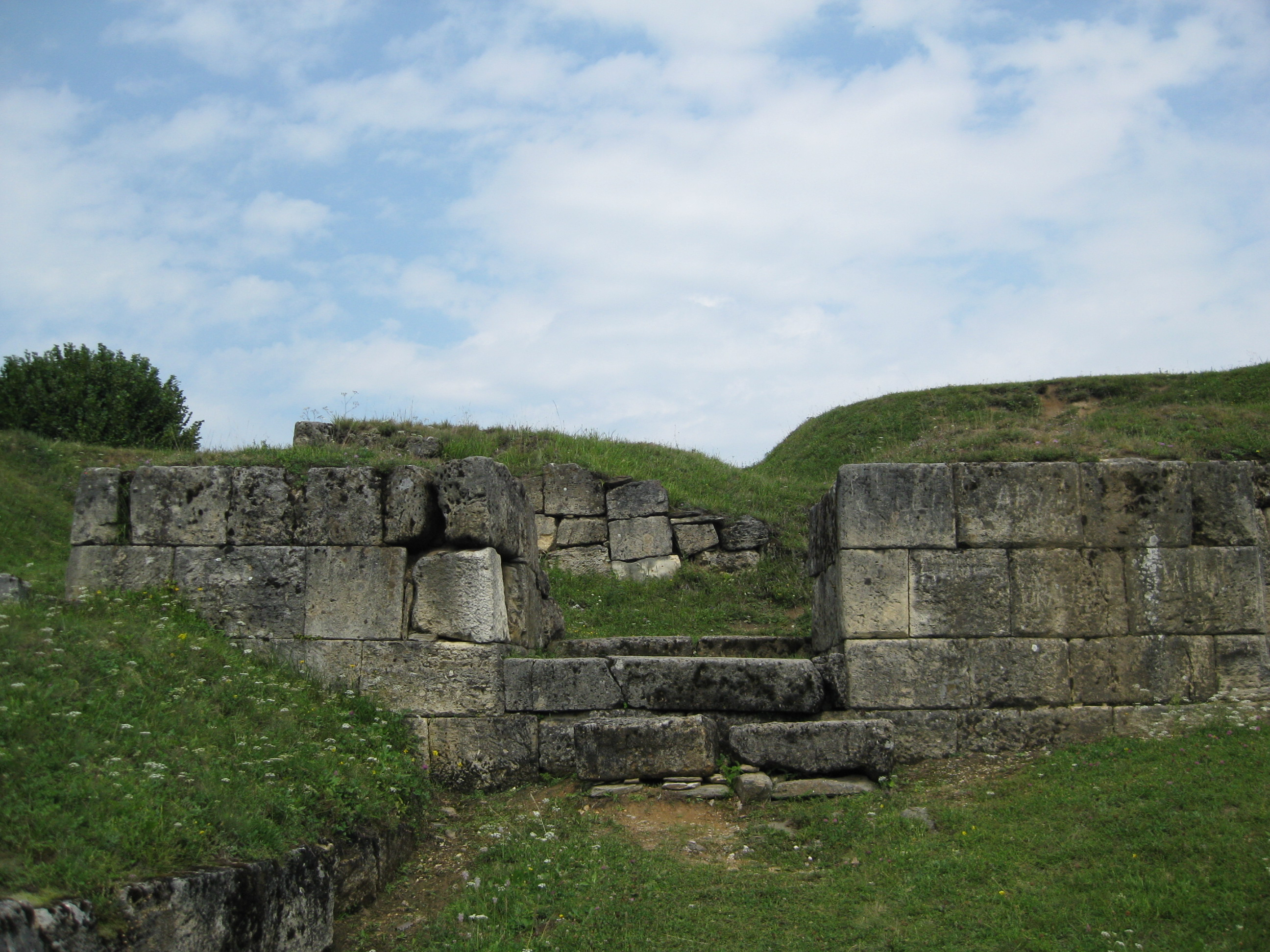
Fortesse dace de Blidaru.

Malgré tout, Trajan, bien que n’ayant rencontré aucune résistance, continue à progresser vers l’intérieur du royaume avec précaution, craignant les embuscades. L’avancée de l’armée s’accompagne de la construction de routes, de ponts et de forts le long du chemin. Jusqu’à Tapae, unique bataille de cette première campagne, Décébale évite tout affrontement armé.
Après avoir atteint Tibiscum, Trajan établit un campement puis attaque les forteresses daces protégeant le passage des Portes de Fer (bataille de Tapae). Celui-ci est forcé  après des combats acharnés.
Il ne s’agit pas pour autant d’un combat décisif, les Daces pouvant encore se replier dans les bastions des monts d’Orastie, bloquant ainsi la route menant à Sarmizegetusa Regia.

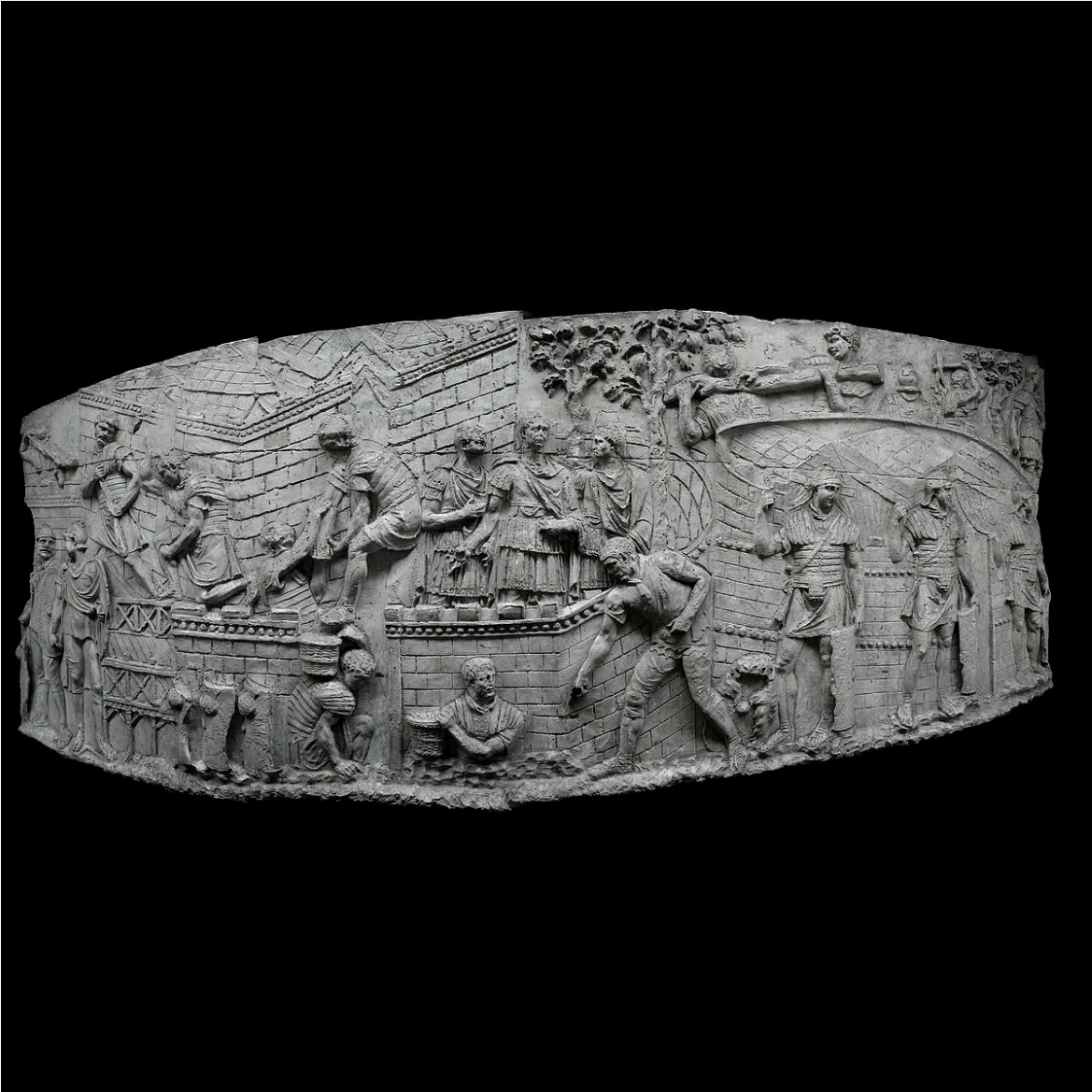
Construction d'un deuxième camp romain.
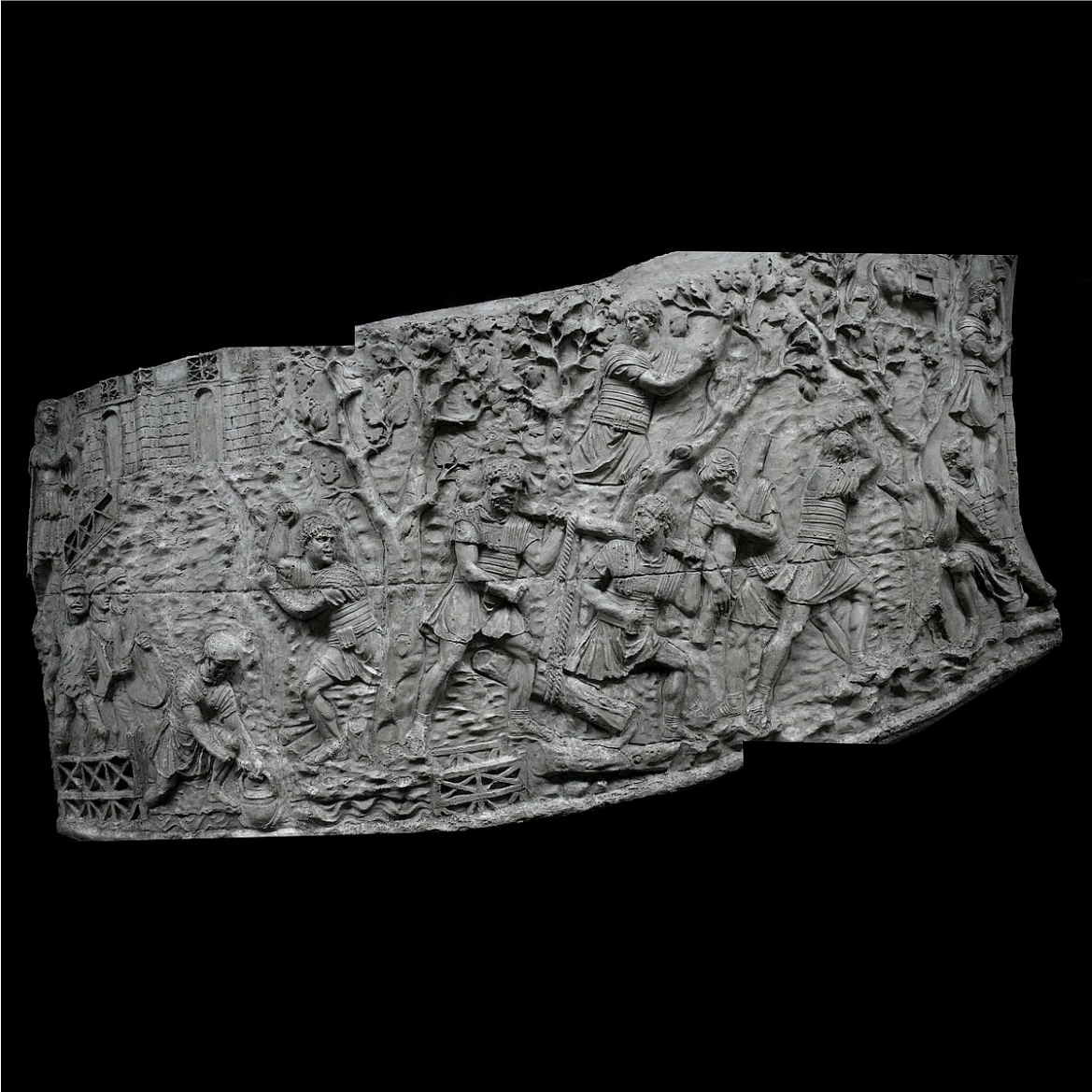
Construction d'un troisième camp.
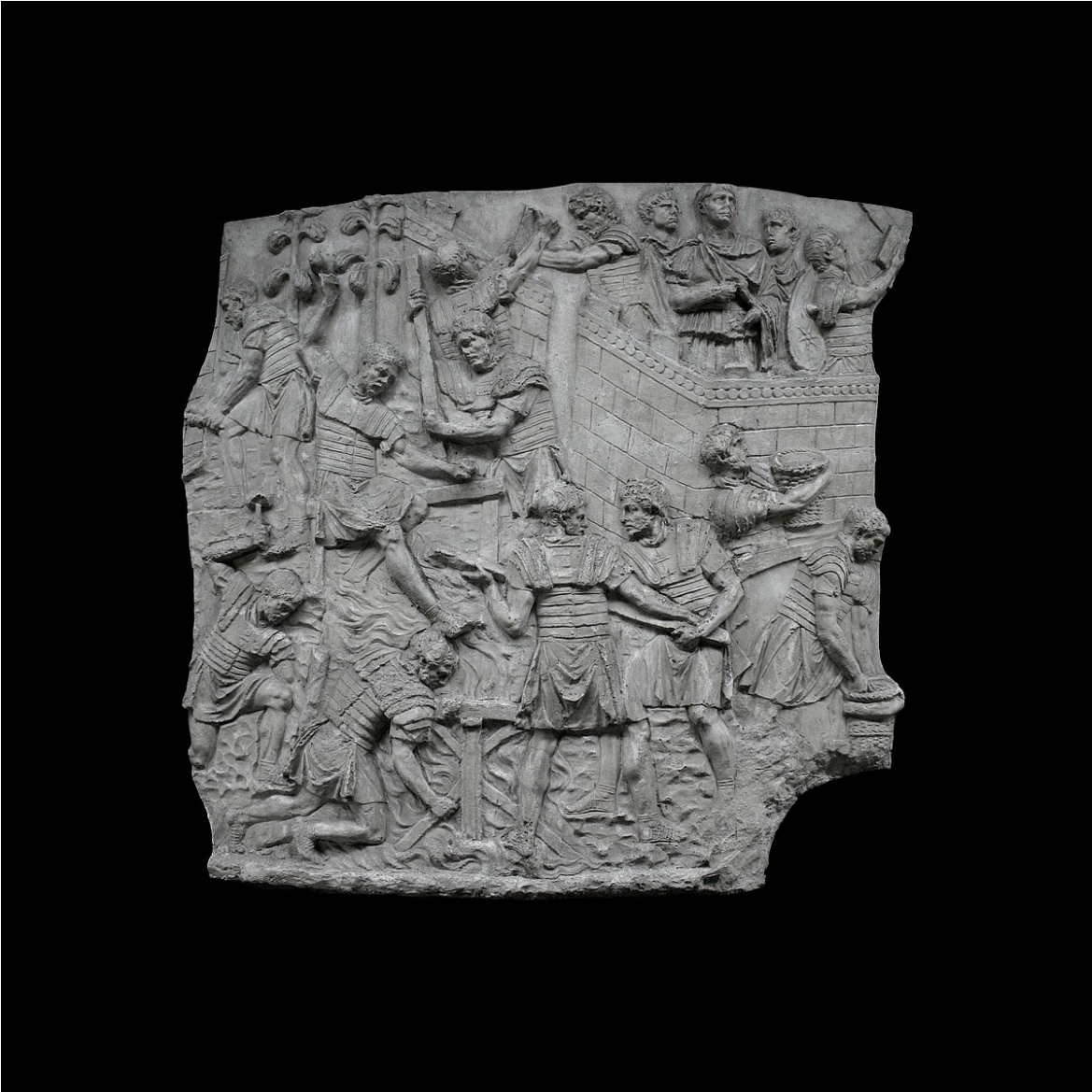
Construction d'un pont.
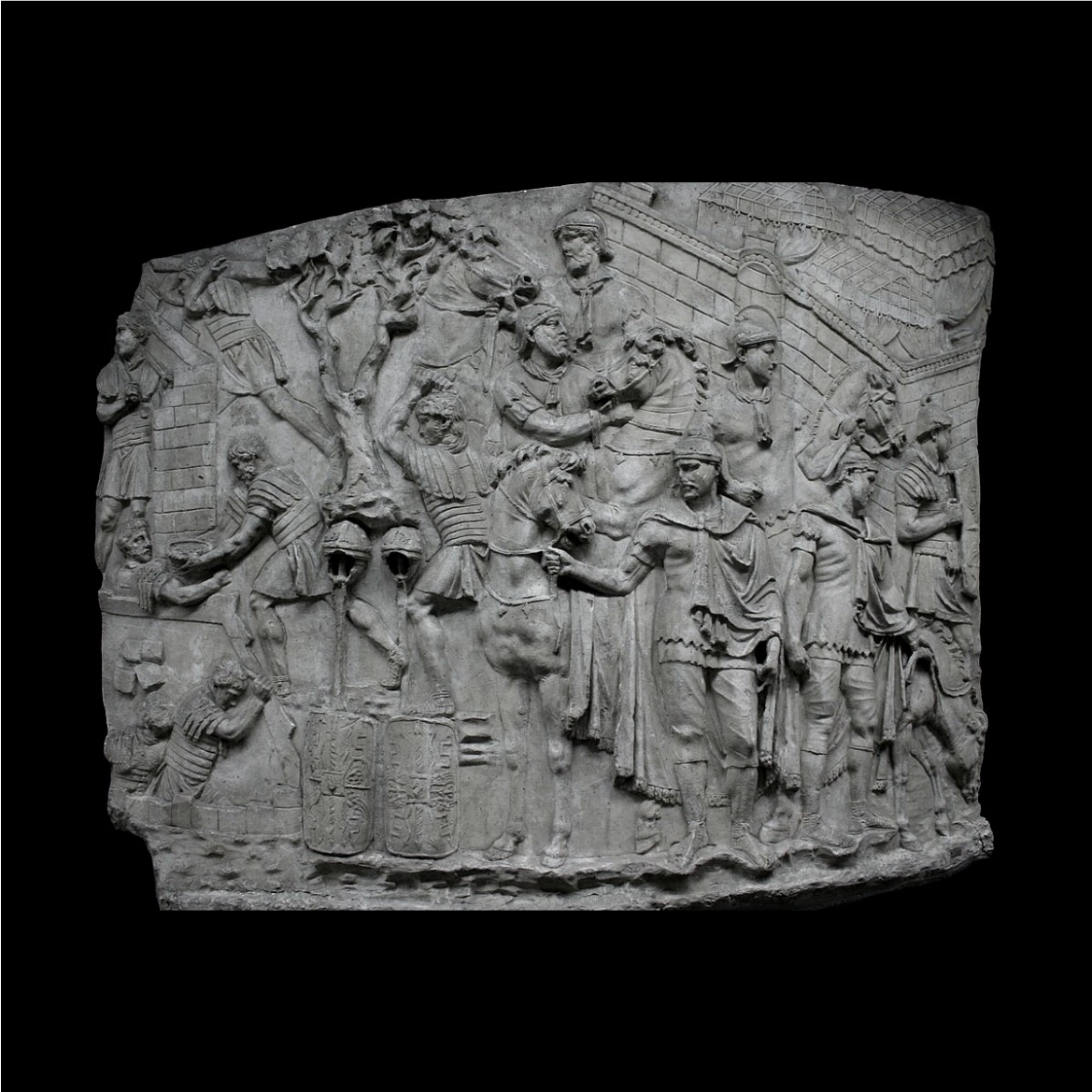
Envoi d'éclaireurs romains.

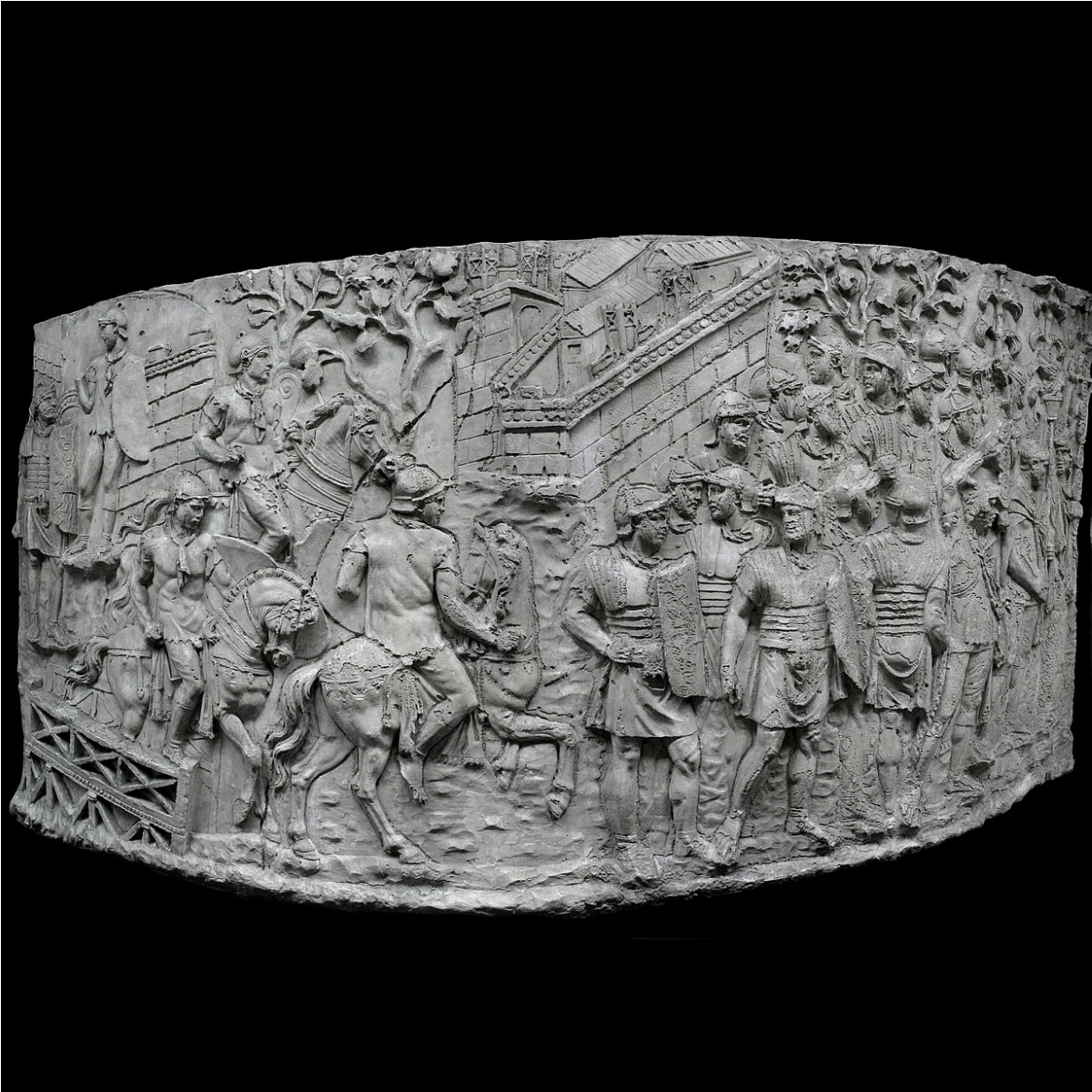
Les Romains près de Tapae.
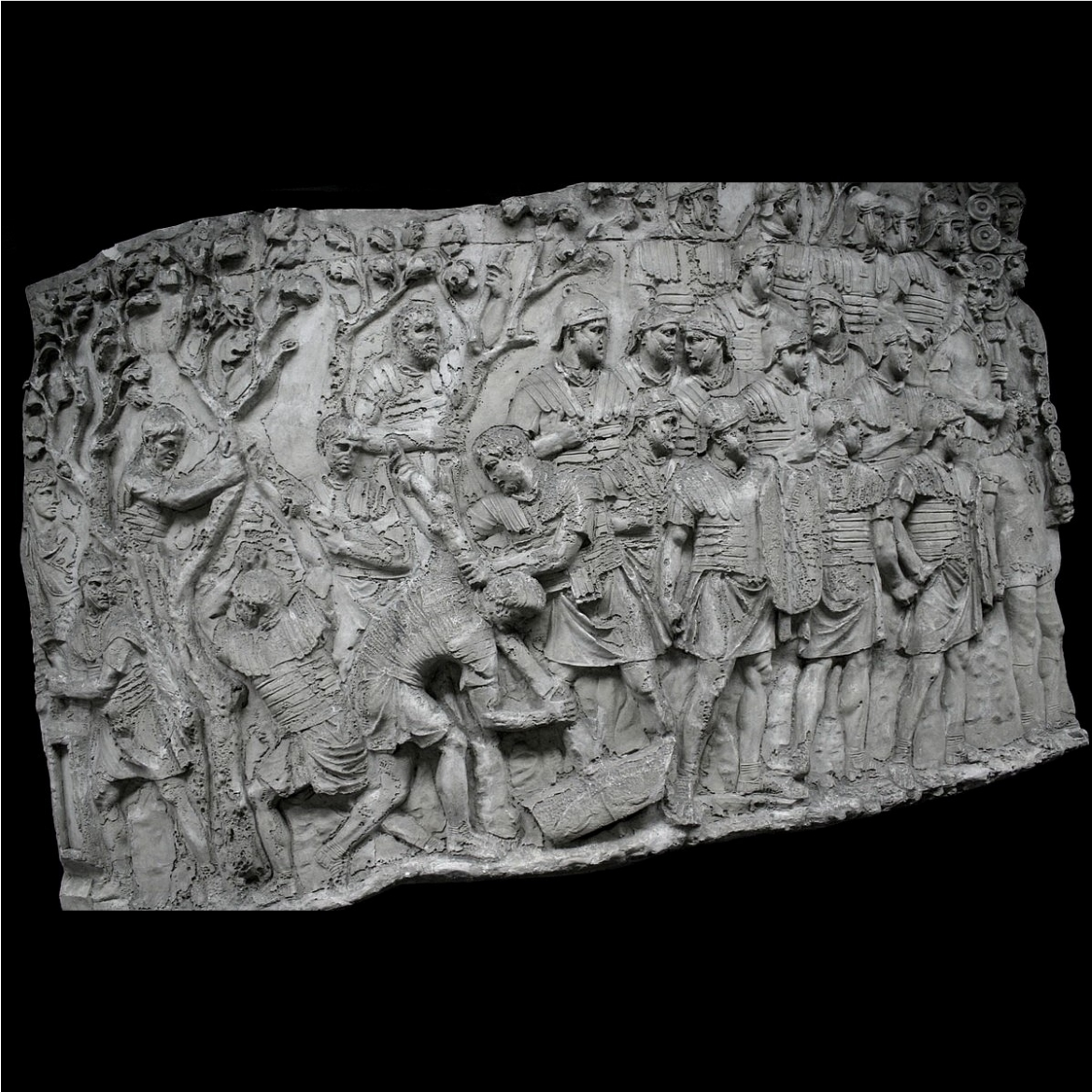
Avancée de l'armée romaine.
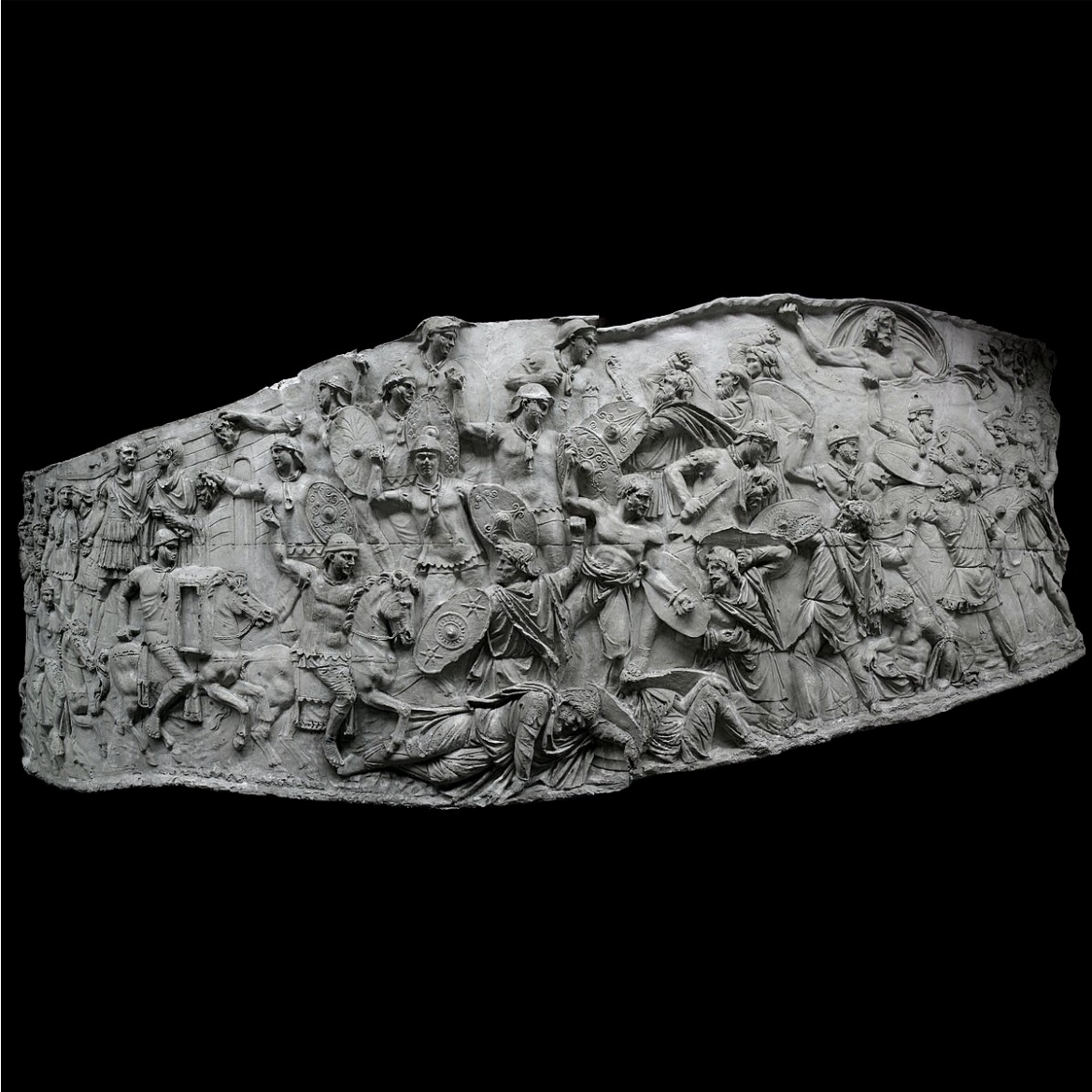
Bataille de Tapae.
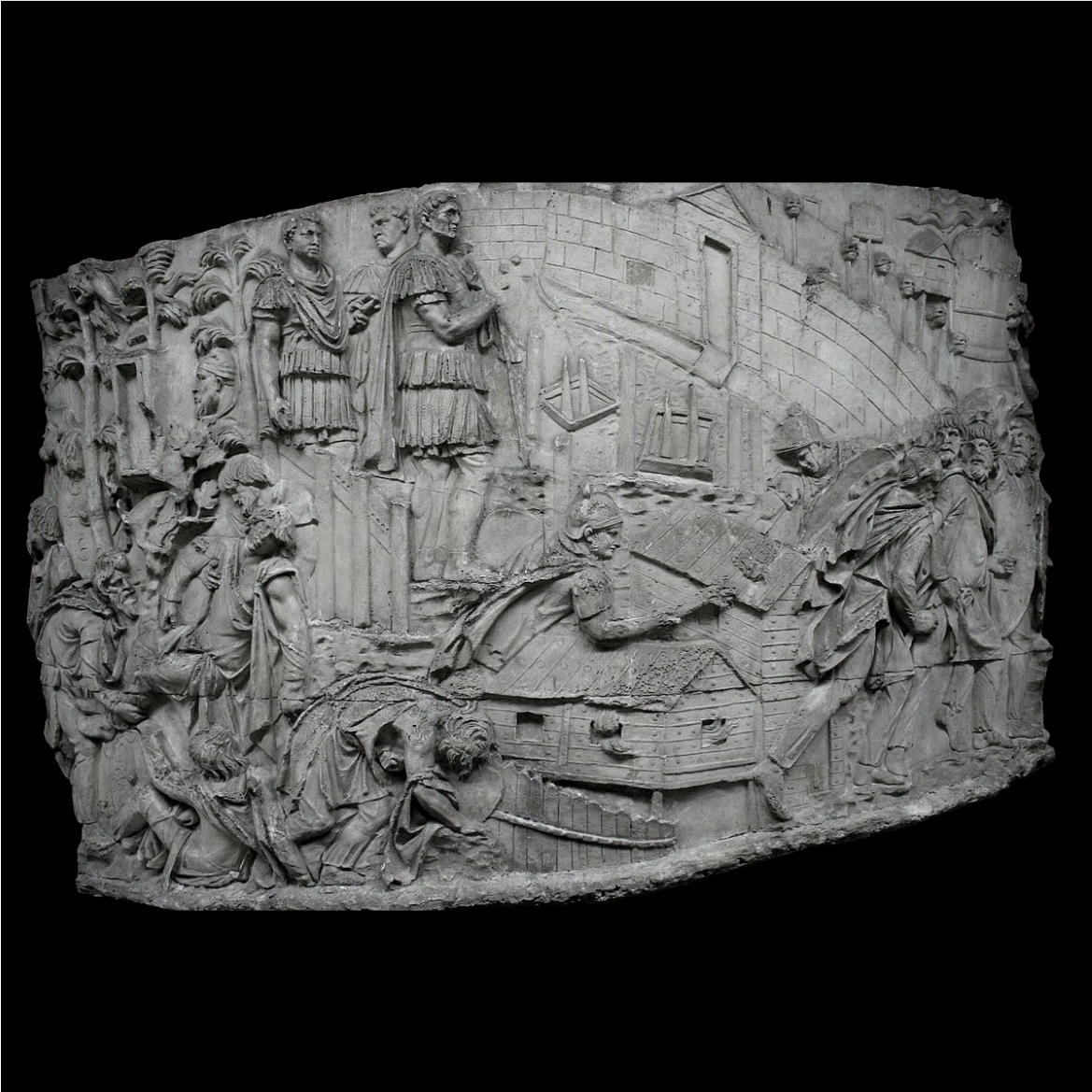
Les Daces sont vaincus, sac d'un village.
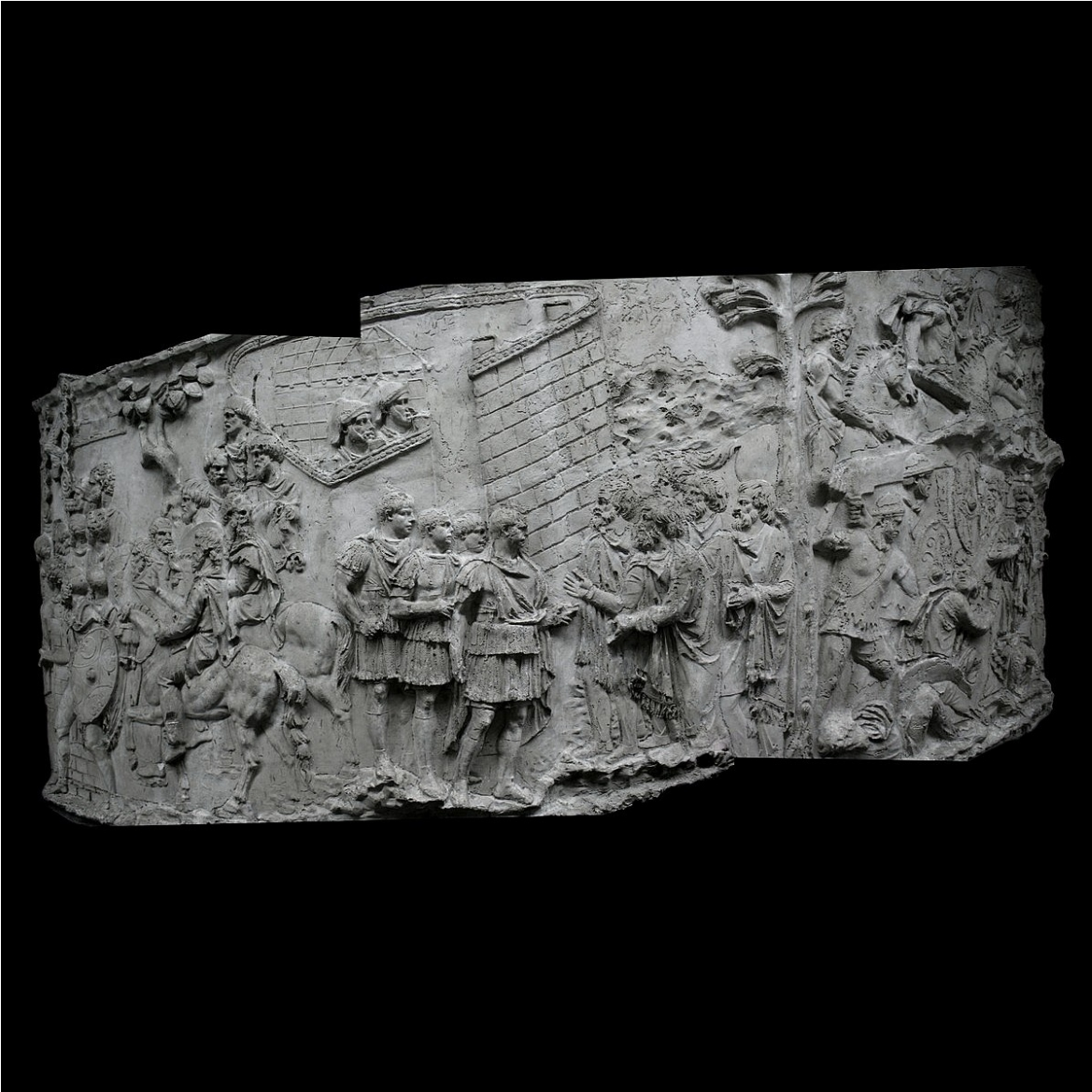
Trajan reçoit une députation dace et sac d'un autre village.

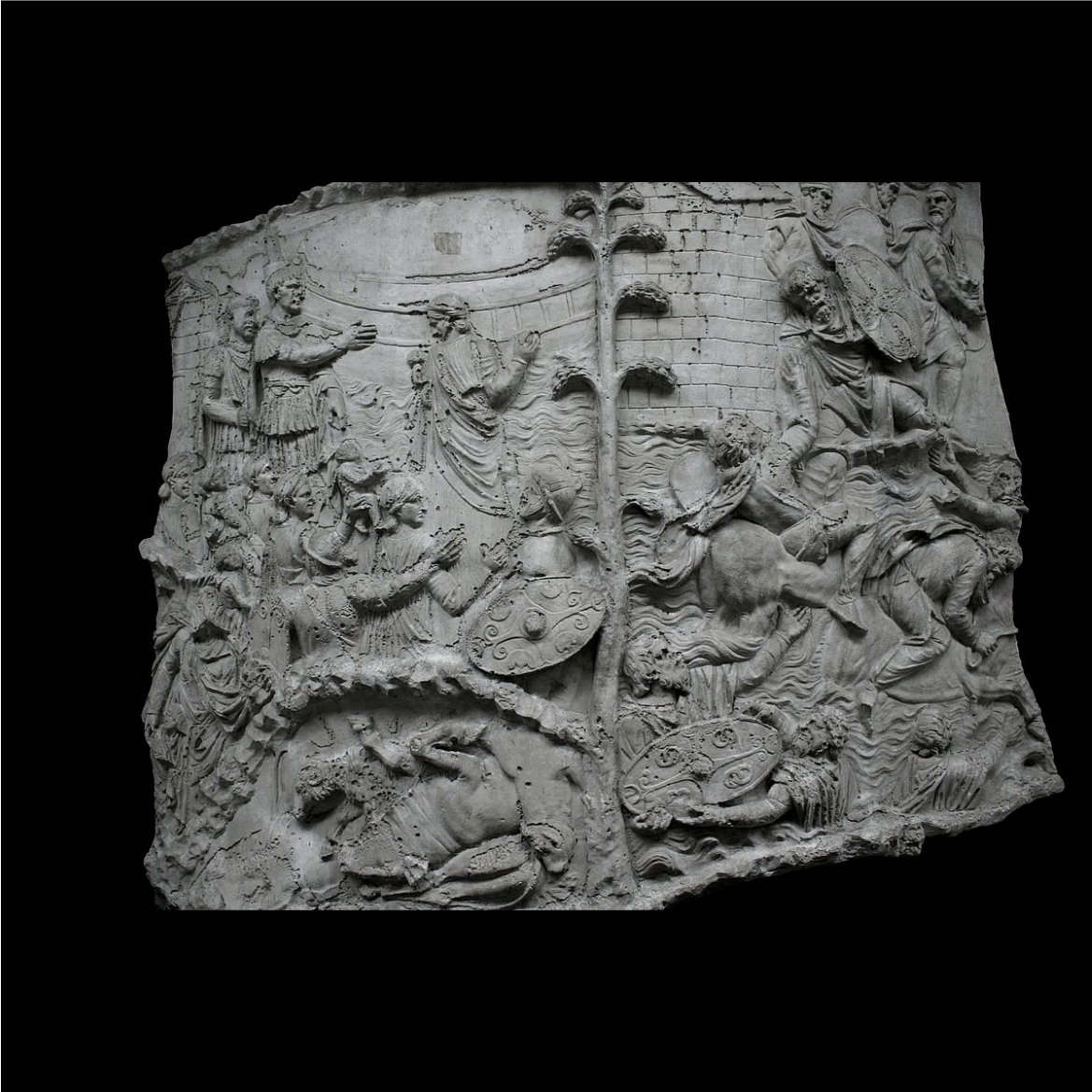
La trêve hivernale sur les reliefs de la colonne Trajane.

L’arrivée de l’hiver rend imprudent une attaque de ces forteresses, l'offensive est alors ralentie, Trajan faisant hiverner ses troupes en territoire ennemi et établir des garnisons aux alentours de ce système défensif, tentant d'empêcher son ravitaillement.
En récompenses de leurs services dans la première année de campagne, Lucius Licinius Sura et Lucius Iulius Ursus Servianus retournent à Rome pour devenir consuls éponymes. Quintus Sosius Senecio remplace le gouverneur Caius Cilnius Proculus en Mésie.

#### Hiver 101/102
Au cours de l’hiver 101/102, Décébale  décide de passer à l’offensive afin de desserrer l'étau romain autour de Sarmizegetusa. Comme en 85, il attaque la Mésie inférieure, soutenu par les Sarmates Roxolans,, menés par le roi Susagus. Les deux armées, dace et sarmate, traversent le Danube, mais le général Manius Laberius Maximus, gouverneur de la province, parvient néanmoins à faire face à leur raid.
Trajan est cependant obligé d'intervenir et doit quitter les monts d’Orastie, tout en y laissant une garnison suffisante pour ne pas totalement abandonner le terrain conquis, et grâce aux routes et à la flotte danubienne, la Classis Moesica, arrive rapidement en soutien de Laberius Maximus.
Les forces daces et roxolanes sont totalement arrêtées, et les Roxolans, peut-être après avoir vainement assiégé le fort légionnaire de Novae, subissent une défaite nocturne près de l’endroit où sera fondée la ville de Nicopolis ad Istrum par Trajan pour honorer la victoire. Les Daces sont défaits à la bataille d'Adamclisi,,.

« [Le] combat [...] voit un grand nombre des siens blessés et fait un grand carnage parmi les ennemis ; les bandages étant venus à manquer, il n'épargne pas, dit-on, ses propres vêtements, et les coupe en morceaux ; de plus, il ordonne d'élever un autel en l'honneur de ses soldats morts dans la bataille, et de leur offrir tous les ans des sacrifices funèbres. »

— Dion Cassius, Histoire romaine, livre LXVIII, 8, 1 - Étienne Gros, Paris, Firmin-Didot, de 1845-1870.

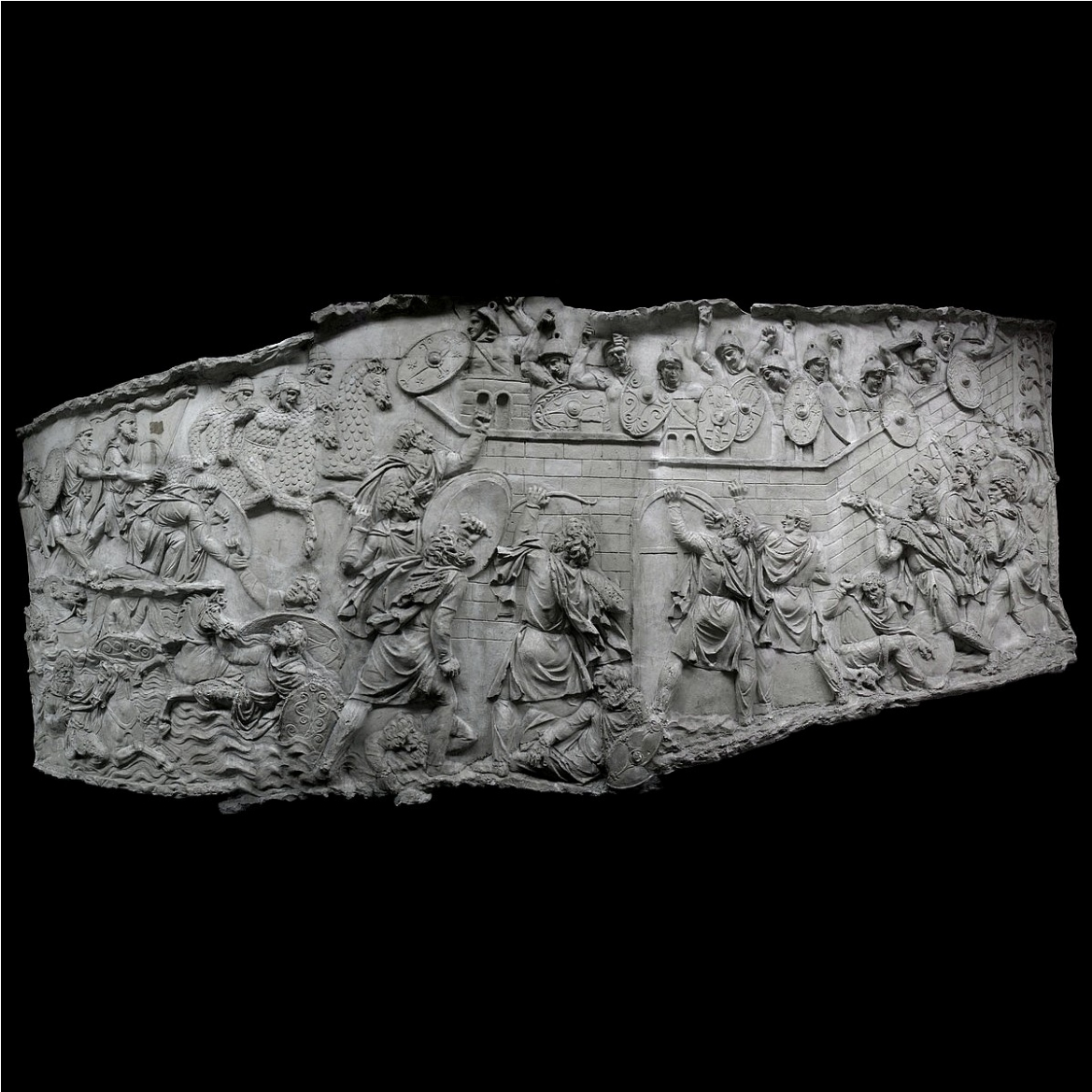
Assaut dace sur un camp romain d'hiver de Mésie.
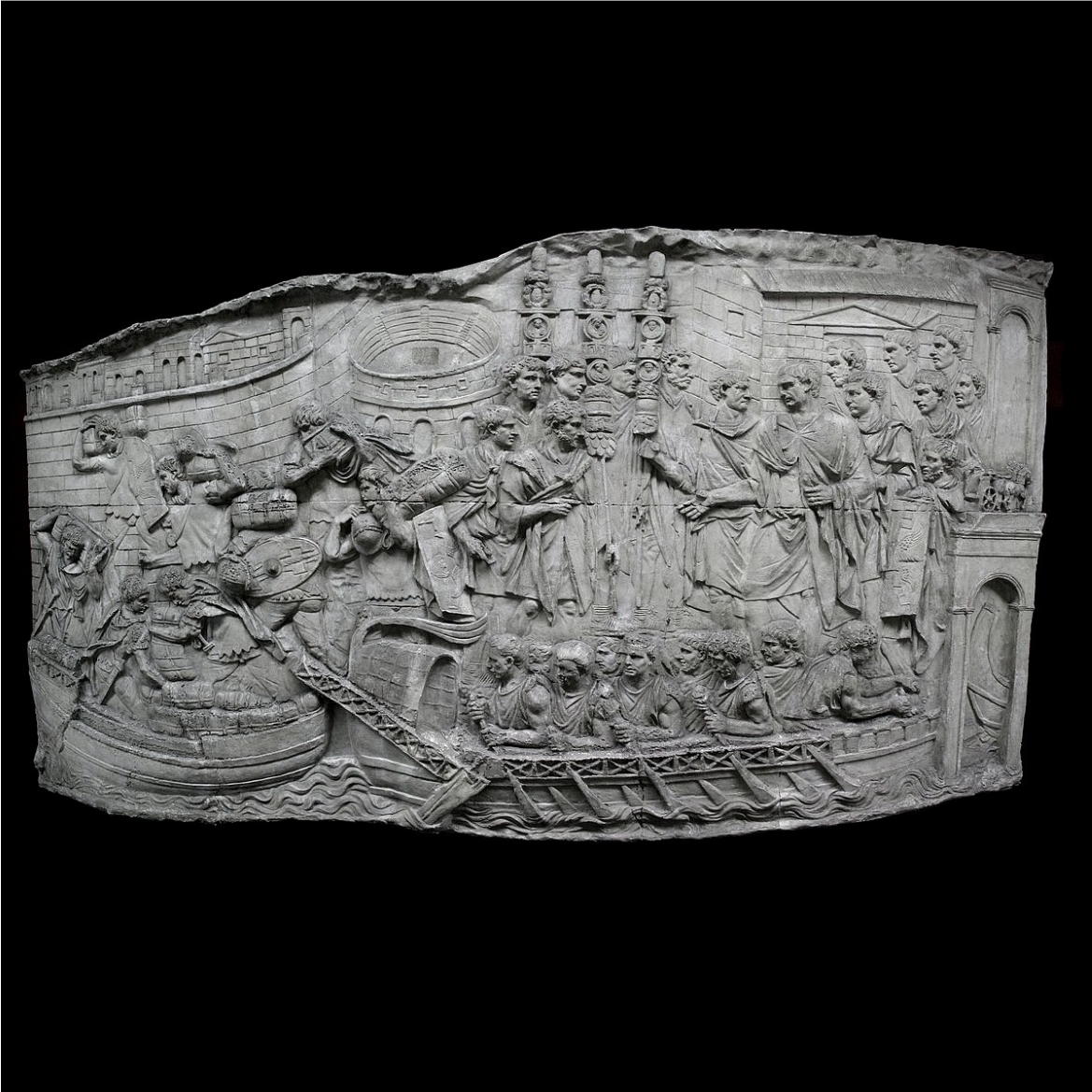
Embarquement de Trajan à Viminacium.
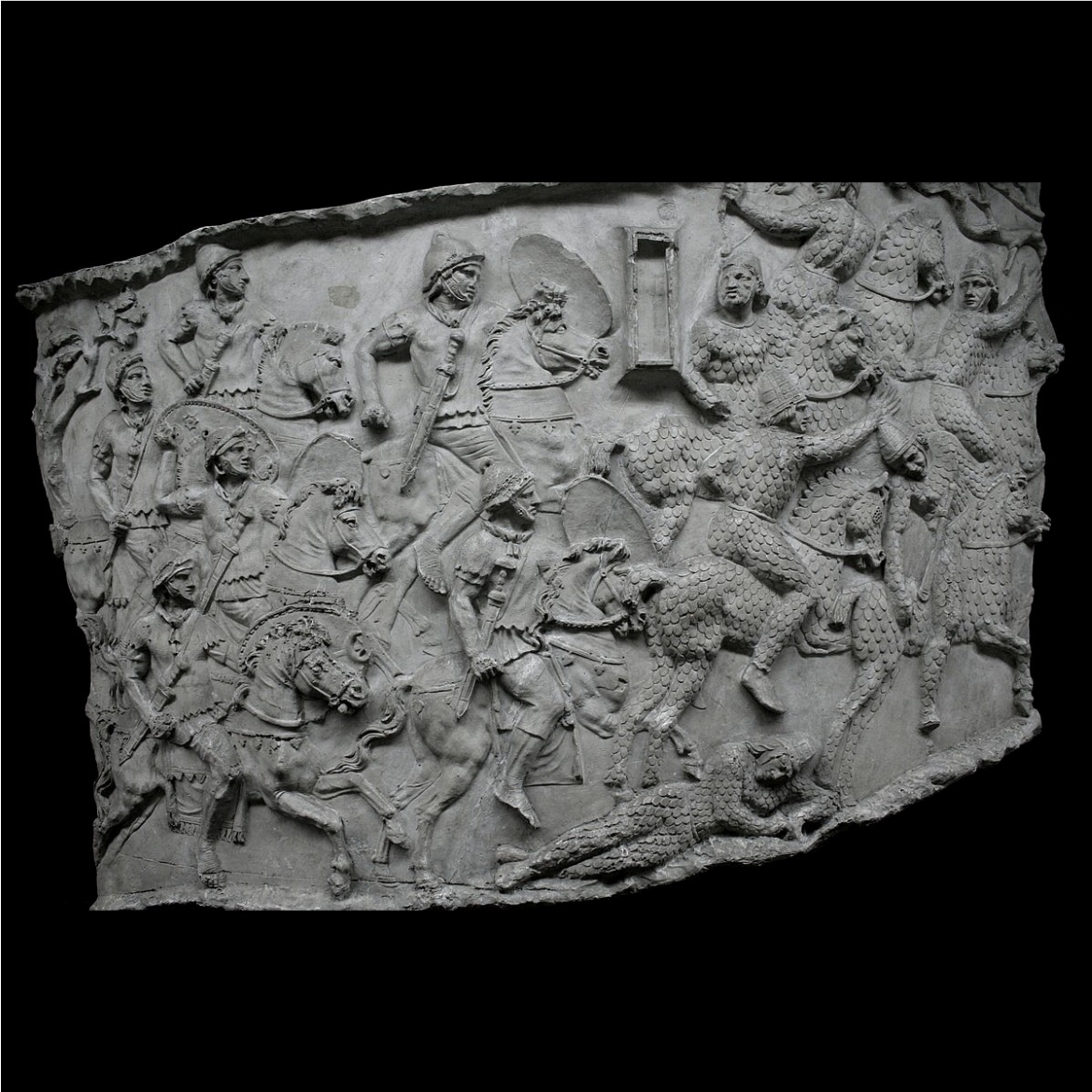
Bataille contre les cataphractes roxolans.
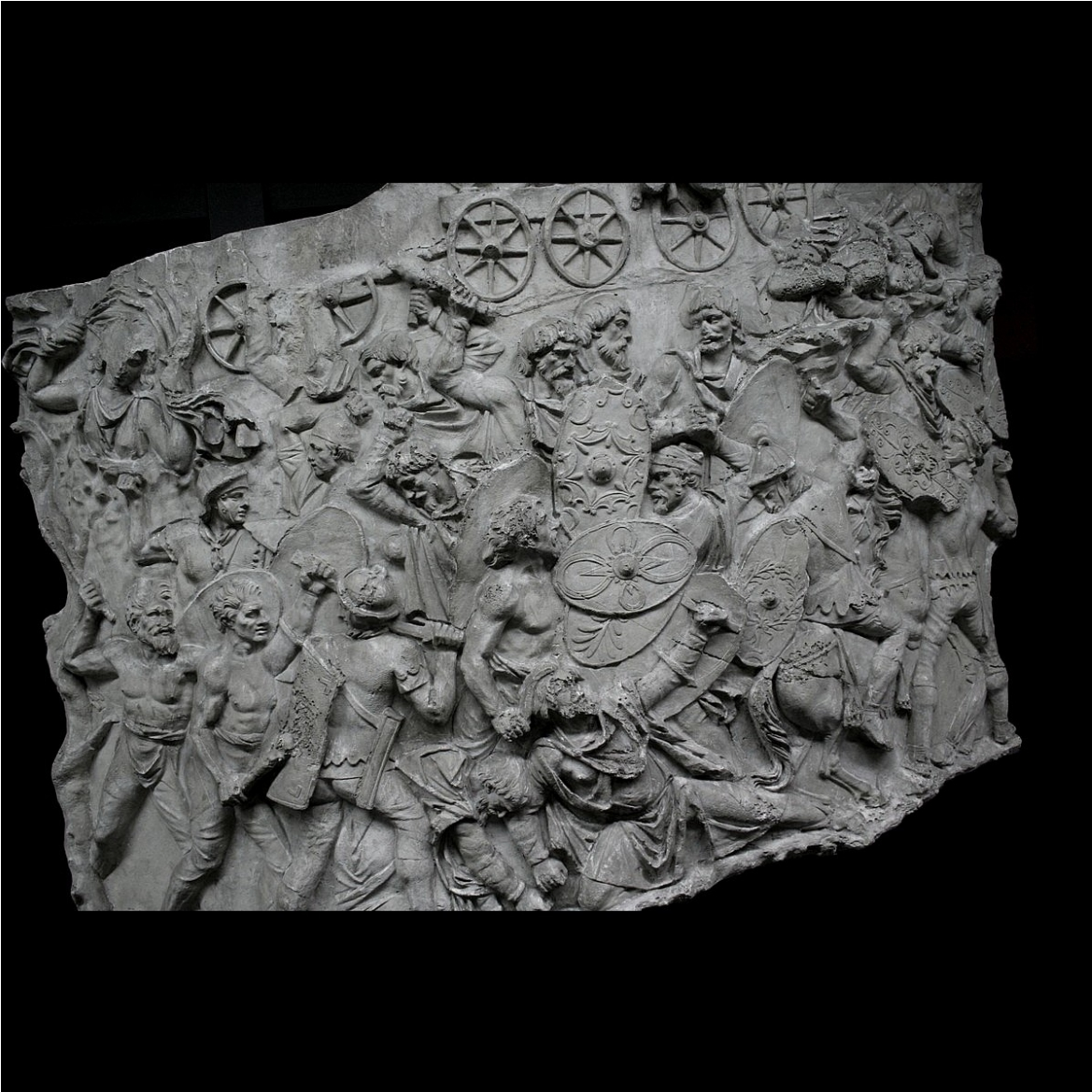
Bataille nocturne de Nicopolis.
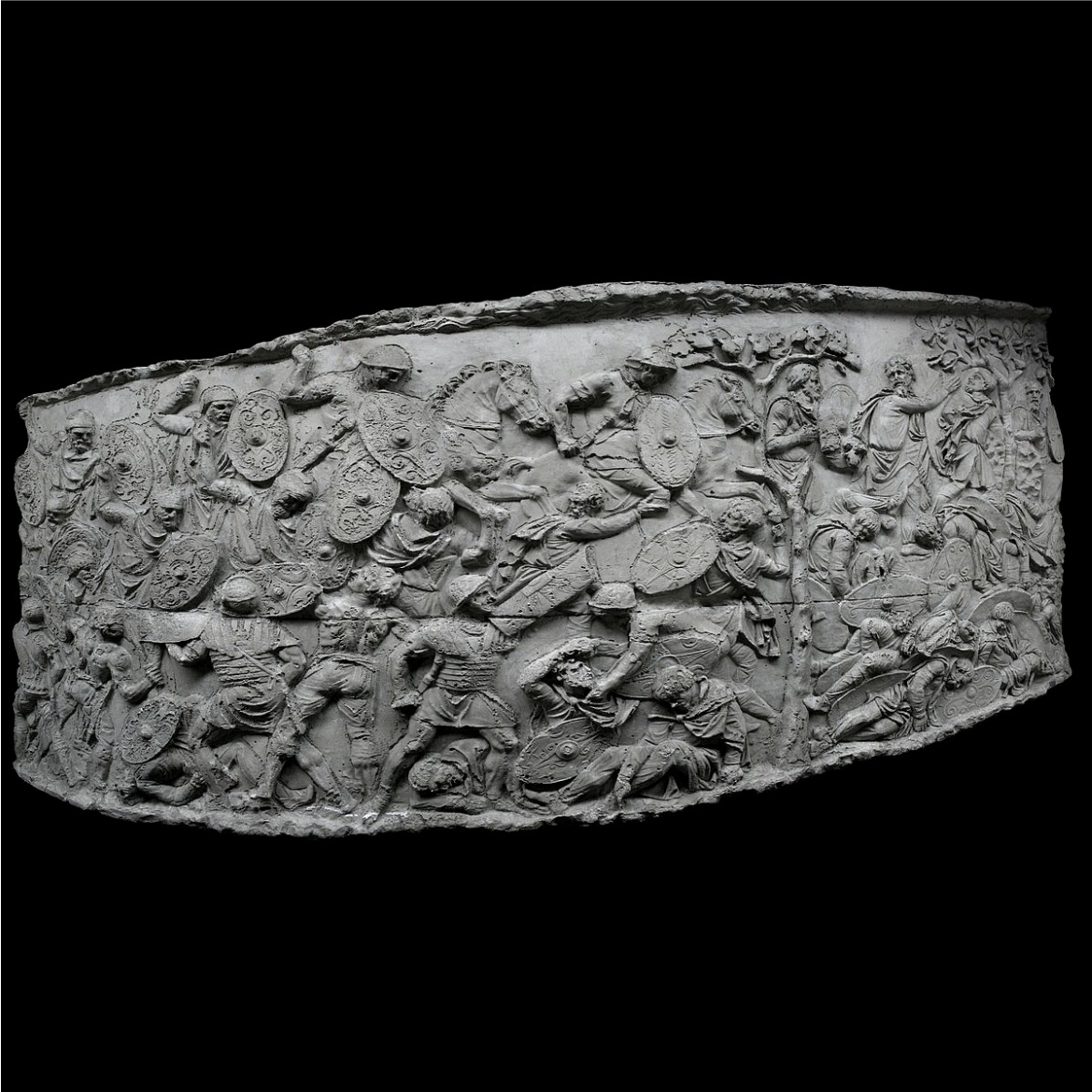
Bataille d'Adamclisi.

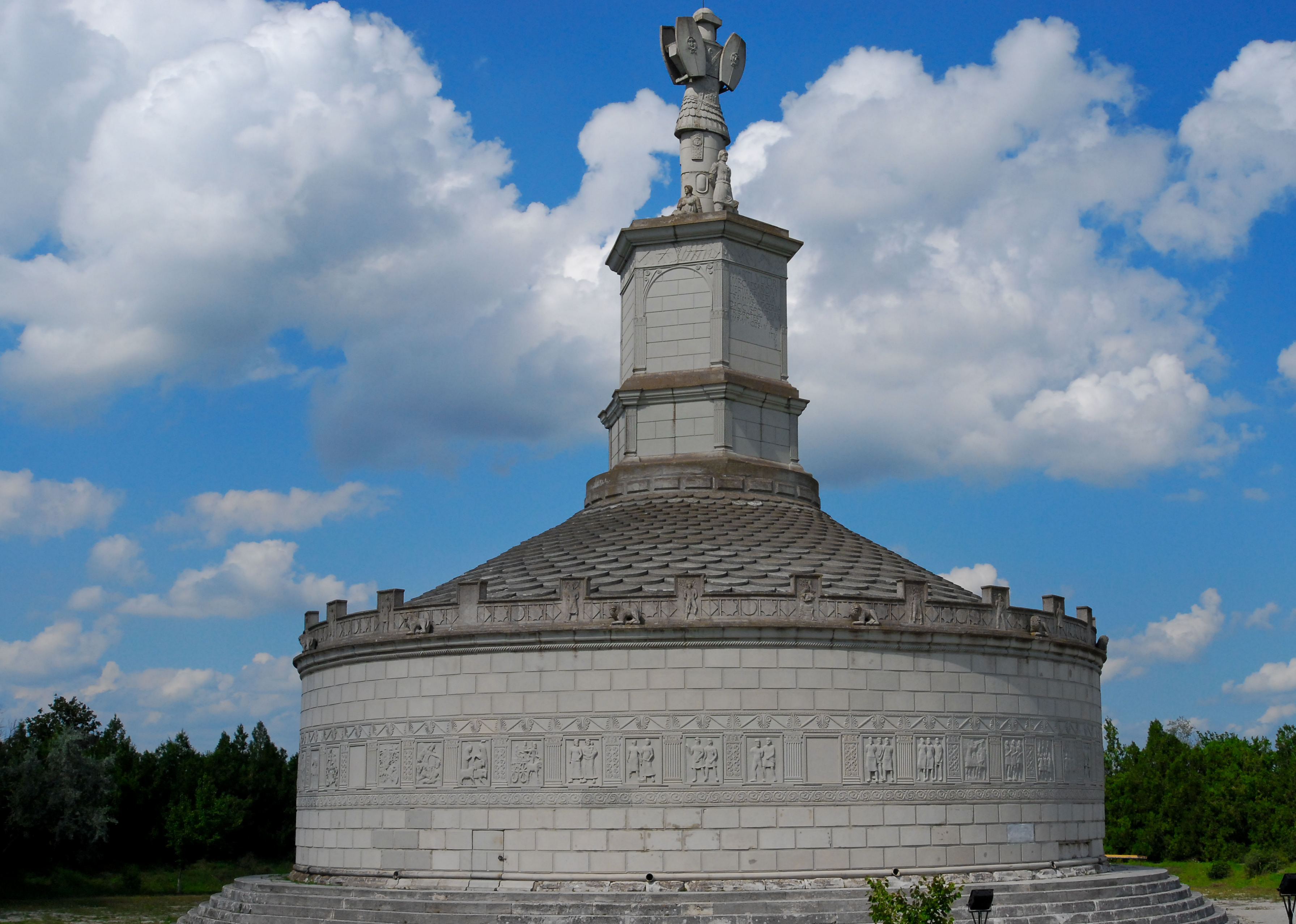
Le Tropaeum Traiani de Adamclisi.

Le lieu de la bataille est d'abord marqué d'un autel puis par la construction en 109 d’un grand trophée, le Tropaeum Traiani.

#### Année 102
Vers le mois de mars 102, Trajan reprend l’offensive et avance sur trois fronts : une première colonne traverse le Danube au niveau du limes Oescus-Novae et continue le long de la vallée de l’Ost jusqu’au col suffisamment large et accessible de Turnu Roșu. Deux autres colonnes progressent selon des itinéraires parallèles dans le secteur des Portes de Fer. Le point de jonction des trois colonnes se situe à une vingtaine de kilomètres au nord-ouest de Sarmizegetusa.
Après trois batailles mineures mais victorieuses, Trajan tente de prendre la forteresse de Costesti, le général romain Manius Laberius Maximus s’empare de la place forte de Tilisca et y capture la sœur du roi Décébale, comme on peut le voir sur les reliefs de la colonne,.
Décébale, affaibli par sa défaite à Adamclisi et déstabilisé par la progression des trois puissantes armées romaines, décide de négocier la paix et envoie deux ambassades devant Trajan. Ce dernier refuse de recevoir la première mais finit par accepter d’écouter la deuxième, composée de nombreux nobles daces (reconnaissables sur les reliefs à leurs chapeaux de feutre). Il charge Lucius Licinius Sura et Tiberius Claudius Livianus de discuter des conditions de paix, c'est-à-dire une reddition totale des daces. Ceux-ci n’ayant pas encore subi de pertes irréparables, et ayant conscience du funeste sort qui les attend s'ils capitulent, les négociations échouent et la guerre continue,.

« Décébale, envoyant alors en ambassade à l'empereur les principaux des Daces portant le bonnet, et le faisant implorer par eux, de montre disposé à traiter à n'importe quelle condition. [...] [L'empereur envoie à Décébale] Licinius Sura et Claudius Livianus, préfet du prétoire. Mais on n'obtient aucun résultat. »

— Dion Cassius, Histoire romaine, livre LXVIII, 8, 4 et 9, 2 - Étienne Gros, Paris, Firmin-Didot, de 1845-1870.

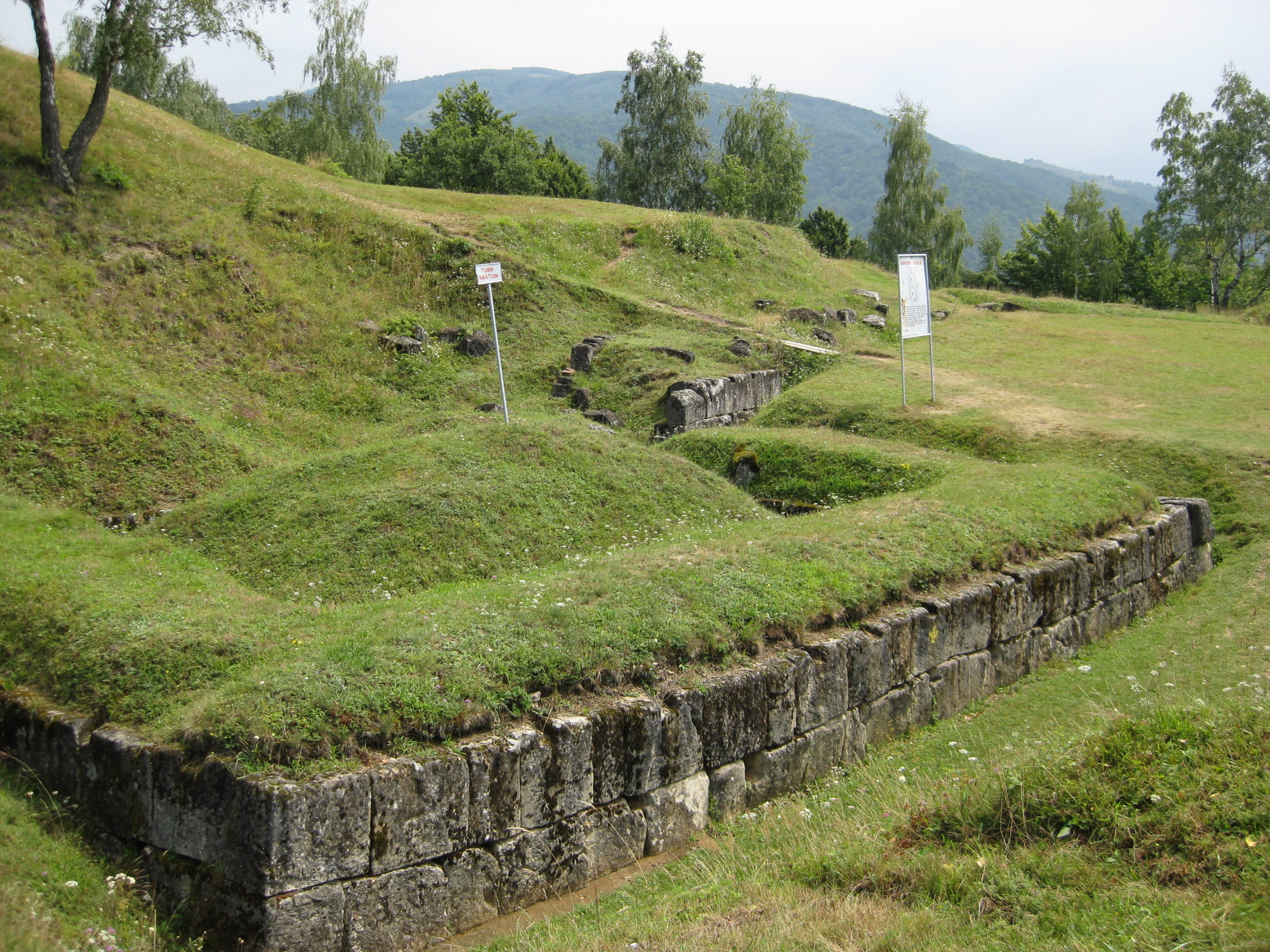
Fortesse dace de Costești.

Les troupes romaines poursuivent alors leurs progressions et parviennent à libérer des ingénieurs romains prisonniers, à récupérer une Aquila perdue (probablement celle d’une cohorte prétorienne engagée dans la campagne de Cornelius Fuscus en 86). Elles  franchissent le col Turnu Roșu. On sait avec certitude que l’une des colonnes, dirigée par Lusius Quietus, compte dans ses rangs des cavaliers maures,.
Costesti et toutes les citadelles tombent les unes après les autres, l’armée dace est défaite et anéantie.

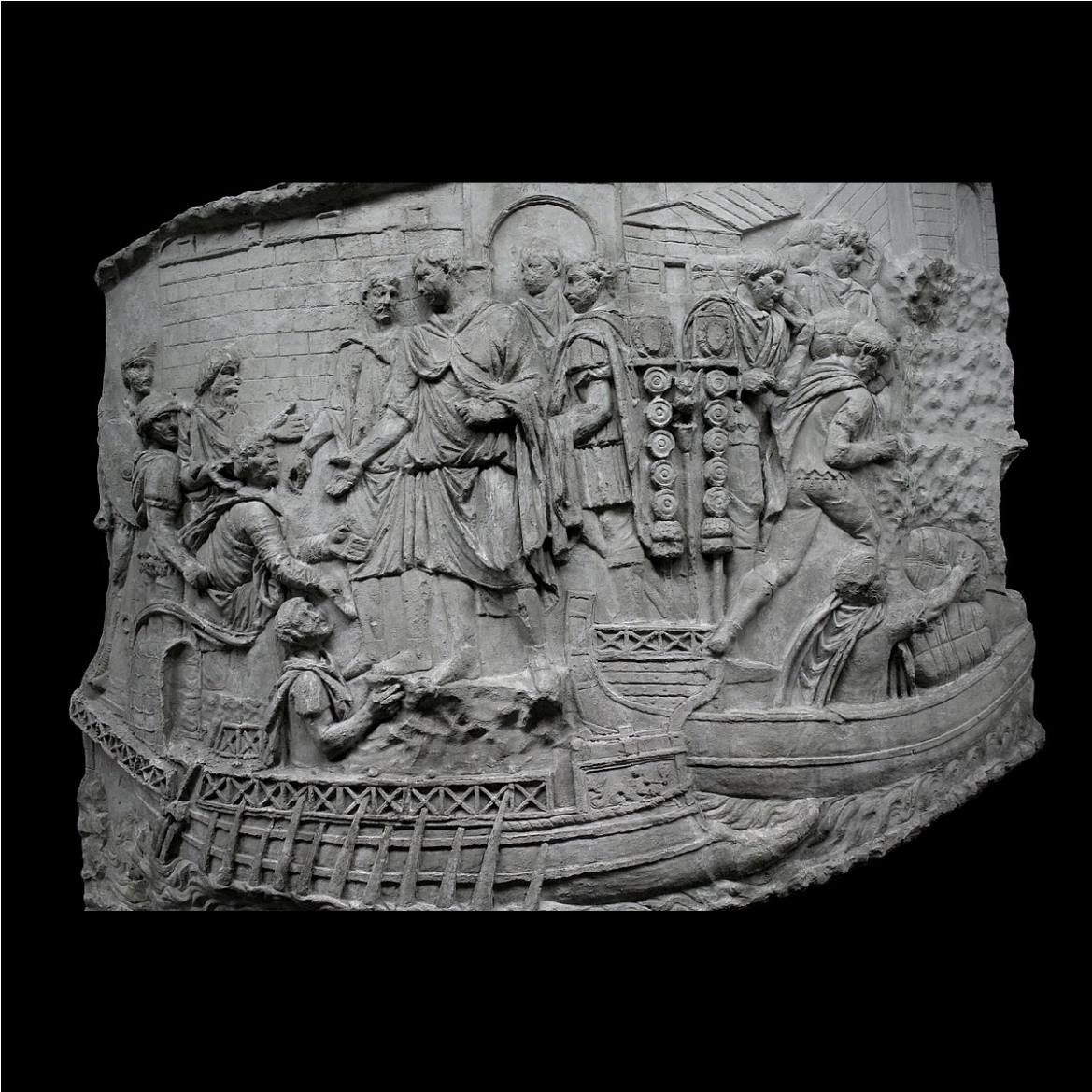
Réembarquement de l'armée romaine sur le Danube.
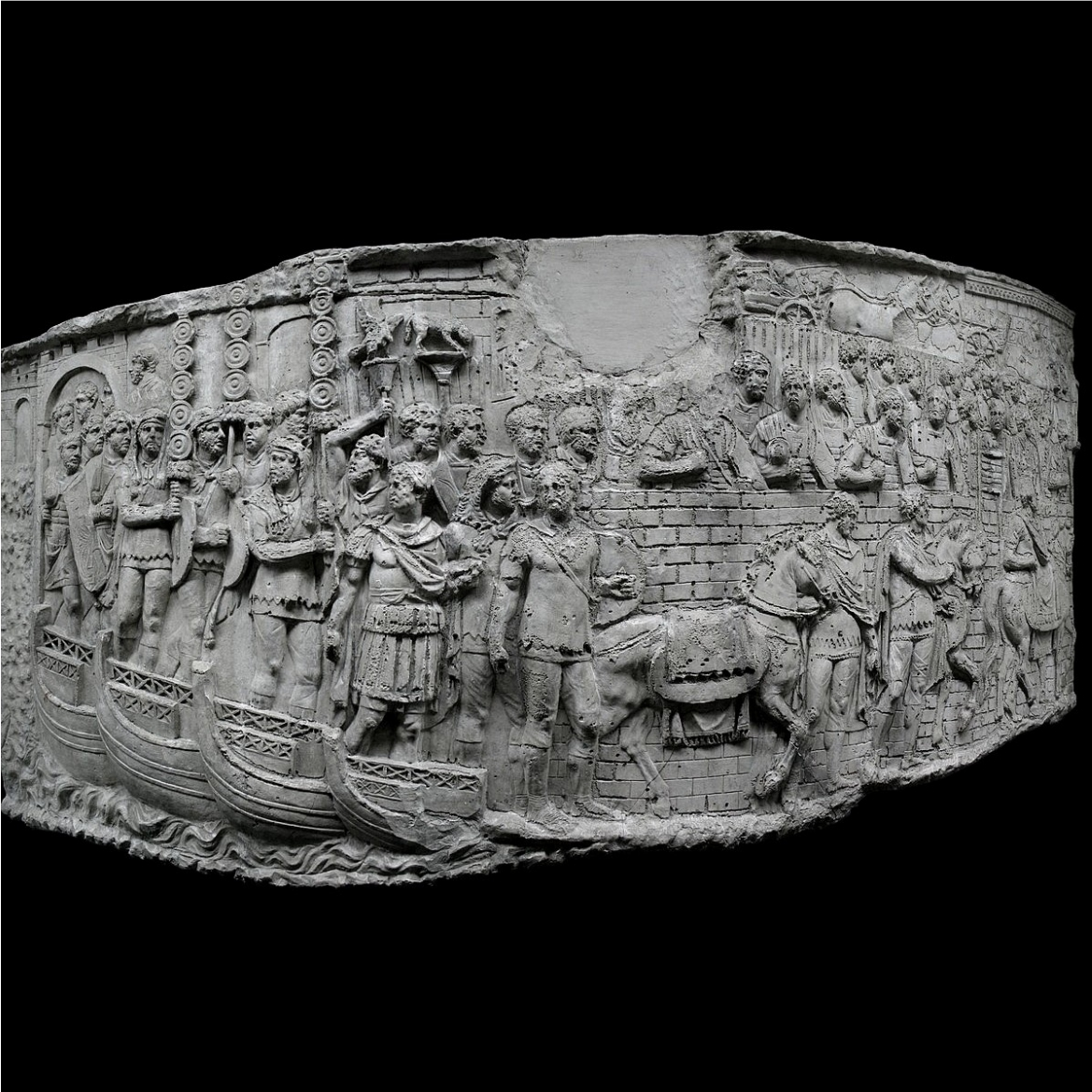
Traversée du Danube de Trajan à hauteur de Drobeta.
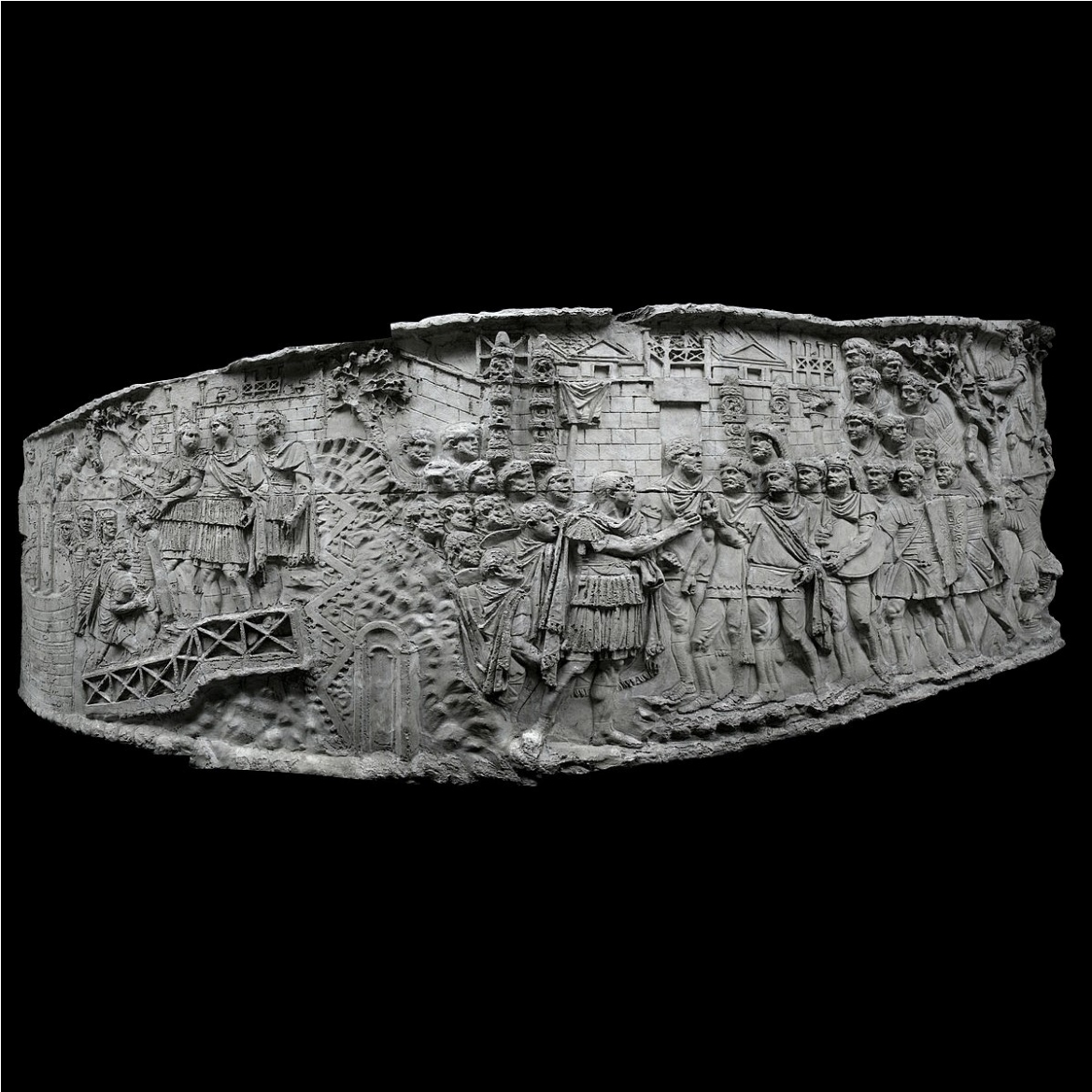
Prise d'une forteresse dace.
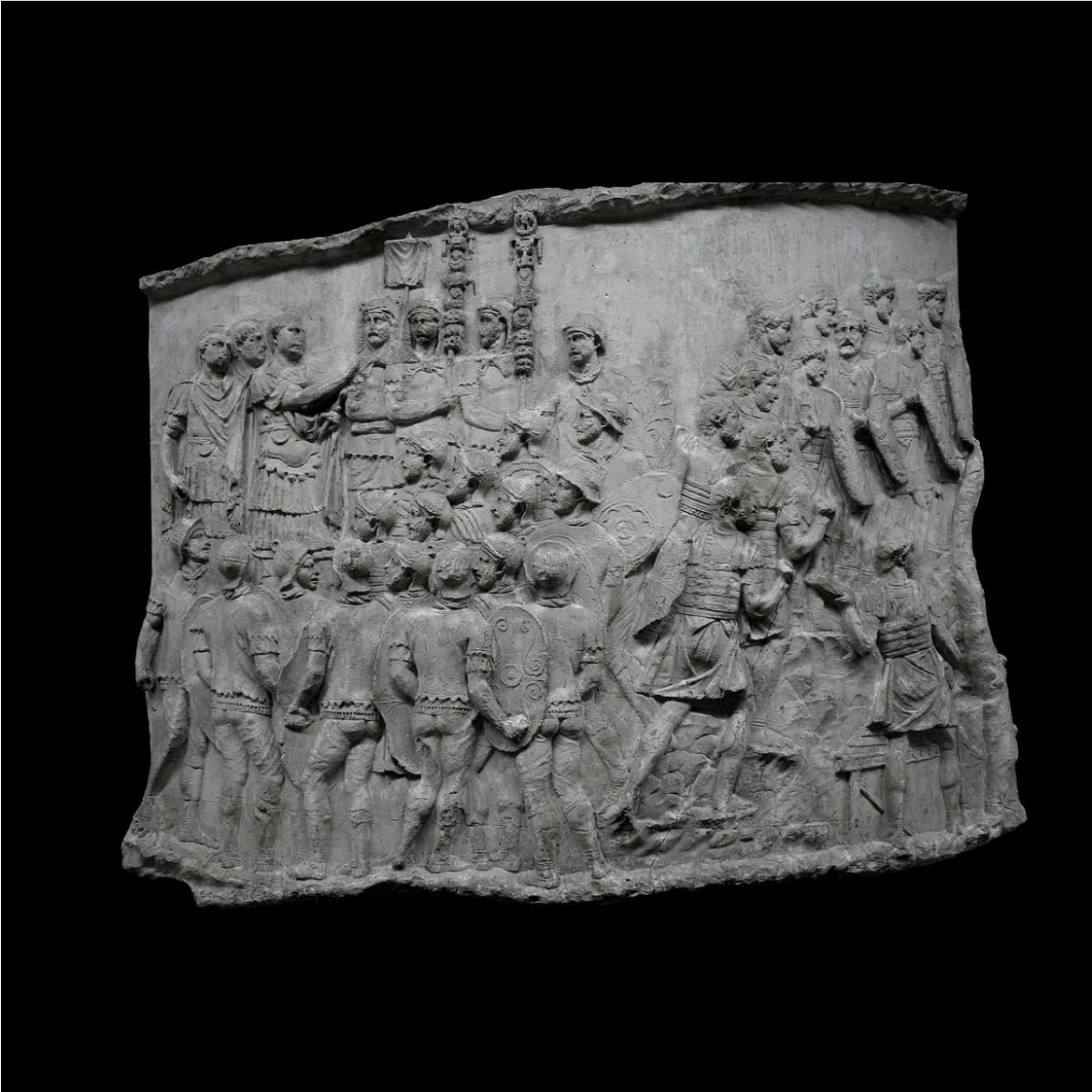
Harangue des troupes romaines par Trajan.
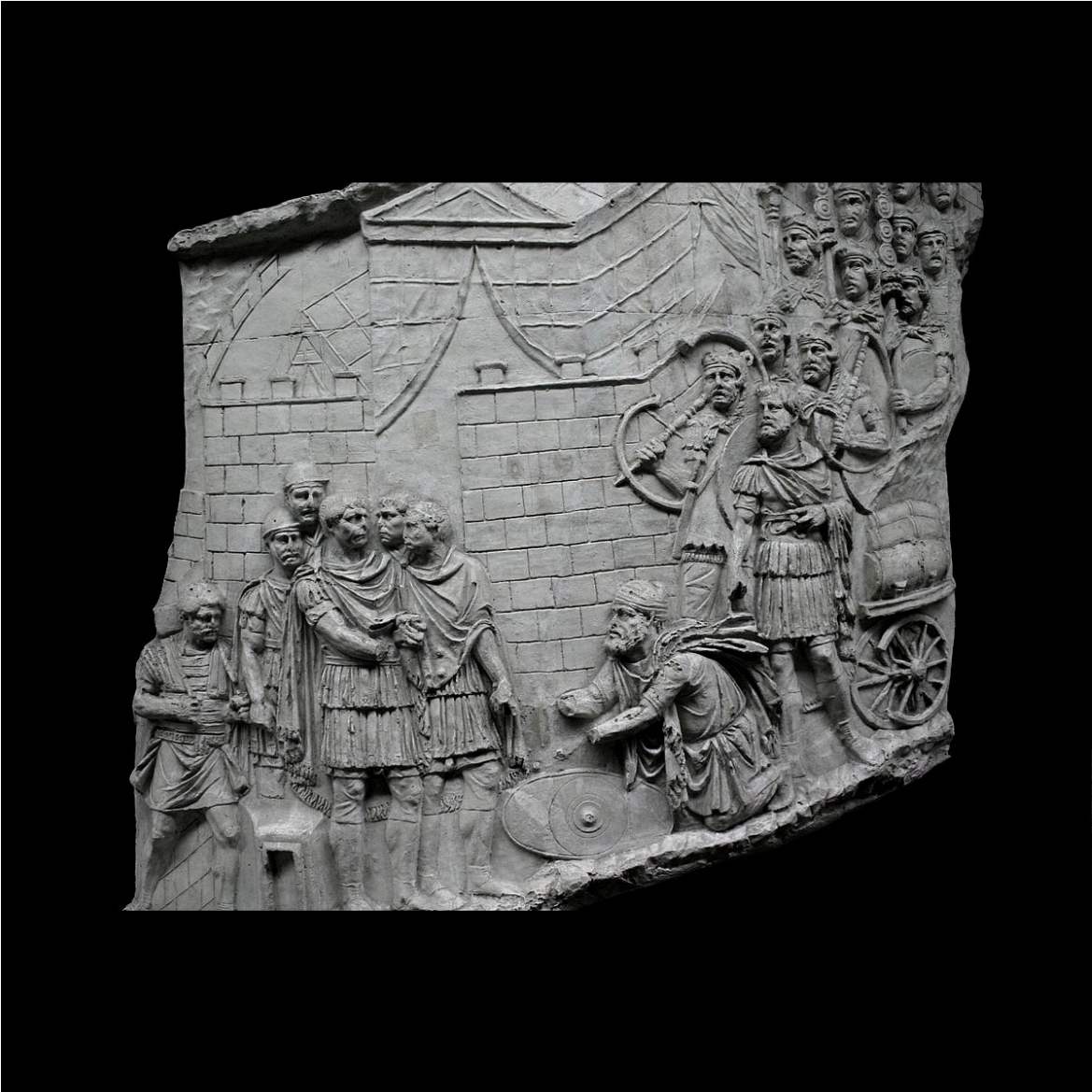
L'empereur reçoit des ambassadeurs daces.

« Comme [Trajan] s'efforce d'arriver sur les hauteurs, enlevant les collines l'une après l'autre au prix de mille dangers, il arrive près de la résidence des rois daces, en même temps que Lusius Quietus, qui a attaqué par l'autre côté, fait un grand carnage et un grand nombre de prisonniers. [...] Trajan s'empare de montagnes fortifiées, et il y trouve les armes, les machines, les captifs et l'enseigne prise sur Cornelius Fuscus. Laberius Maximus a pris [la] sœur [de Décébale] et une place forte. »

— Dion Cassius, Histoire romaine, livre LXVIII, 8, 3 et 9, 3 - Étienne Gros, Paris, Firmin-Didot, de 1845-1870.

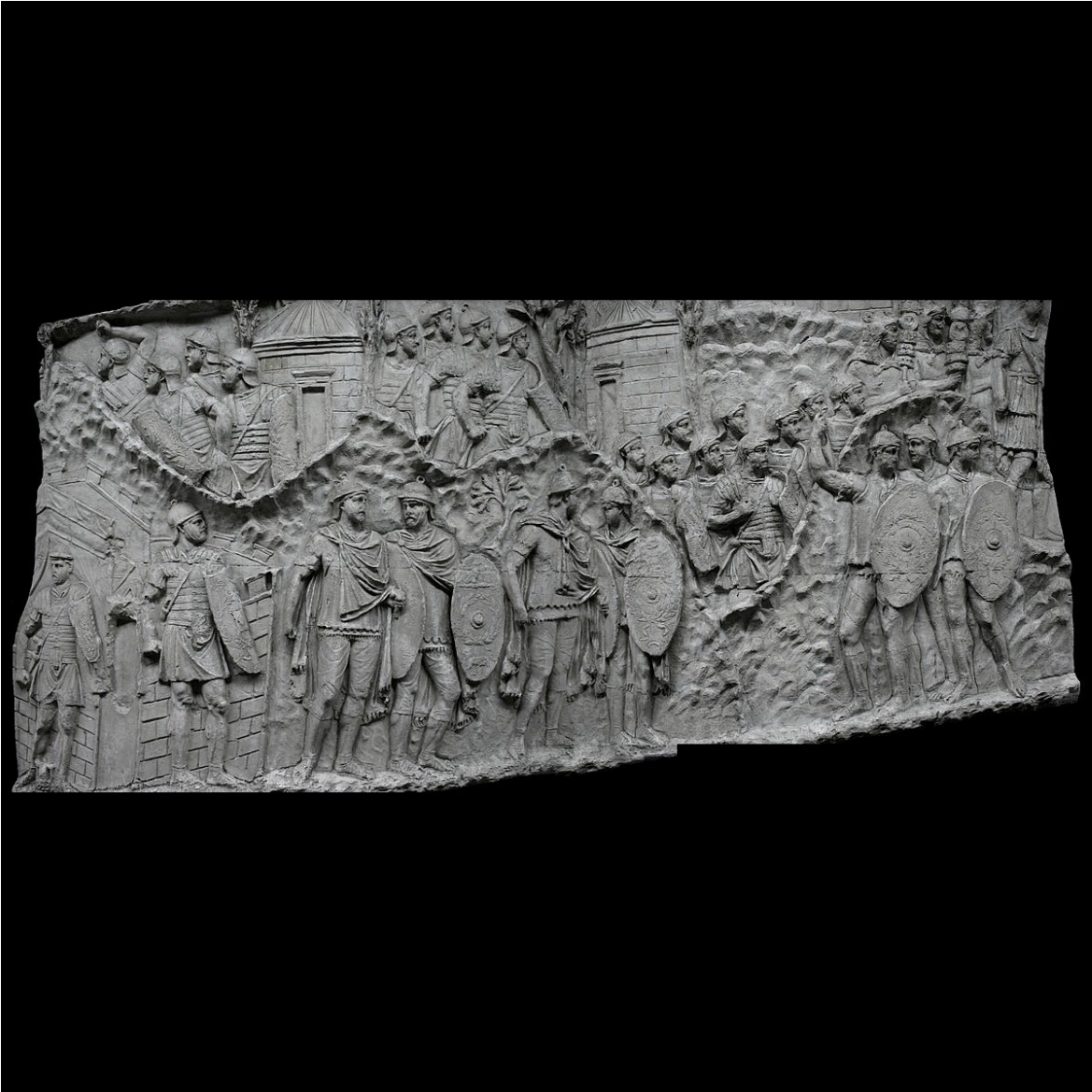
Passage des montagnes et prises de citadelles daces.
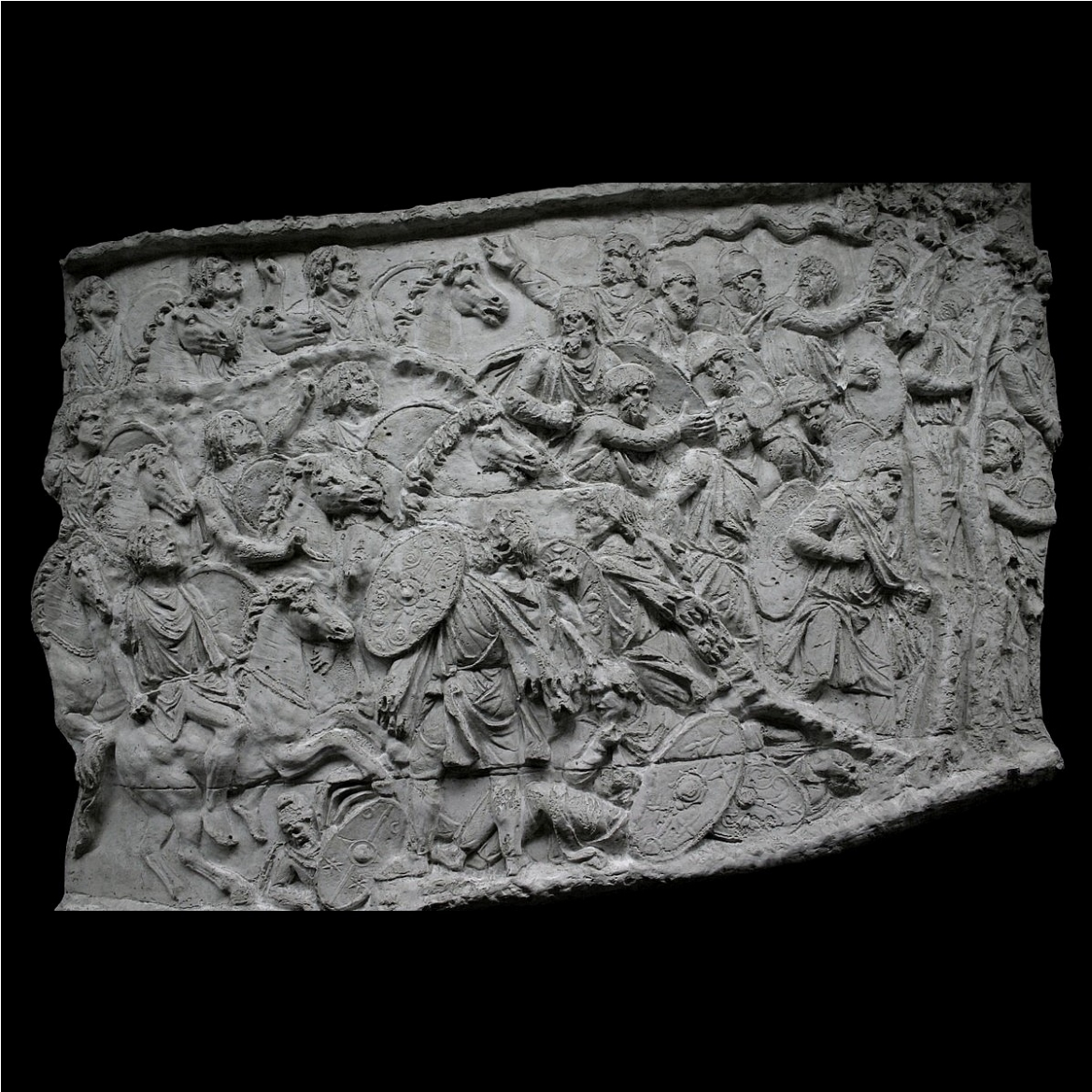
La cavalerie numide de Lusius Quietus.
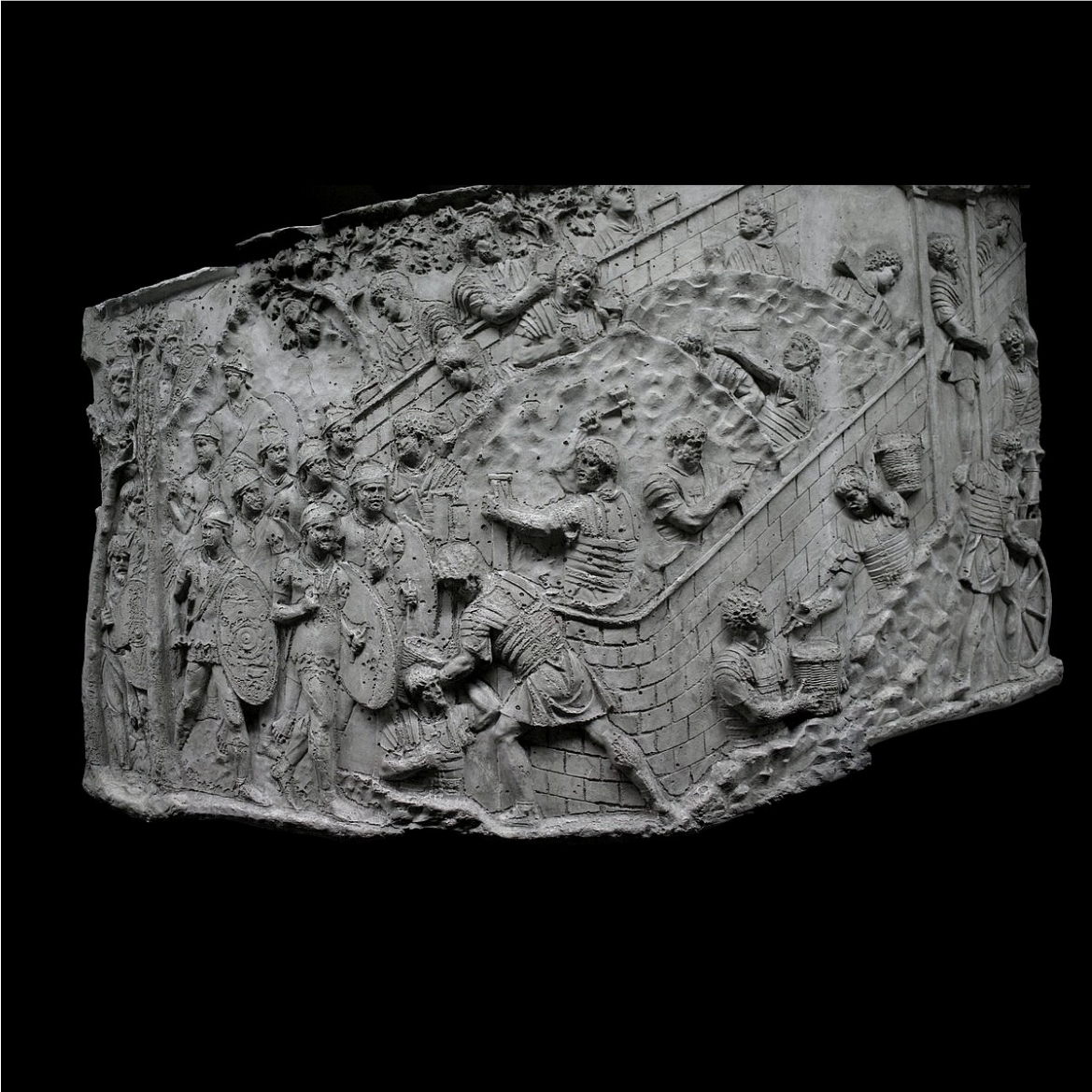
Construction de plusieurs camps romains.
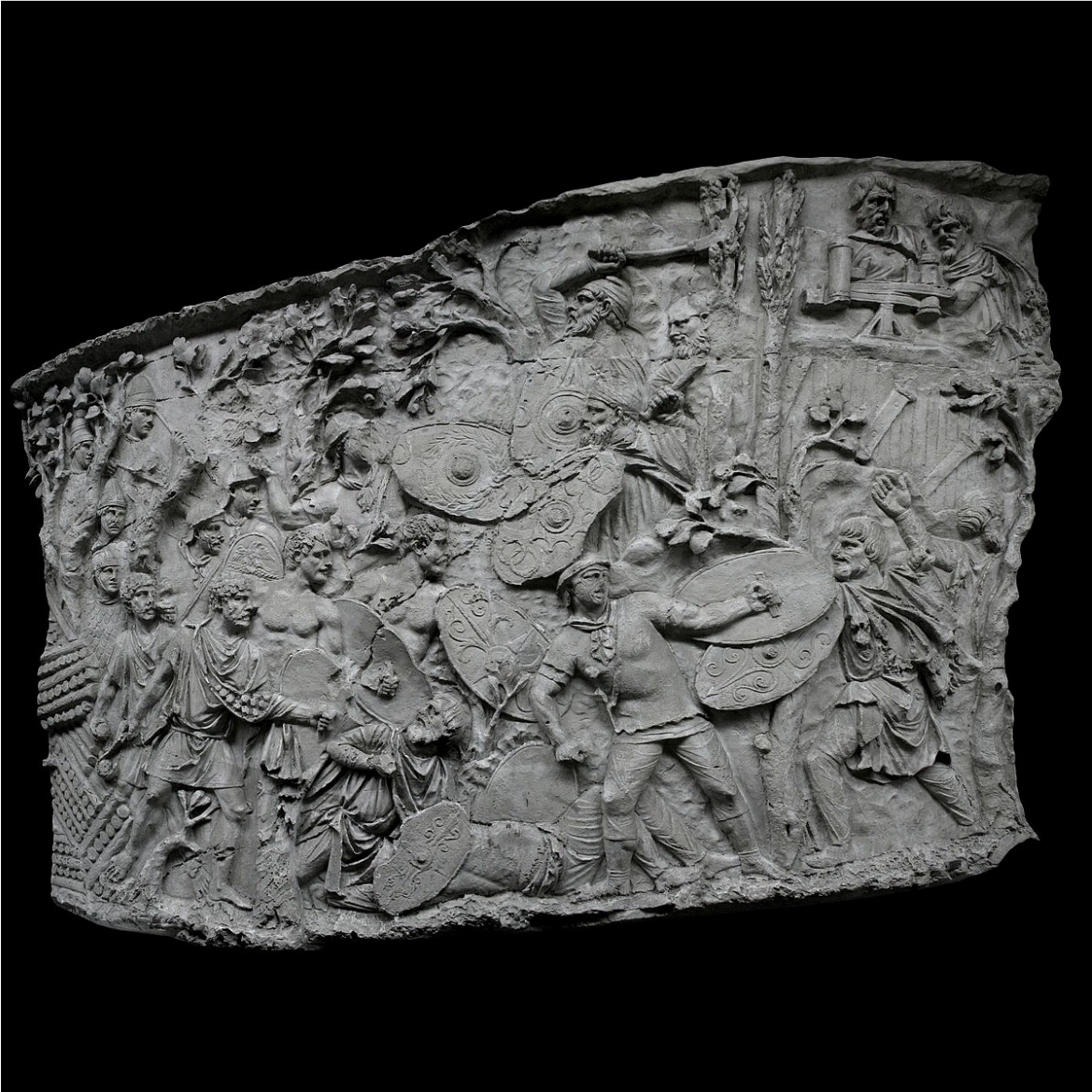
Combat en forêt entre des auxiliaires romains et des guerriers daces.
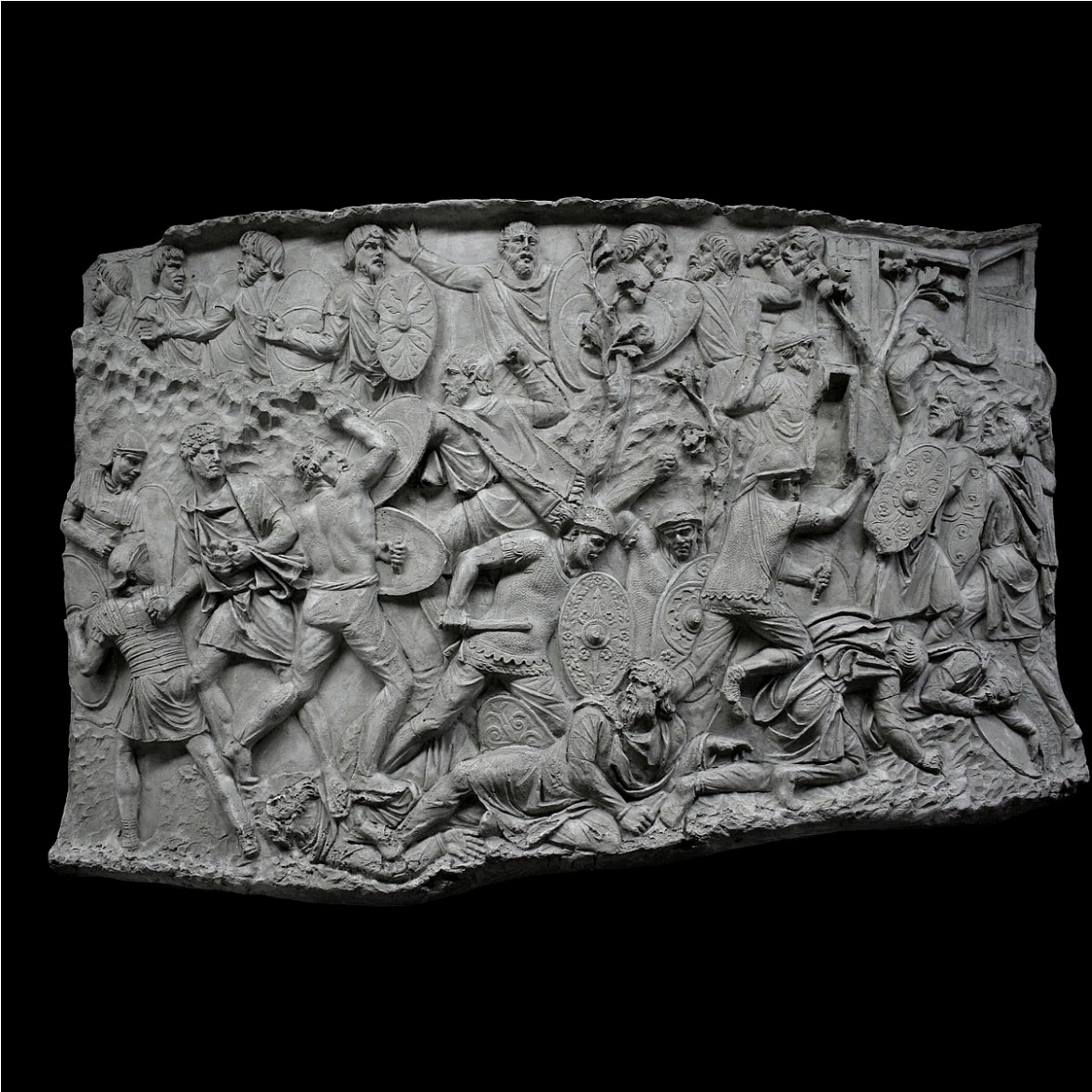
Contre-attaque dace, les Romains sont vainqueurs.

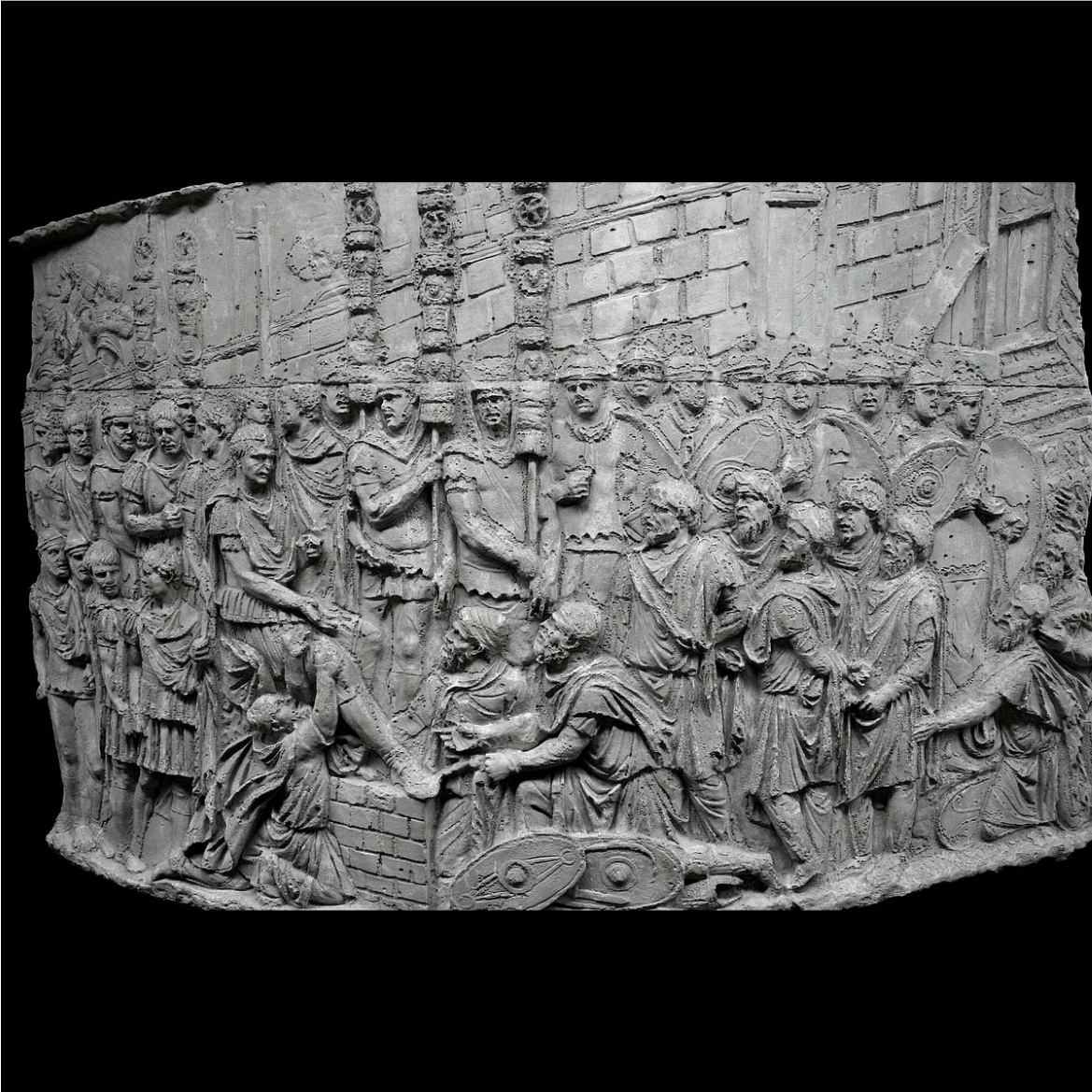
Soumission de Décébale, prosterné devant Trajan, sur les reliefs de la colonne Trajane.

La route vers Sarmizegetusa est désormais ouverte et  
Décébale capitule, espérant éviter le massacre de la population de la capitale. Cette scène est représentée sur les reliefs de la colonne Trajane : les ambassadeurs envoyés par le roi, une fois dans le camp militaire de Trajan, près de la ville d’Aquae, se prosternent devant l’empereur, implorant l’arrêt des hostilités et la pitié,,.

#### Conditions de la paix
Les conditions de paix sont évidemment contraignantes, mais Sarmizegetusa, qui n'a pas été conquise, reste la capitale dace : 

« On exige de [Décébale], en effet, qu'il livre les machines, les machinistes, qu'il rend les transfuges, qu'il démolit ses fortifications, évacue les territoires conquis, et, de plus, qu'il tient pour ennemis et pour amis ceux qui le sont des Romains ; [qu'il n'en reçoit aucun, et qu'il ne prend à son service aucun soldat levé dans l'Empire romain. »

— Dion Cassius, Histoire romaine, livre LXVIII, 9, 5 - Étienne Gros, Paris, Firmin-Didot, de 1845-1870.
Par ce traité, il accepte en fait l’établissement de garnisons romaines proches de Sarmizegetusa, et de Berzobis, la restitution de toutes les armes et machines de guerre, le retour de tous les ingénieurs et déserteurs romains, la destruction des fortifications dans la région des monts d’Orastie,, la cession d’une partie du territoire à l’Empire romain qui est annexé aux provinces voisines de Mésie supérieure et inférieure et qui comprend le Banat oriental, l’Olténie, la vallée de Hațeg en Transylvanie,, des vétérans sont installés à Apulum et la plaine valaque de Munténie, avec la construction de nouveaux forts à Buridava et Piroboridava, le statut de roi client de Rome, c’est-à-dire que le royaume de Dacie renonce à avoir une politique étrangère indépendante,, et l’interdiction de donner asile à tout déserteur ou de recruter des soldats romains.

« [Décébale] consentit, bien malgré lui, à ces conditions, après être allé trouver Trajan, s'être précipité à terre, l'avoir adoré et avoir jeté ses armes. »

— Dion Cassius, Histoire romaine, livre LXVIII, 9, 6 - Étienne Gros, Paris, Firmin-Didot, de 1845-1870.

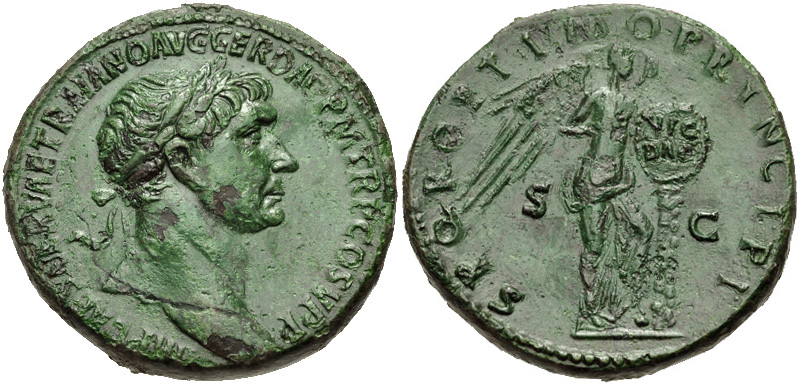
Sesterce de 103, avec « DAC » pour Dacicus.

Ce traité de paix marque la fin de la première guerre dacique. Malgré les succès remportés, il est clair que la grande victoire romaine attendue n’a pas eu lieu, en raison de l’affaiblissement des troupes romaines qui a empêché Trajan de pousser plus loin son avantage. Malgré des conditions de paix qui semblent très dures, Décébale préserve son pouvoir, maintient l'unité de son royaume ainsi que la majeure partie de son territoire,.
Une ambassade dace est envoyée à Rome pour la ratification du traité de paix par le Sénat, afin de permettre à Trajan de quitter son quartier général près de Sarmizegetusa Regia au début de l’hiver 102 et de retourner à Rome. À son arrivée à la fin du mois de décembre, il célèbre un triomphe, prend le titre de « Dacicus,, » et fait frapper des monnaies célèbrant la « Dacia victa ».

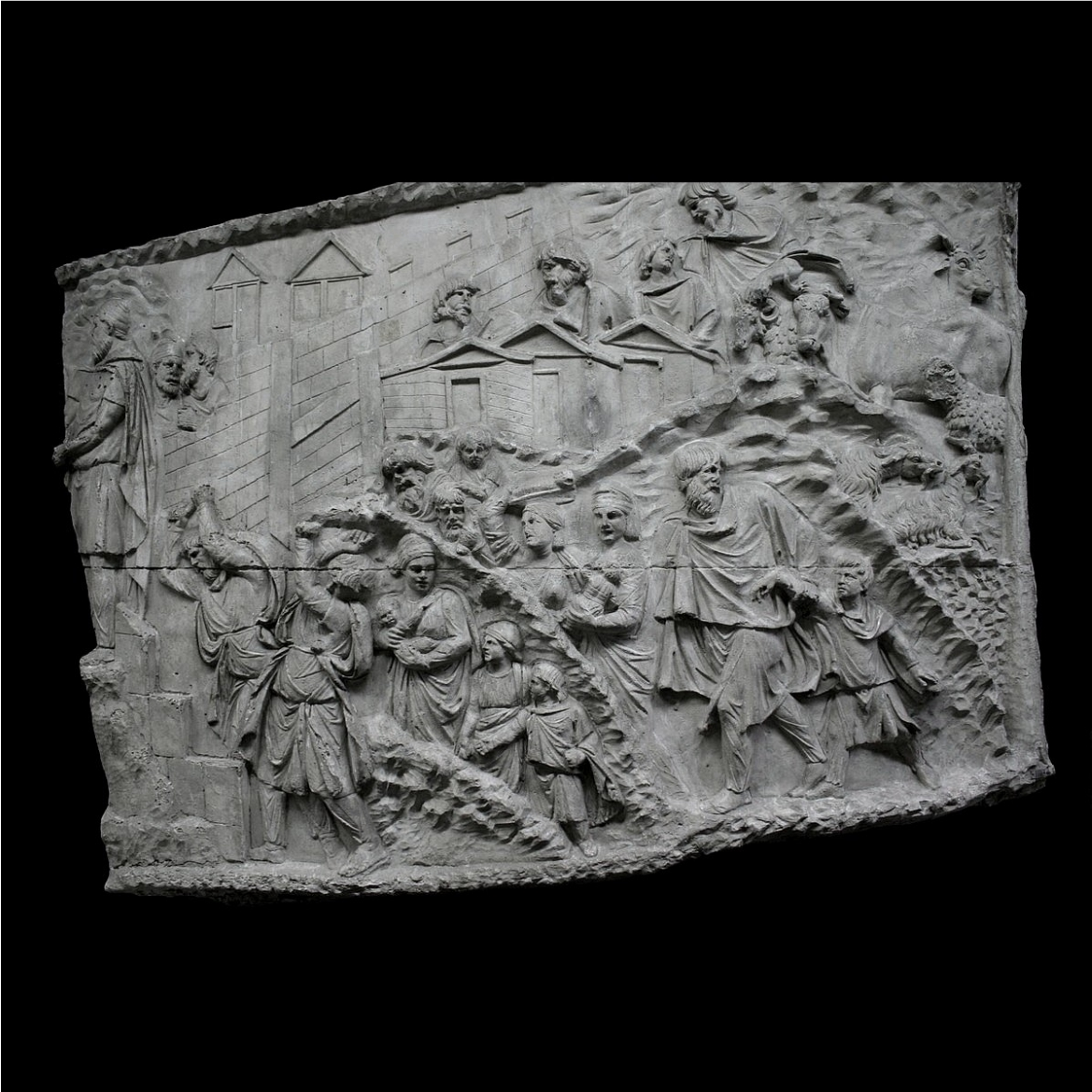
Destruction des fortifications de Sarmizegetusa.
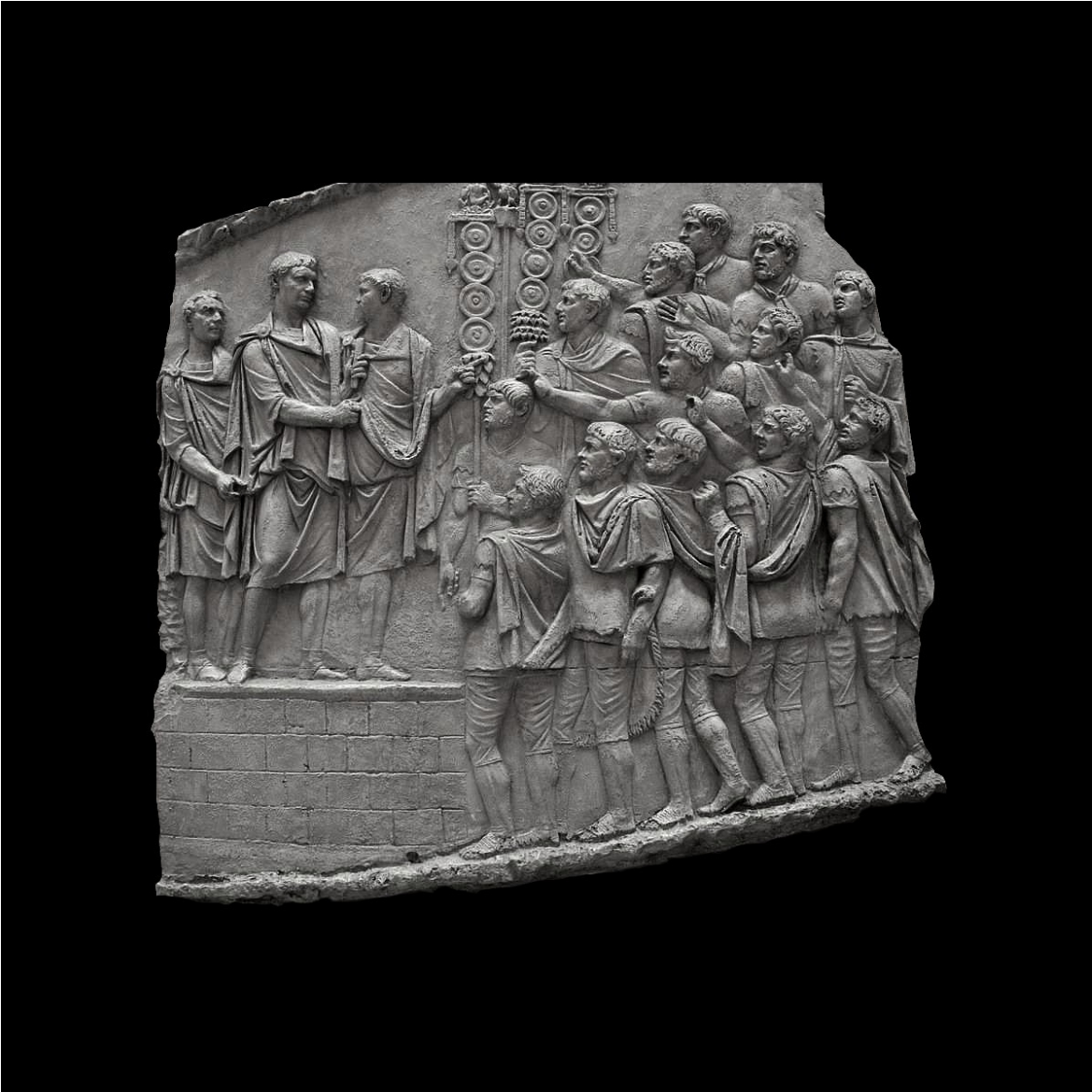
Trajan harangue ses troupes qui l'acclament imperator.
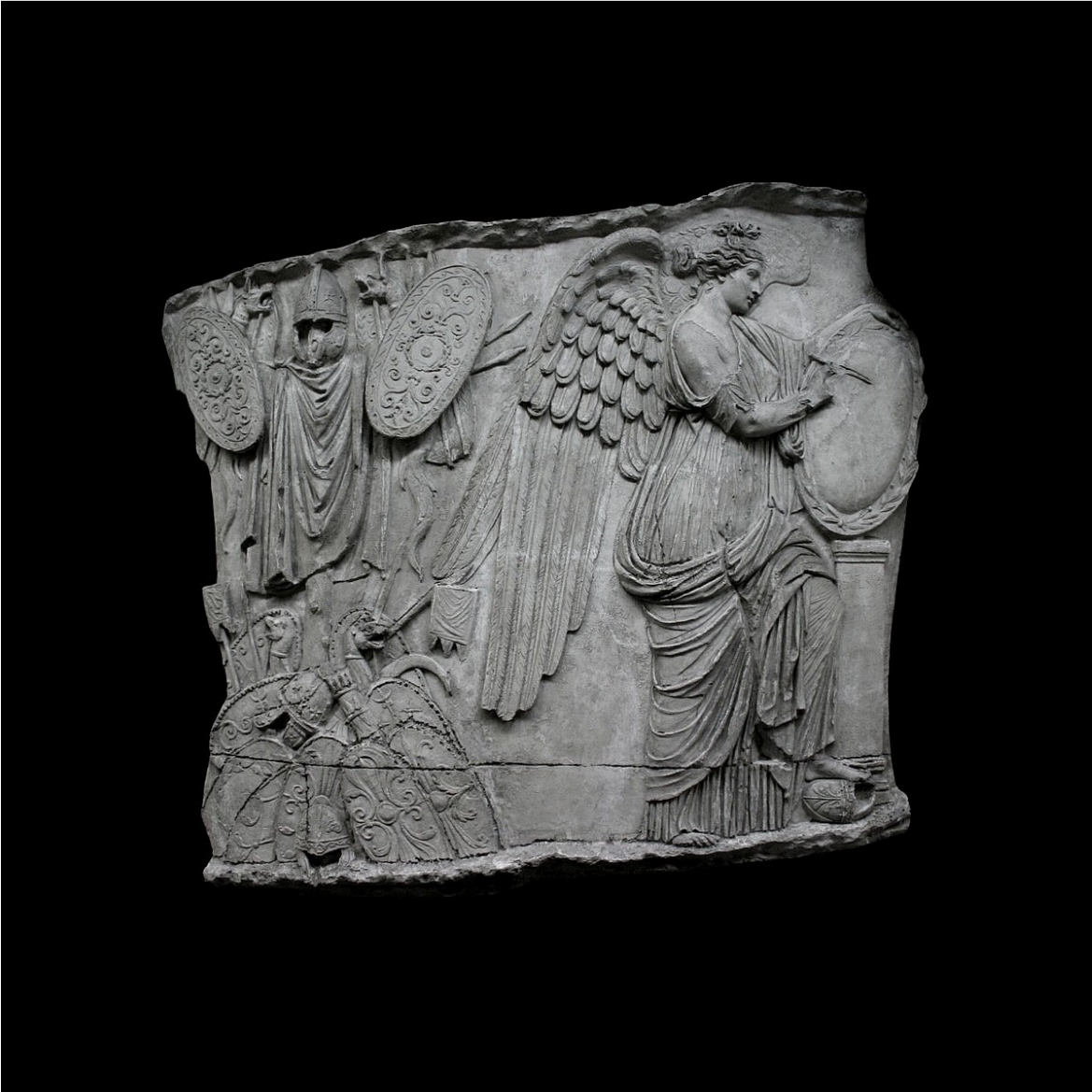
La Victoire inscrivant un écu.

### Entre les deux guerres (103-104)

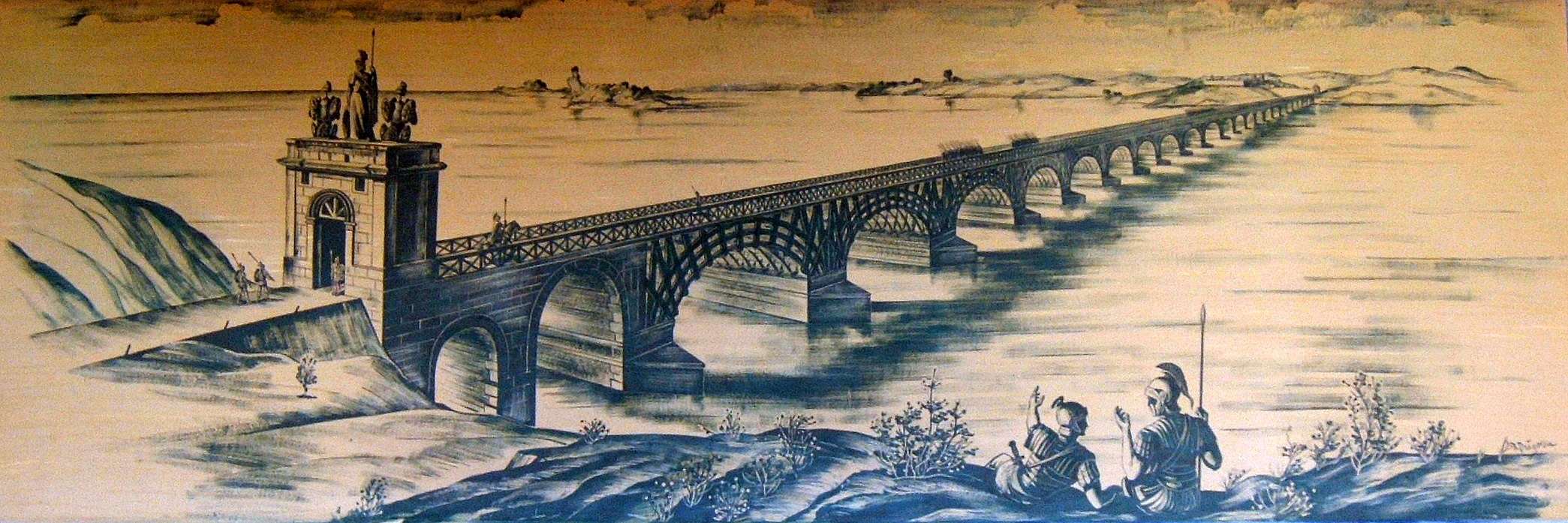
Reconstitution du pont de Trajan.

À la suite de ce premier traité, les Romains fortifient leurs positions dans les territoires occupés. Une autre réalisation importante est la construction d’un pont de 1,2 km de long enjambant le Danube à Drobeta sous la direction d’Apollodore de Damas, entre 103 et 105, un chef-d’œuvre de l’architecture antique, permettant de relier aisément Sirmium au Banat nouvellement annexé,.

« Trajan construit un pont de pierre sur l'Ister, pont à propos duquel je ne sais comment exprimer mon admiration pour ce prince. On a bien de lui d'autres ouvrages magnifiques, mais celui-là les surpasse tous. Il se compose de vingt piles, faites de pierres carrées, hautes de cent cinquante pieds, non compris les fondements, et larges de soixante. Ces piles, qui sont éloignées de cent soixante-dix pieds l'une de l'autre, sont jointes ensemble par des arches. »

— Dion Cassius, Histoire romaine, livre LXVIII, 13, 1 - Étienne Gros, Paris, Firmin-Didot, de 1845-1870.
Trajan s'emploie aussi sur le long du Danube moyen, sur la frontière panonienne, se méfiant des Marcomans, des Quades et des Iazyges qui n'ont pourtant pas soutenu les Daces mais restent menaçants.
Il est possible que le cours du Danube soit réorganisé militairement et la province voisine de Pannonie divisée en deux : la Pannonie supérieure et inférieure,, bien que cette réorganisation soit plus souvent datée de 106, après la deuxième guerre,.
Les préparatifs de guerre des Romains n’étant pas passés inaperçus, Décébale fait relever les forteresses détruites, reconstruit les fortifications autour de la capitale et forme une nouvelle armée. Il cherche à nouer de nouvelles alliances, avec notamment le roi des Parthes Pacorus II.

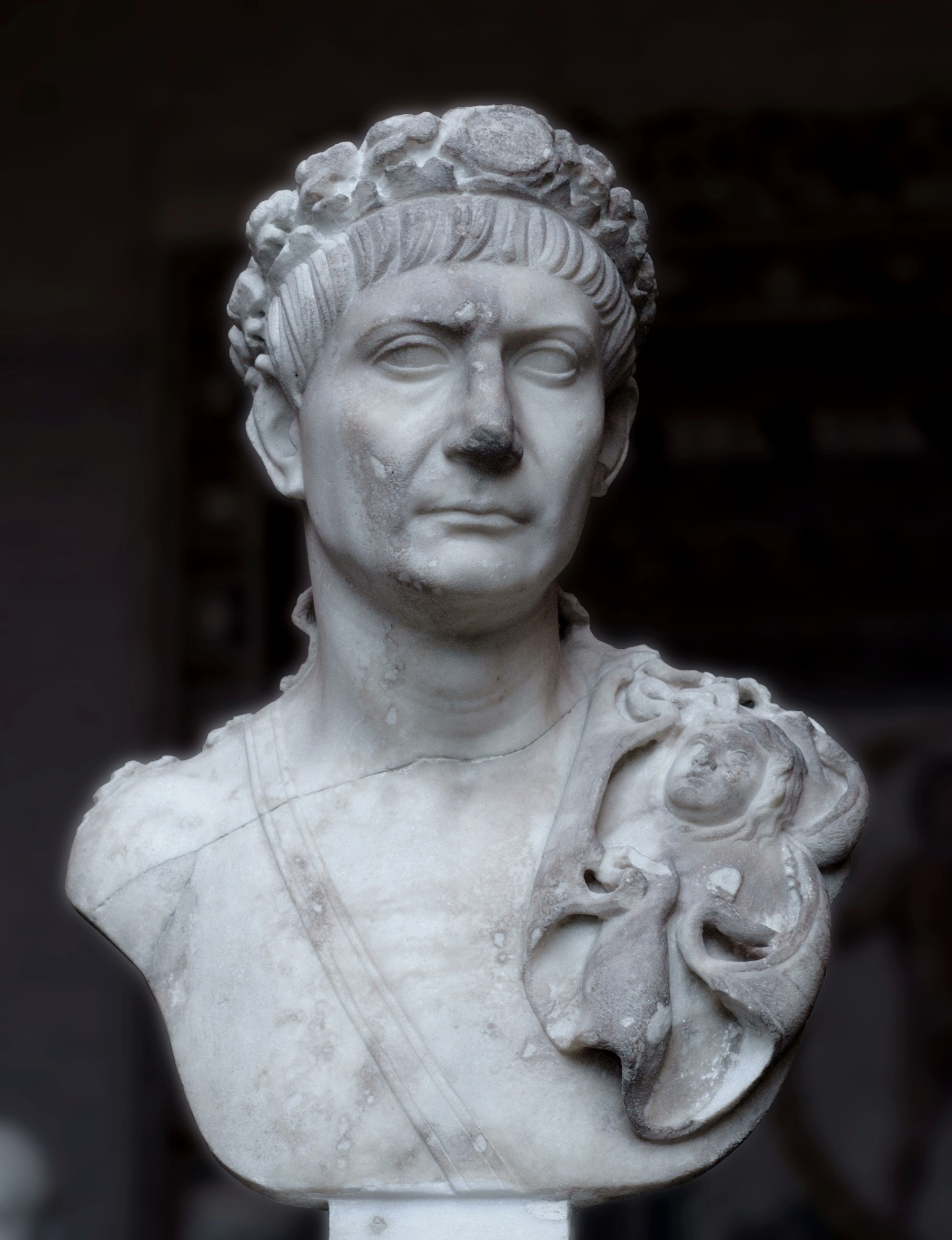
Buste de Trajan portant la couronne civique, une courroie d'épée et l'égide.

### Seconde campagne (105-106)

#### Forces en présence
En 105, les Romains subissent l'attaque des Daces. Décébale reprend le Banat, alors sous contrôle romain, autour du cours moyen et supérieur de la Tisza,, puis attaque la Mésie romaine. Le fait que Décébale ne semble vouloir respecter aucune condition du traité de paix rend légitime et juste une deuxième guerre aux yeux de Rome. Le Sénat déclare alors la guerre pour la deuxième fois au royaume de Dacie.

« Lorsqu'on annonce [à Trajan] que Décébale contrevient à plusieurs articles du traité, qu'il fait provision d'armes, qu'il reçoit des transfuges, qu'il élève des forteresses, qu'il envoie des ambassades chez ses voisins, qu'il ravage le pays de ceux qui ont précédemment pris parti contre lui, qu'il s'est emparé de terres appartenant aux Iazyges, terres que Trajan refuse depuis de leur rendre lorsqu'il les lui redemandent ; alors le Sénat déclare une seconde fois Décébale ennemi de Rome, et Trajan, une seconde fois aussi, se charge de lui faire la guerre en personne, et non par d'autres généraux. »

— Dion Cassius, Histoire romaine, livre LXVIII, 10, 3 - Étienne Gros, Paris, Firmin-Didot, de 1845-1870.
Trajan réunit une armée plus importante que lors de la première guerre pour la campagne de 106, quatorze légions et de nombreuses unités auxiliaires,, dont deux nouvelles légions : la II Traiana Fortis et la XXX Ulpia Victrix. Cela représente environ 175 à 200 000 hommes qui sont déployés par l’Empire, pour moitié des légionnaires, pour moitié des troupes auxiliaires. Pour cette campagne, Trajan fait appel à des renforts, notamment des contingents d'Hispanie et d'Afrique. Il s'agit de près de la moitié des effectifs militaires de l’Empire. Lucius Licinius Sura accompagne à nouveau l'empereur en tant que conseiller, ainsi que Lusius Quietus et ses Maures, et les généraux de l’empereur sont Quintus Sosius Senecio et Caius Iulius Quadratus Bassus.
Concernant les Daces de Décébale, selon diverses études modernes, basées sur la population estimée, ainsi que les nombreuses défections, on est autour de 15 000 hommes pour cette deuxième guerre, sans grande certitude. Ces alliés de la première guerre, les Bures, les Roxolans et les Bastarnes, l'abandonneront. Il semble que les Sarmates Iazyges, qui restent neutres durant la première campagne, entrent en guerre contre l’Empire romain, menant des incursions en Pannonie inférieure, vers 107, mais peut-être avant, entre 105 et 106,,, alors qu'ils sont quasiment encerclés, sauf au nord, par l'Empire romain.

#### Année 105

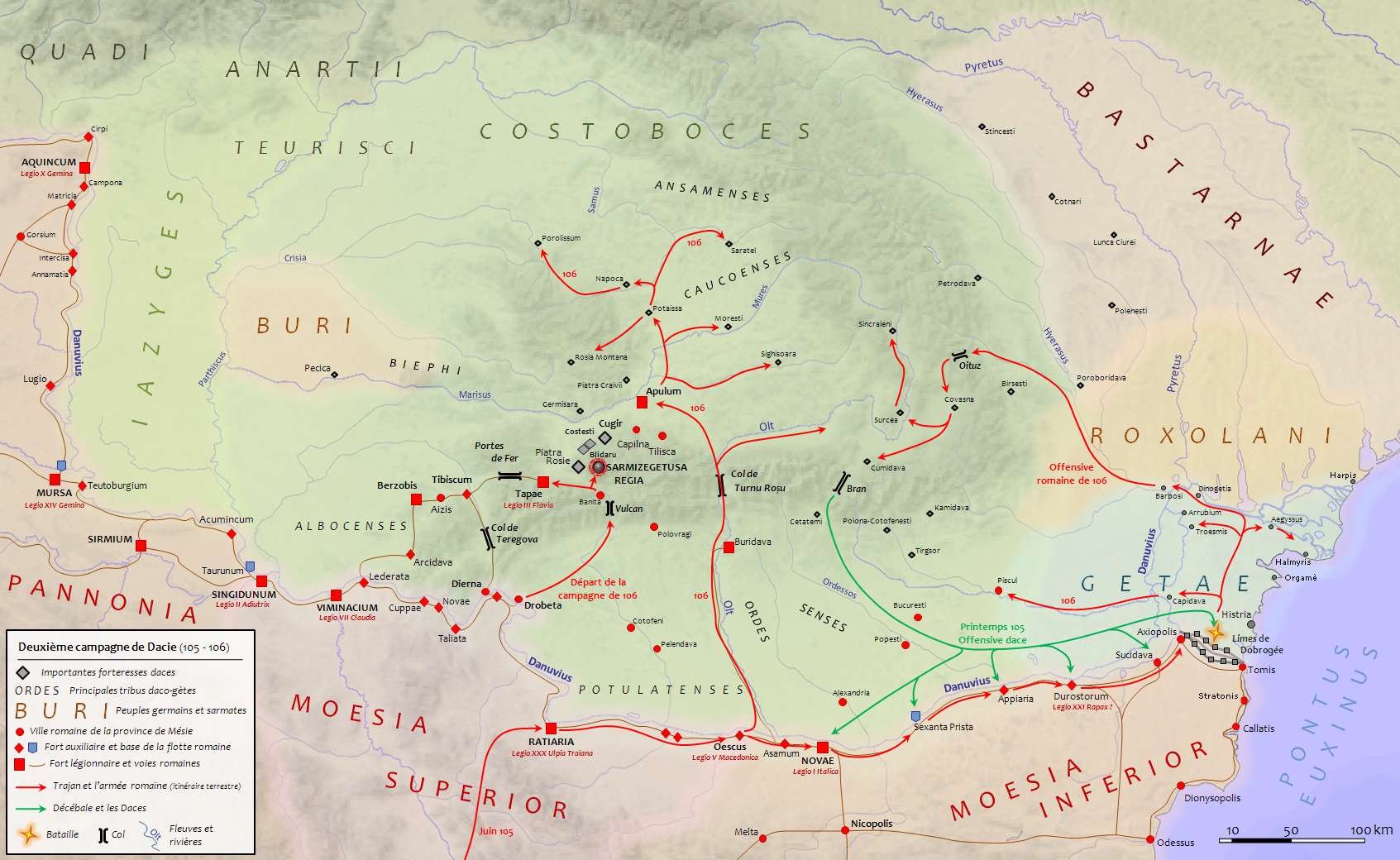
La deuxième expédition de Trajan en Dacie, en 105 et 106.

Trajan repart pour la Dacie en juin 105, et doit adapter sa stratégie avant de pouvoir reprendre l'offensive.
L’itinéraire suivi par l’armée romaine est détaillé sur les reliefs de la colonne. Trajan semble avoir franchi l’Adriatique selon trois itinéraires possibles. De Classe, port de Ravenne où mouille la Classis Praetoria Ravennatis, jusqu’au Danube en passant par Aquilée, Emona, Sava, Siscia, Singidunum et enfin Viminacium ; d’Ancône,, jusqu’à la côte d’Illyrie romaine puis par Aquilée pour suivre ensuite l’itinéraire précédent ; de Brindisium, l’armée romaine atteint Dyrrachium puis remonte vers le Danube en passant par Naissus,, mais le parcours reste incertain et discuté.
Pendant ce temps, Décébale ne reste pas inactif, de sorte que Trajan, en arrivant sur les rives du Danube, fait sans doute face à une situation difficile. Les incursions daces ont dévasté la province de Mésie inférieure. Selon les reliefs de la colonne Trajane, Décébale serait même parvenu à prendre possession de plusieurs forts auxiliaires. Le grand camp légionnaire construit près de Sarmizegetusa a été endommagé mais n’a pas pu être pris d’assaut. De nombreux forts romains en Valachie sont occupés ou assiégés par les Daces, tout comme ceux construits le long du Danube. C’est probablement durant l’année 105 que Décébale fait construire un grand camp militaire sur le site de ce qui deviendra Apulum, espérant ainsi barrer la route vers le nord du royaume.
Décébale a fait prisonnier le gouverneur des territoires nouvellement occupés, le consulaire Cnaeus Pompeius Longinus, lors d’une tentative de négociation feinte. La tentative de faire pression sur Trajan en menaçant la vie de Longinus et de ses hommes échoue, Longinus mettant fin à ses jours lui-même. La capture et le suicide de Longinus sont racontés par Dion Cassius.
Certains forts romains attaqués semblent résister aux assauts daces. La triple ligne de fortifications peut être identifiée au limes de la Dobroudja construit durant la première campagne de Domitien, entre 85 et 89, et renforcé par Trajan entre 103 et 104. Le travail de reconquête dure tout l’été de 105, repoussant l’invasion du territoire dace à l’année suivante.

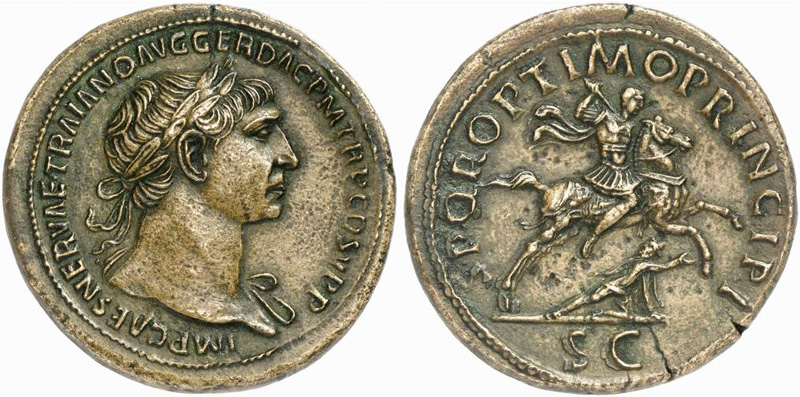
Sesterce de 105, avec Trajan à cheval terrassant un guerrier dace.

Trajan lui-même atteint le front, probablement en Dobroudja. Il vient renforcer les troupes du gouverneur de Mésie inférieure, Lucius Fabius Iustus,, et repousse les Daces. Décébale a même tenté de faire assassiner Trajan par un transfuge, une tentative qui a cependant échouée.

« Décébale échoue par la force, mais il faillit faire périr Trajan par la ruse et la trahison : il lui envoie en Mésie des transfuges chargés de l'assassiner, attendu que, d'un abord facile en tout temps, il reçoit alors sans distinction, à cause des besoins de la guerre, quiconque veut lui parler. Mais ils n'y peuvent réussir, l'un d'eux ayant été arrêté sur un soupçon et ayant avoué tout le complot à la torture. »

— Dion Cassius, Histoire romaine, livre LXVIII, 11, 3 - Étienne Gros, Paris, Firmin-Didot, de 1845-1870.
Les reliefs de la colonne décrivent bien certaines phases de ces mois de guerre. L’empereur, à la tête de la garde prétorienne, arrive, après un long voyage depuis Rome, sur des territoires daco-gètes. Il est acclamé par la population, puis Trajan offre dans une ville de la même région un sacrifice propitiatoire pour la prochaine campagne, devant une foule composée de Romains et de Daces ou de Gètes. Les reliefs de la colonne montrent qu’une grande partie de la population dace et les anciens alliés de Décébale l’ont abandonné, acclamant Trajan sur son passage, scènes à analyser en gardant à l’esprit l’objectif de propagande.

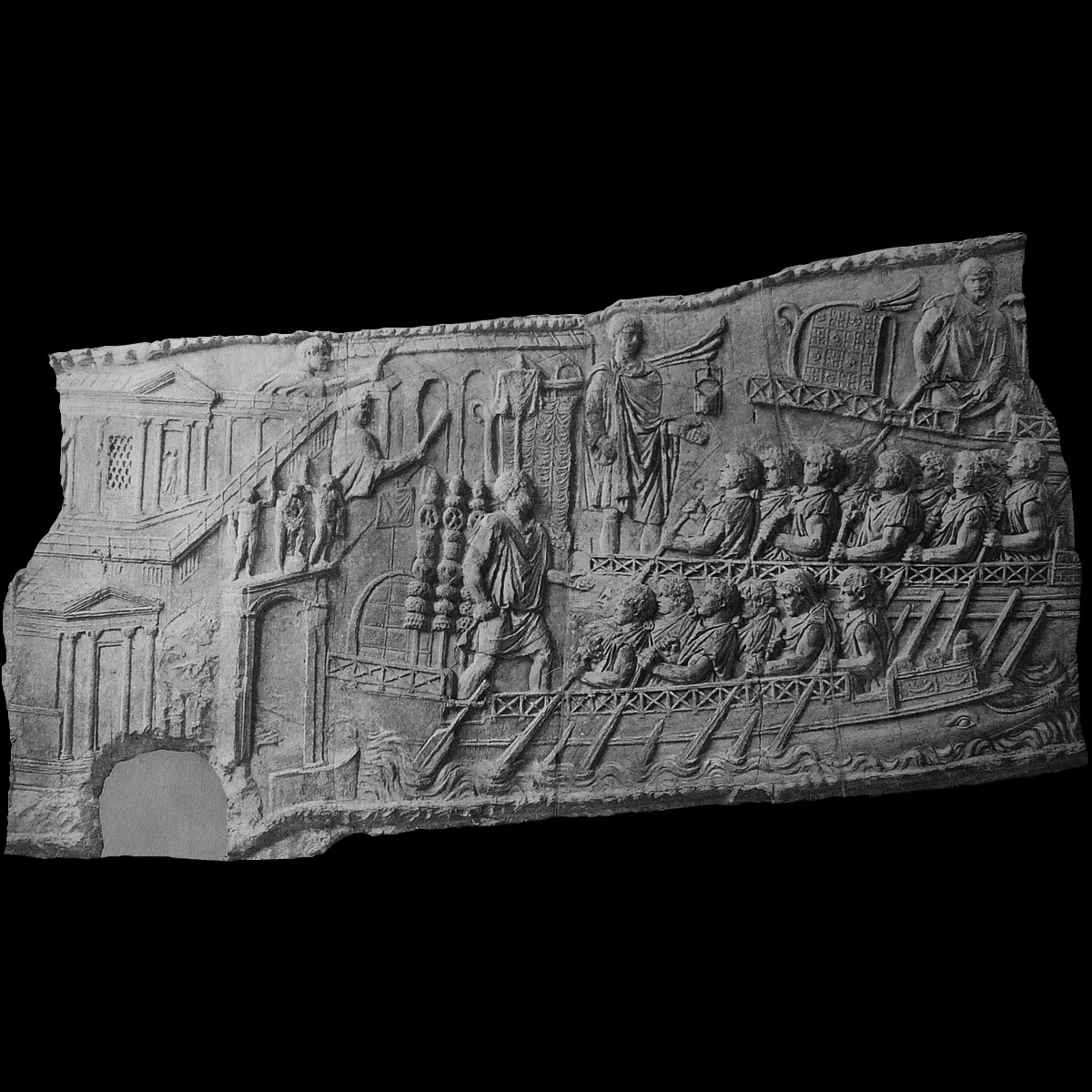
Préparatifs en Italie de l'armée romaine.
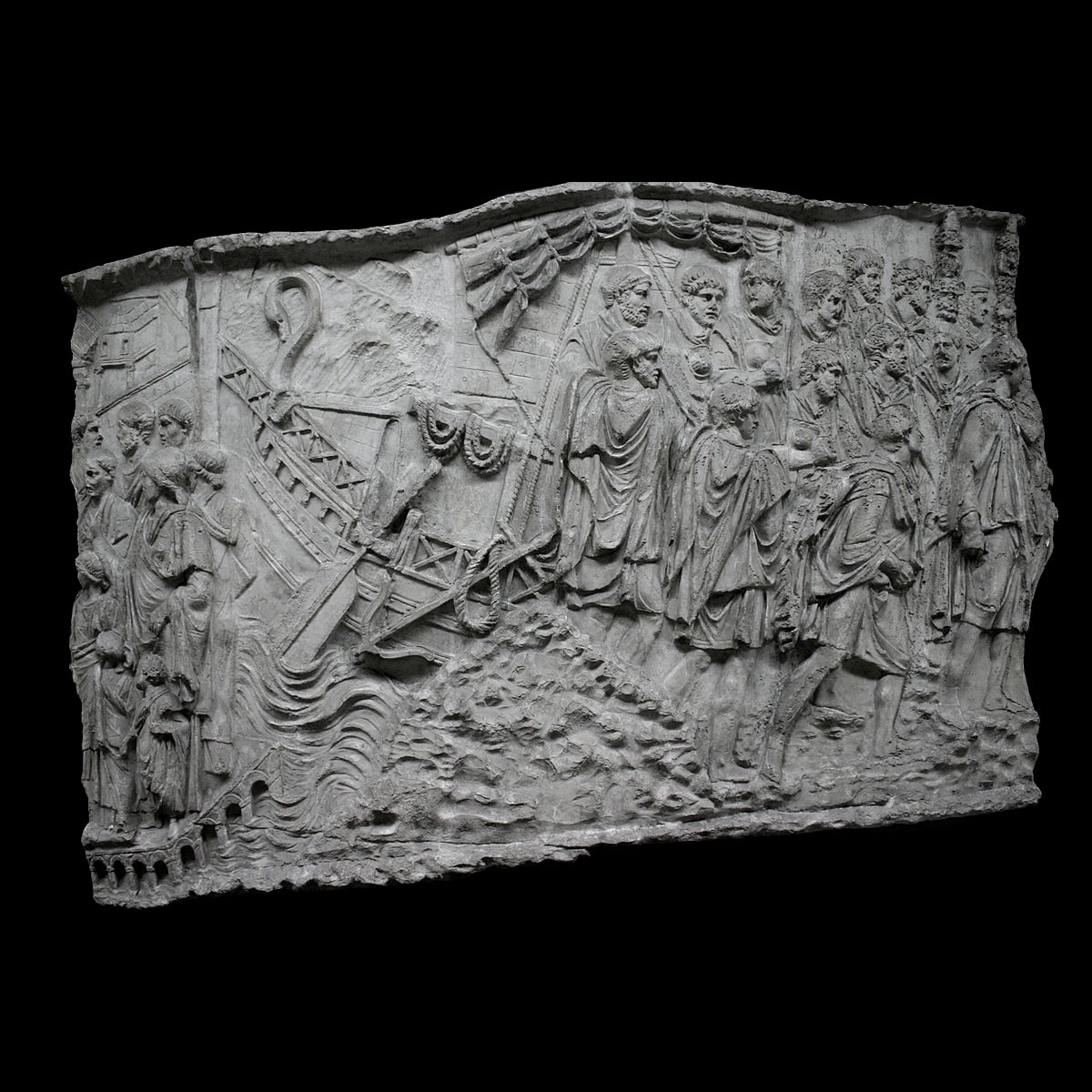
Débarquement en Istrie de Trajan.
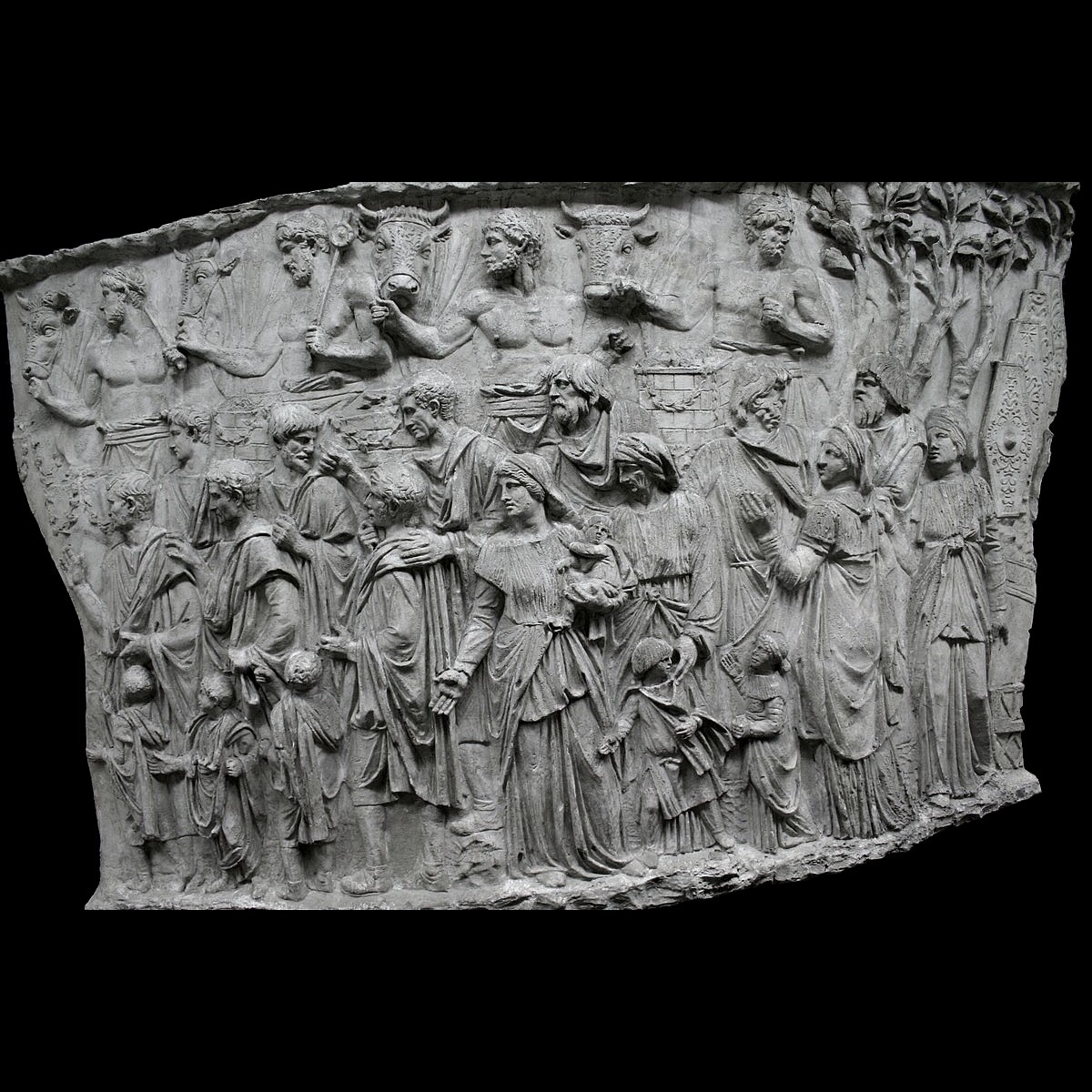
Un groupe de Daces accompagnés de leurs femmes lors d'un sacrifice.
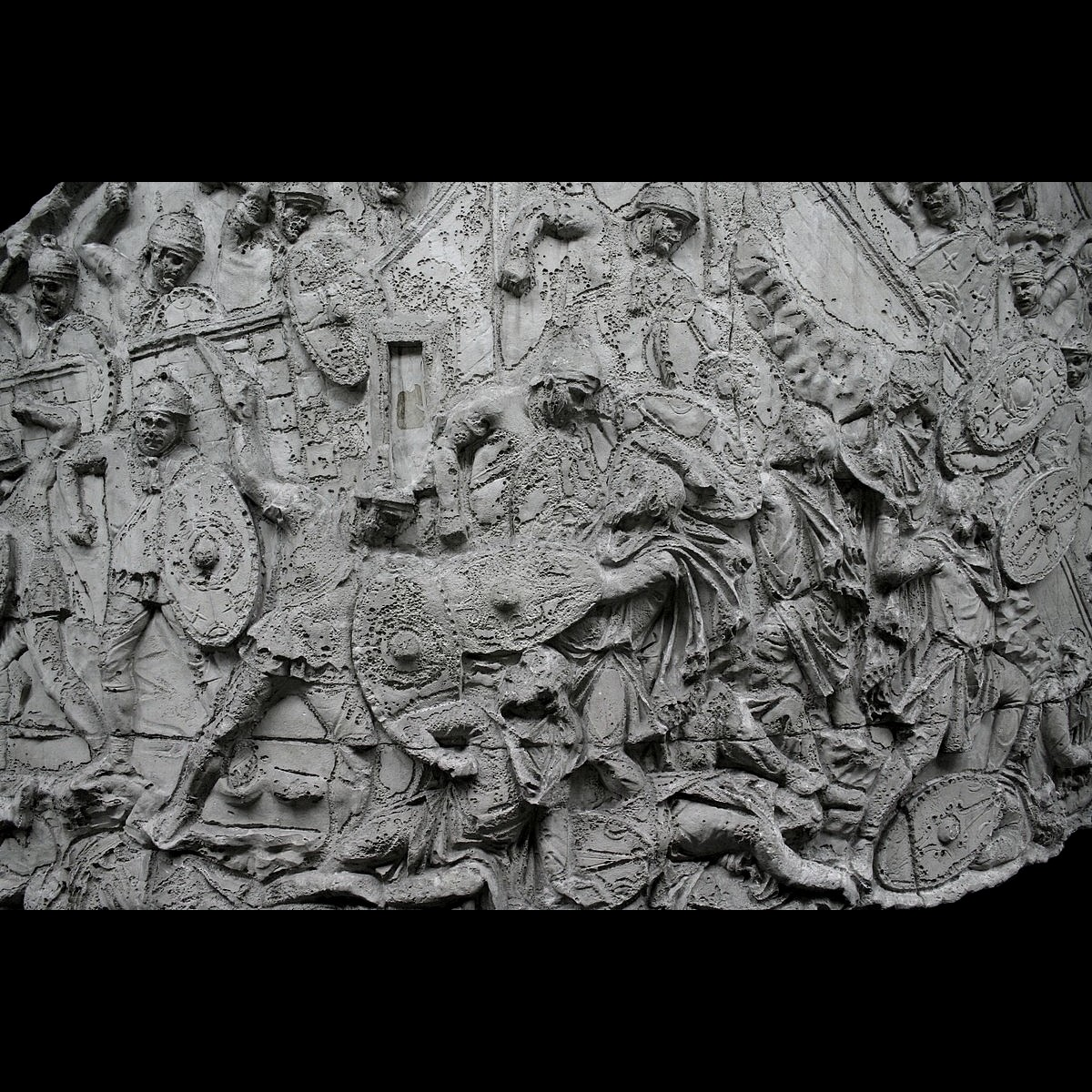
Assaut dace sur un camp romain.
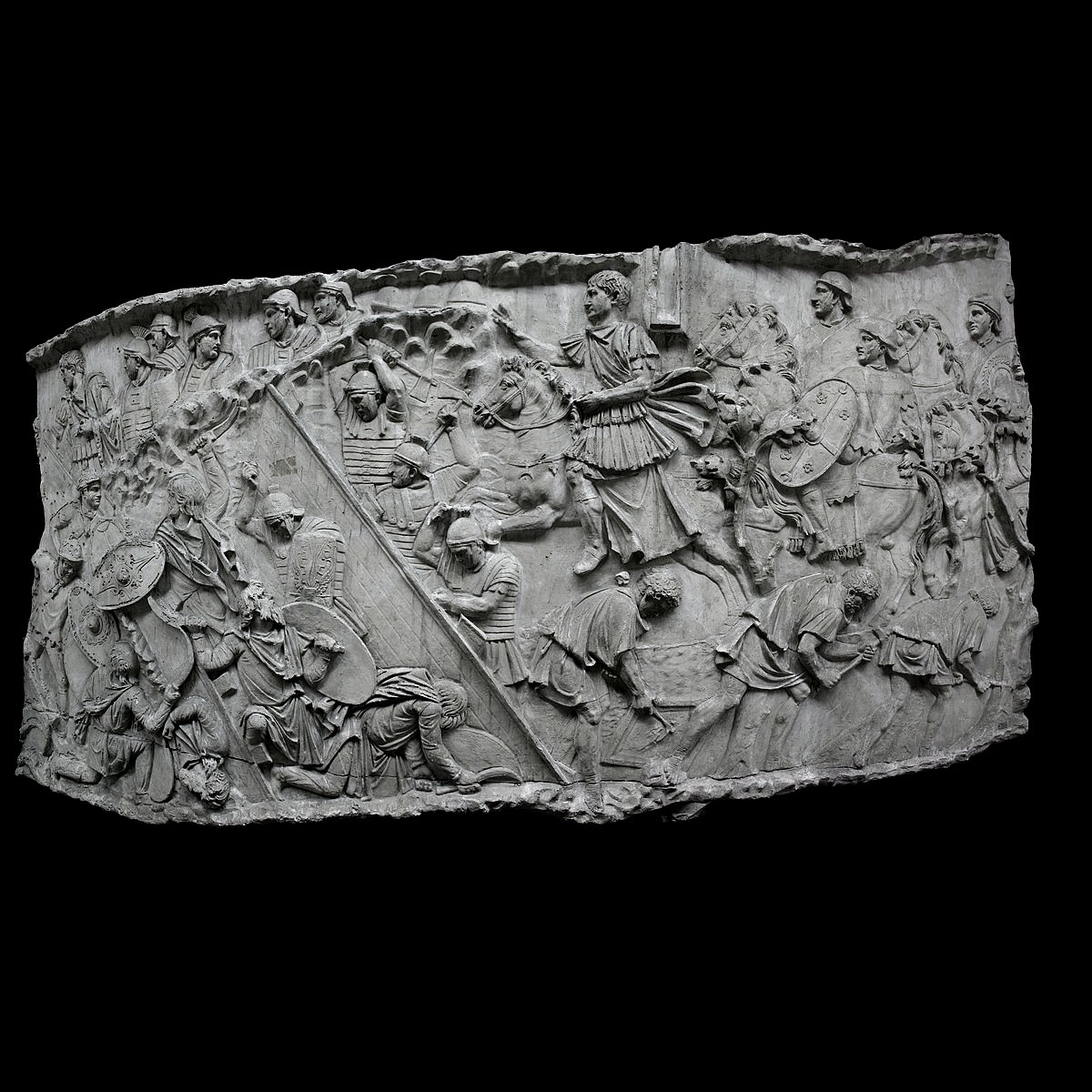
Arrivée en renforts des prétoriens et de Trajan.

#### Année 106

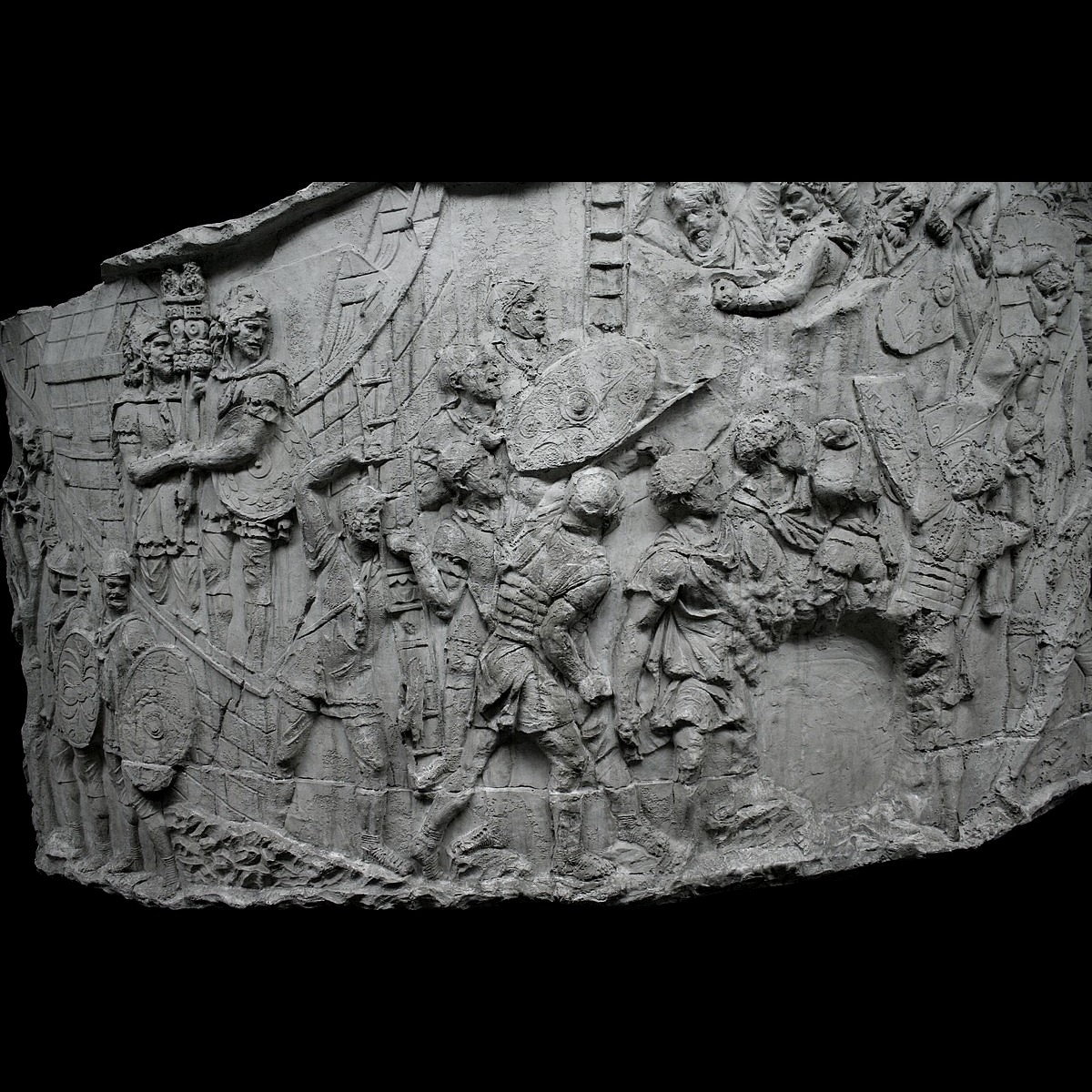
Assaut sur Sarmizegetusa.
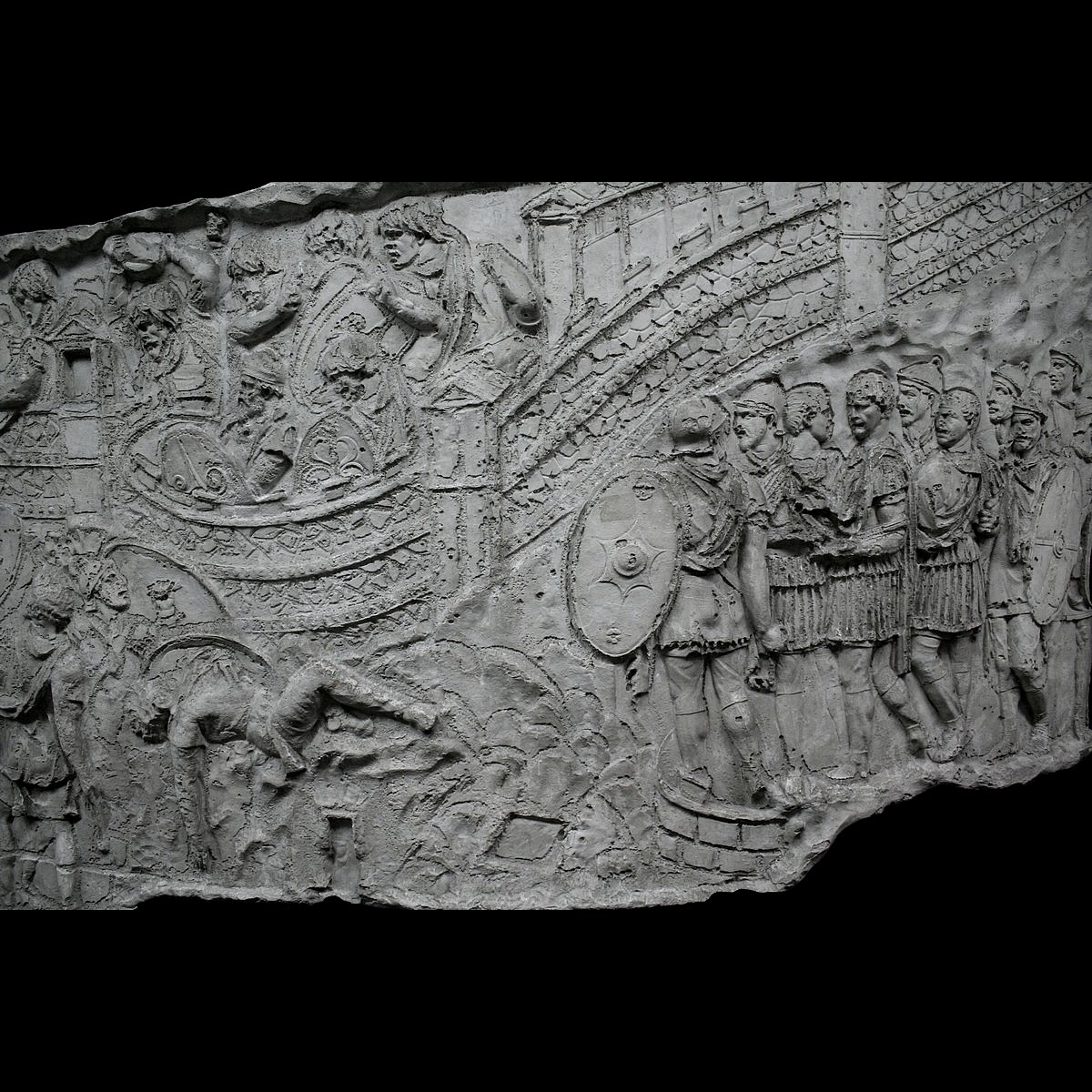
Siège de Sarmizegetusa.
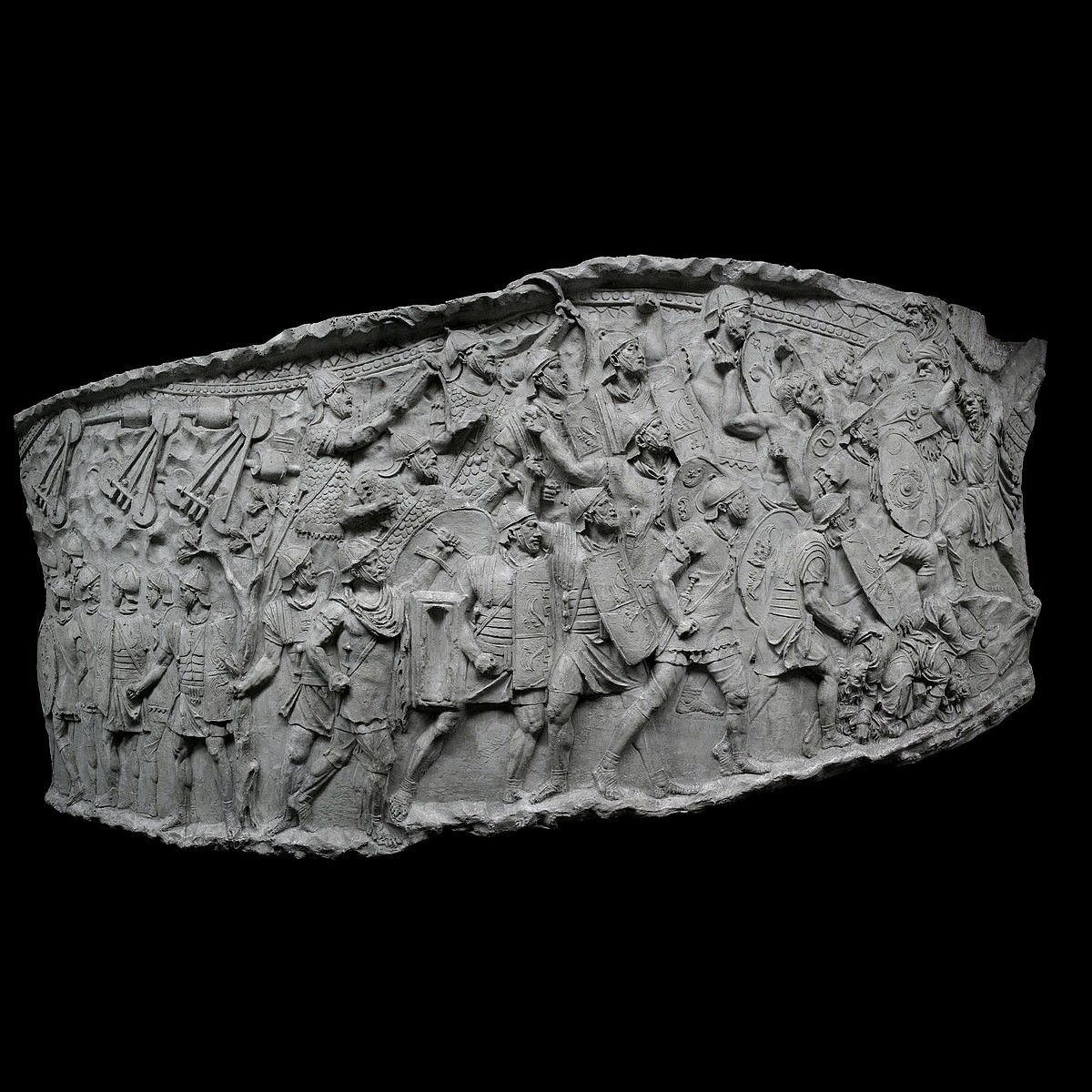
Nouvel assaut romain.
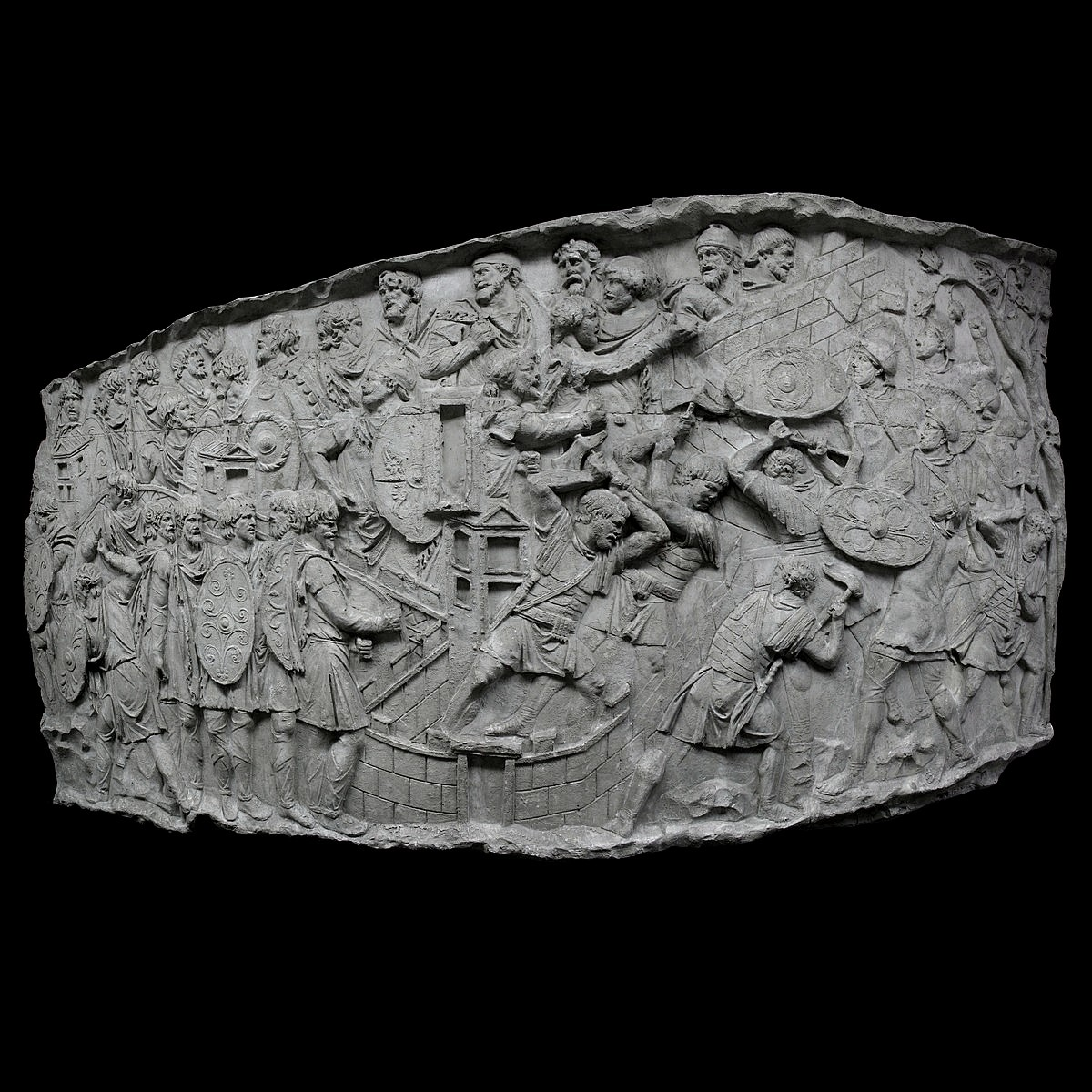
Combats sur les fortifications.
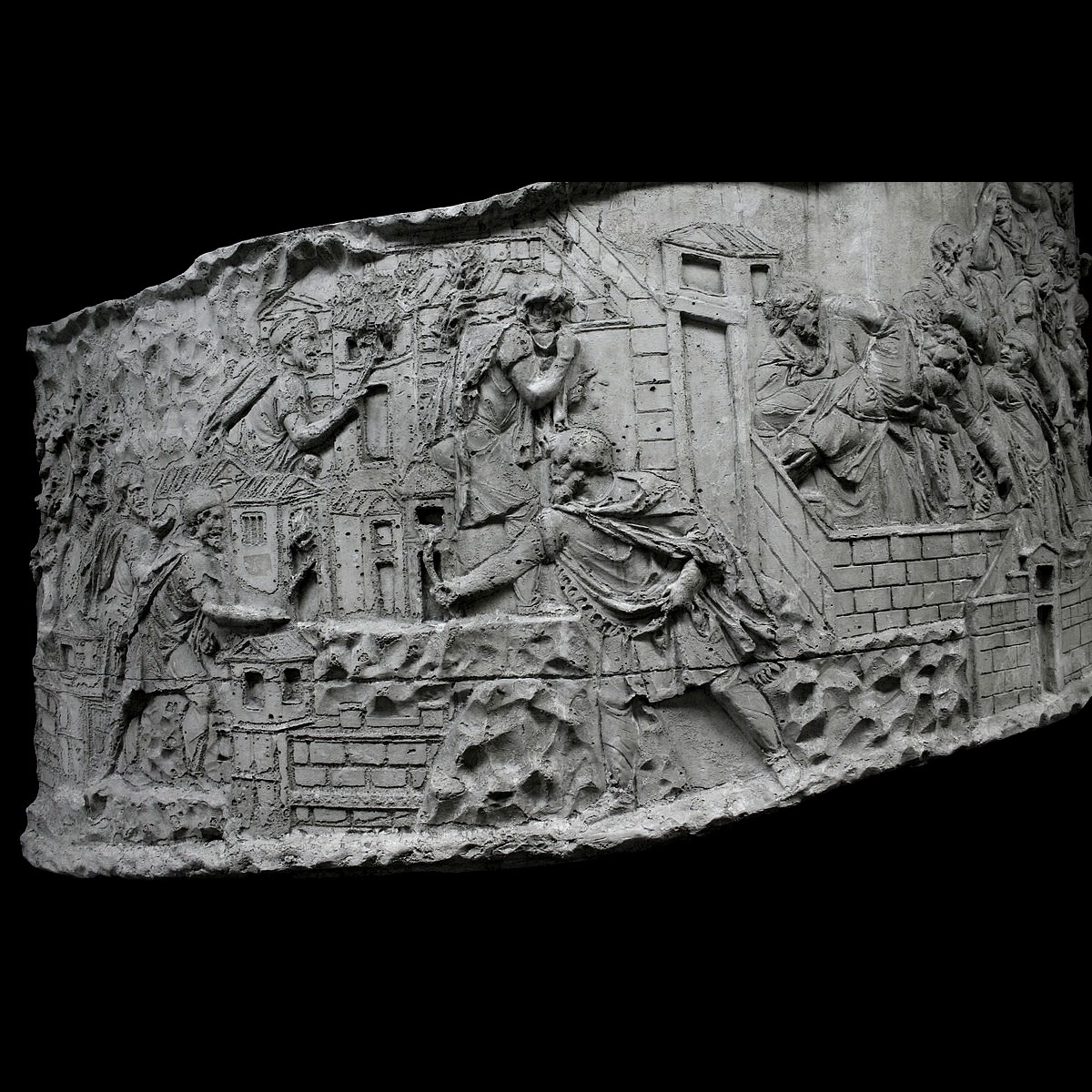
Incendie de la capitale dace.

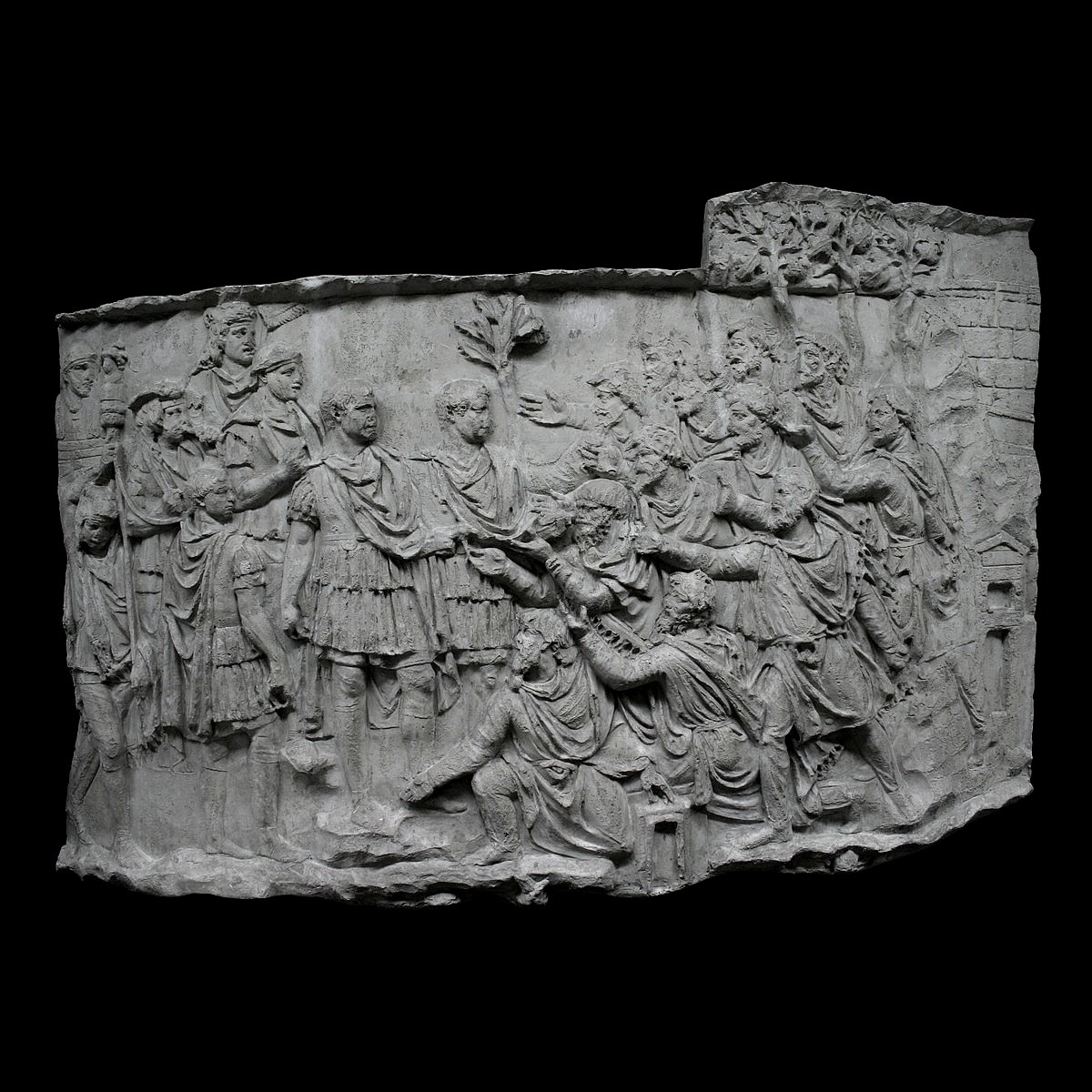
Soumission d'une partie des Daces.
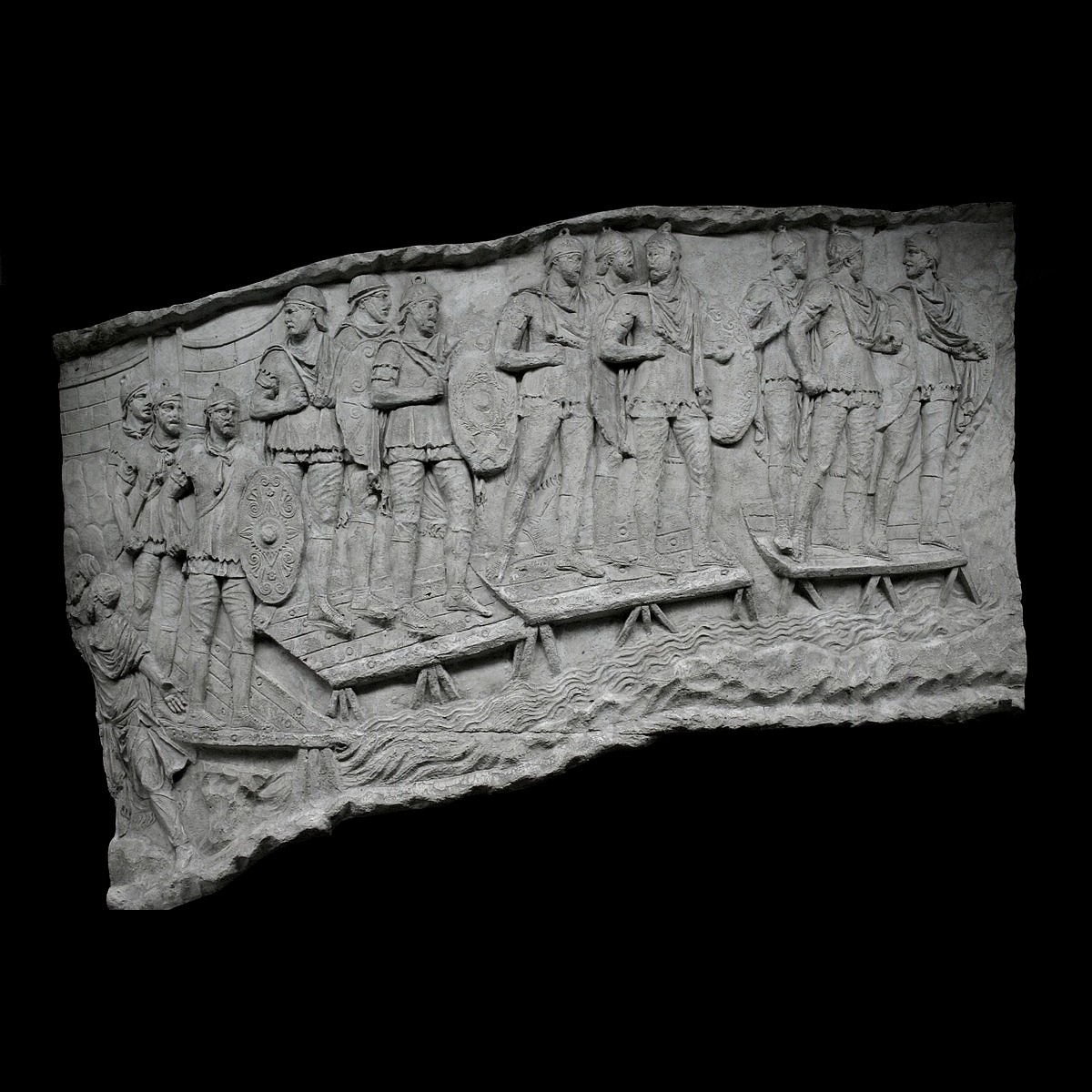
L'armée romaine traverse une rivière sur un pont de bois.
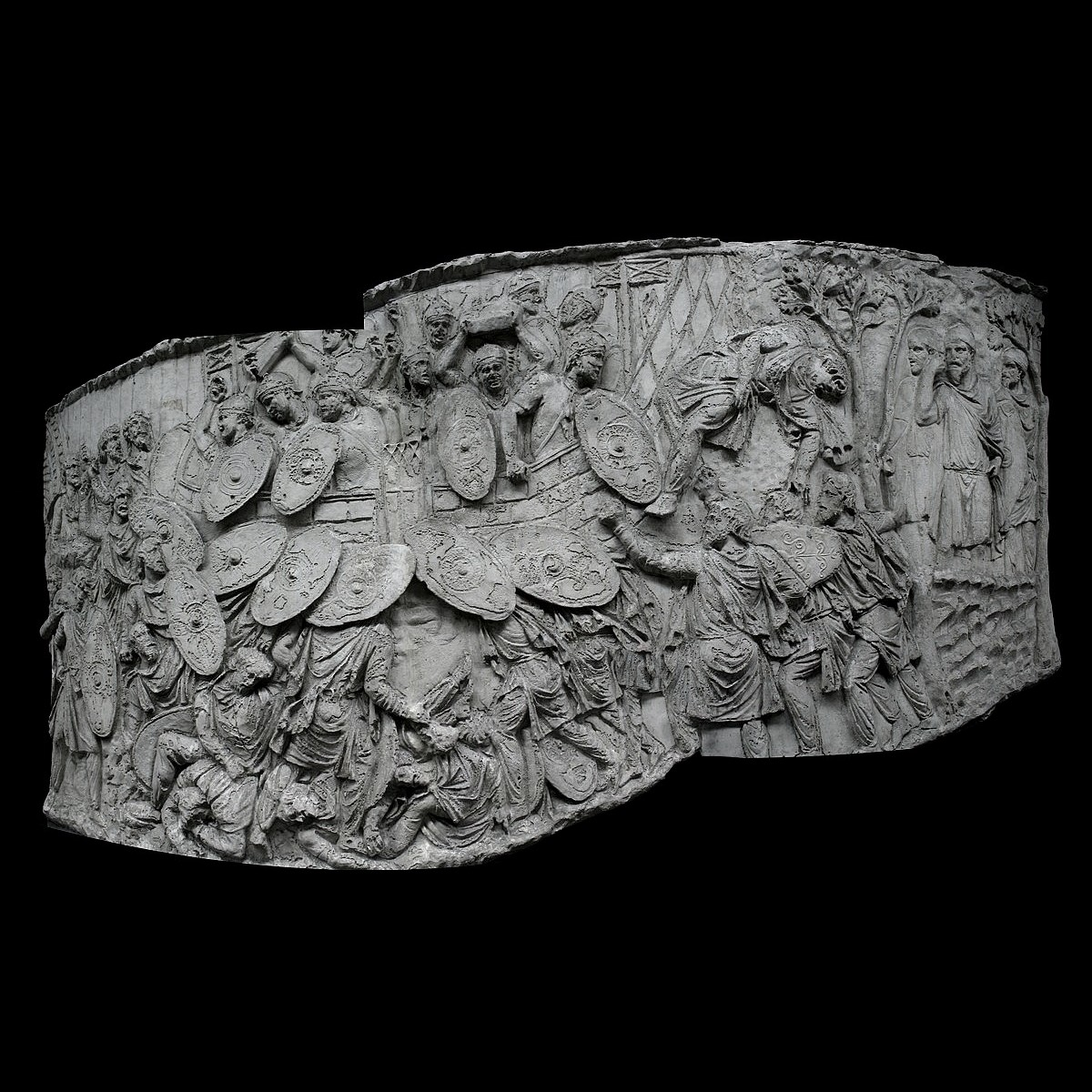
Assaut dace d'un camp romain.
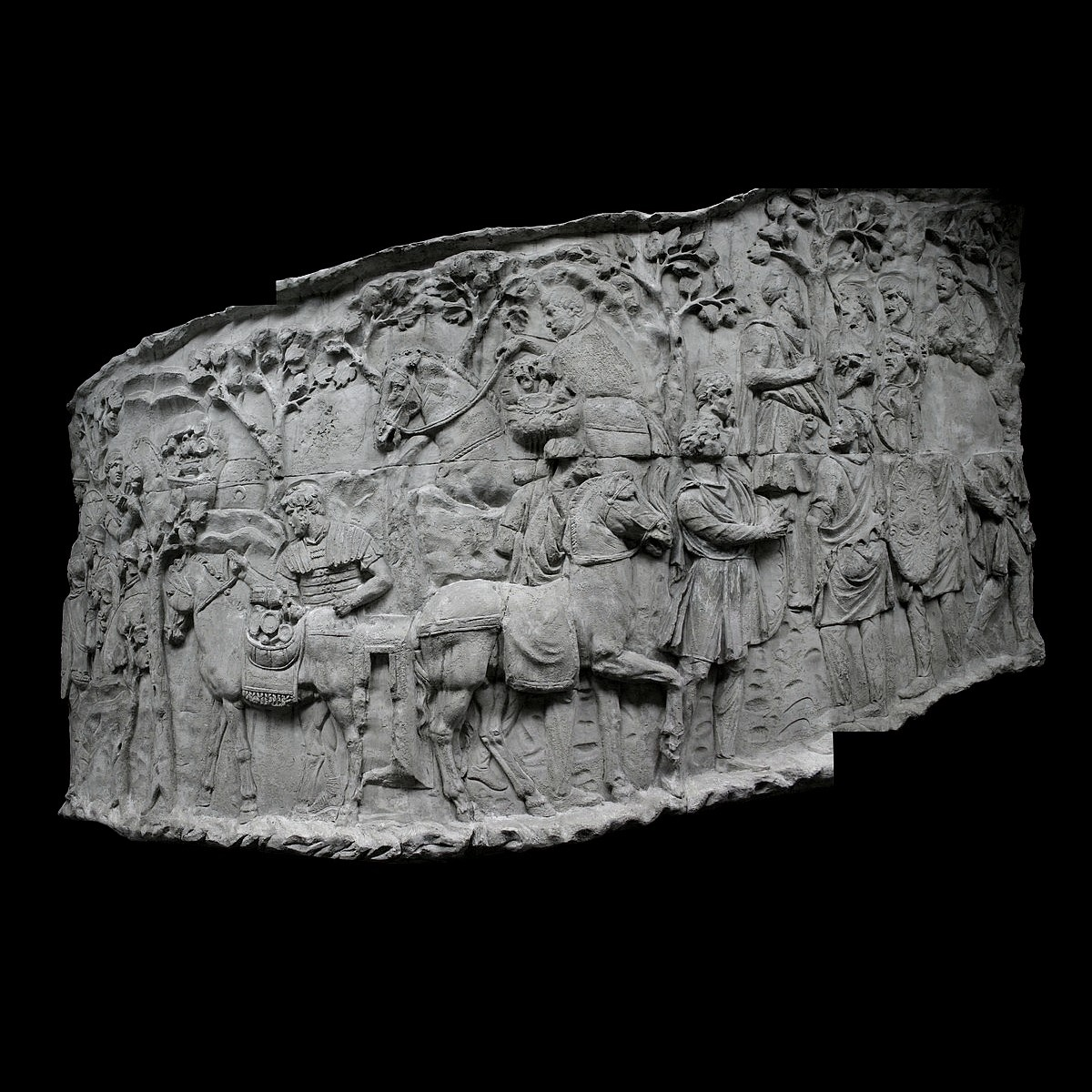
Découverte du trésor dace et conseil des tarabostes (princes daces).
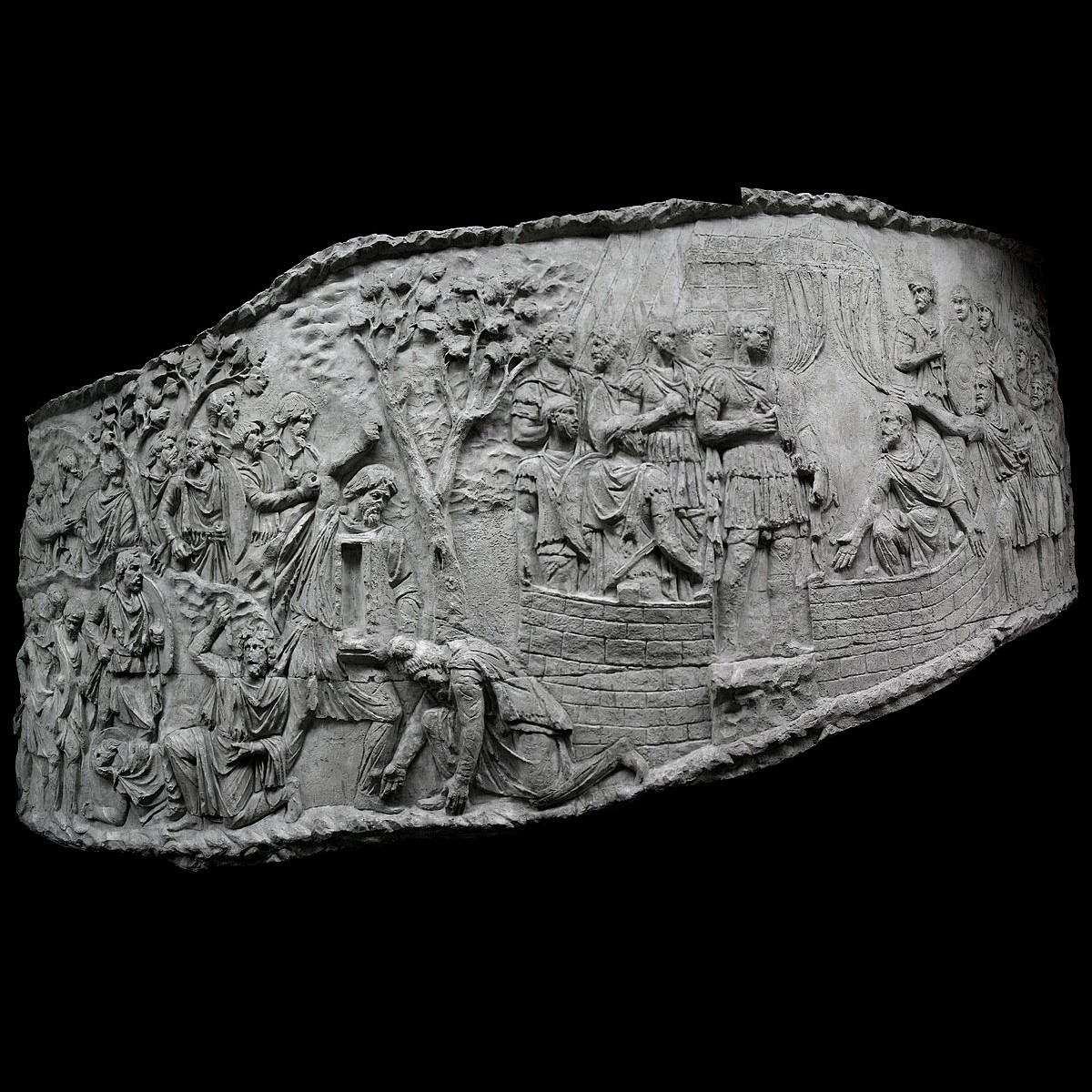
Trajan reçoit l'ambassade dace qui vient faire sa soumission.

Pour l'année 106, Trajan réunit son armée et traverse le Danube sur le grand pont de Drobeta, construit sous la direction d’Apollodore de Damas pendant la brève période de paix.

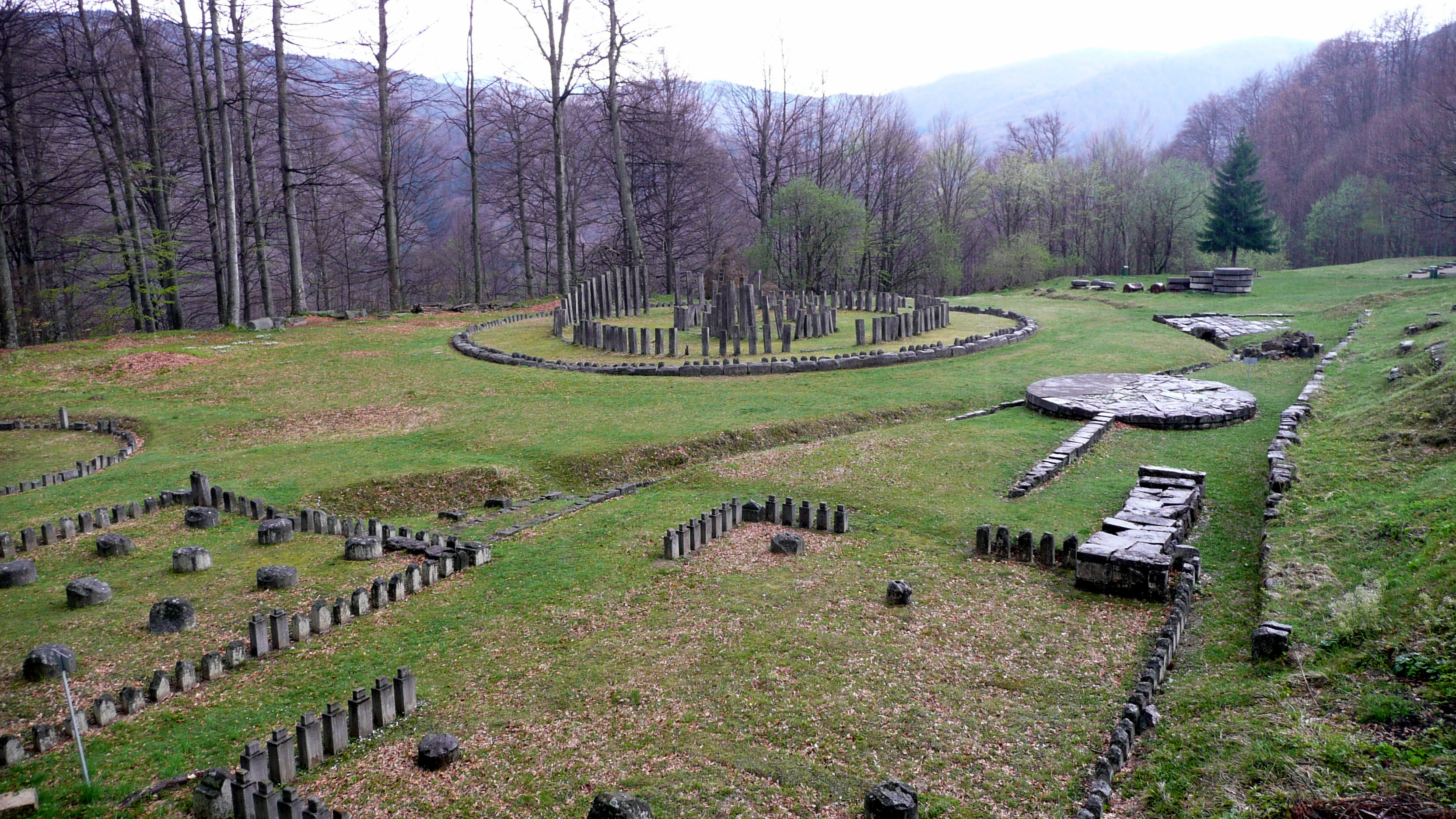
Les ruines de Sarmizegetusa Regia.

Les alliés de Décébale, les Bures, les Roxolans et les Bastarnes, à l’annonce des préparatifs de guerre de Trajan, abandonnent le roi dace. Celui-ci fait plusieurs tentatives de pourparlers infructueuses. Avant de lancer la dernière invasion de la Dacie, Trajan convoque dans son quartier général de Drobeta de nombreux chefs des peuples « amis et alliés du peuple romain », parmi lesquels les Quades, les Marcomans, certaines tribus daco-gètes et peut-être même les Iazyges, afin de leur demander une aide militaire et un soutien stratégique et de s’assurer de leur loyauté,,.
Le roi dace, attaqué sur plusieurs fronts comme le montre aussi les reliefs de la colonne, par les Portes de Fer et par le col Turnu Roșu, oppose une résistance désespérée et acharnée qui fait de nombreuses victimes. Décébale refuse de capituler et est contraint de quitter Sarmizegetusa.

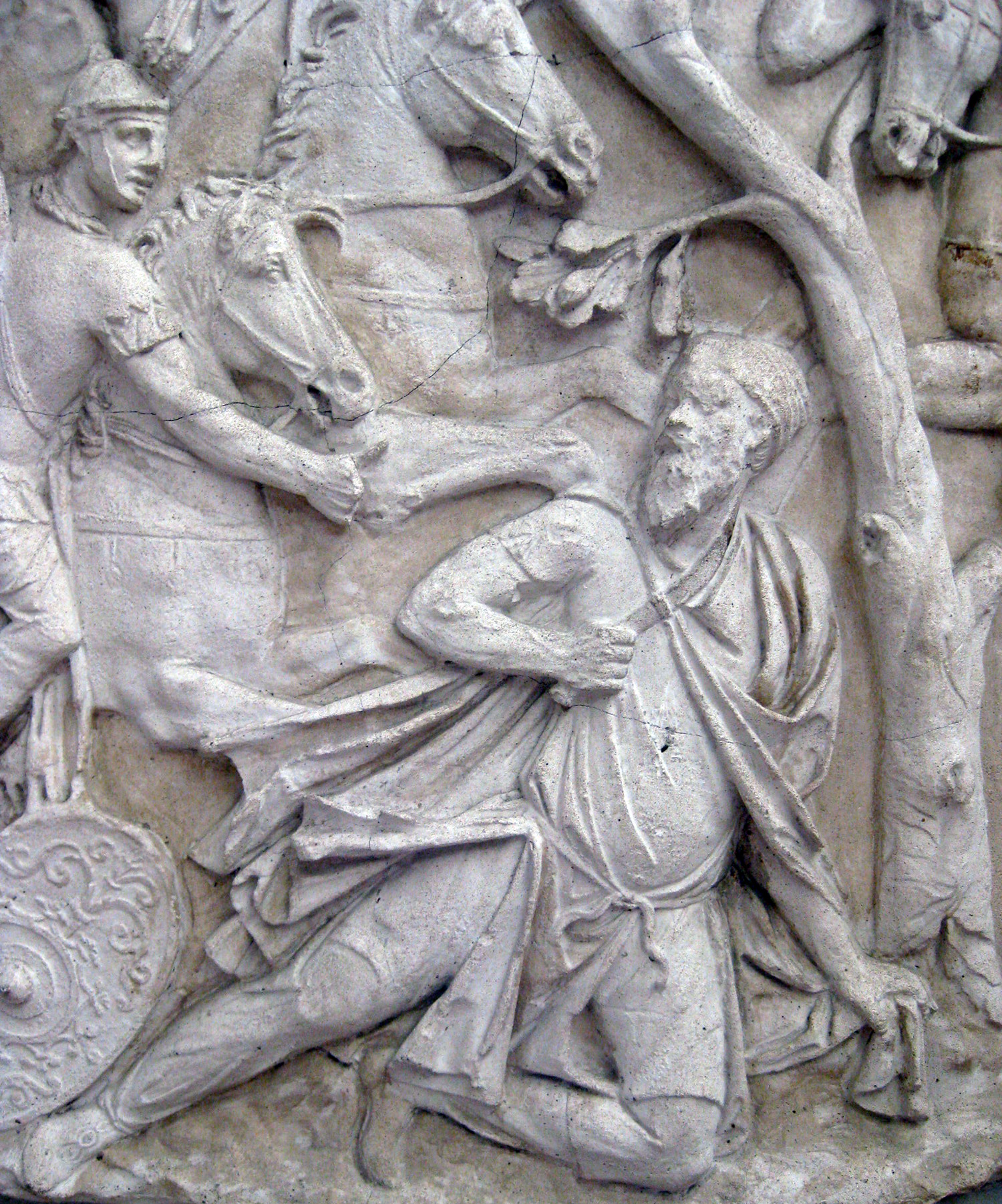
Le suicide de Décébale.

Finalement, après un long et sanglant siège, la capitale cède sous les coups des armées romaines qui se sont réunies depuis la fin de l’été. Les principales étapes de ce siège sont également représentées sur la colonne Trajane. Toutes les forteresses des monts d’Orastie (Popesti, Cetateni, Piatra Neamt, Pecica, Piatra Craivii, Capâlna, Costesti, Banita, Balanesti et finalement Tilisca) sont tombées.
Trajan décide de ne pas accorder des conditions de paix semblables à la précédente paix. La soumission définitive de la Dacie est nécessaire et pour cela, il faut construire des routes, des forts et isoler l’ennemi sans lui concéder aucun avantage.

« Trajan, avec le temps et non sans peine, vainc les Daces, après maint prodige de sa part et comme général et comme homme, après maint danger affronté ou fait d'armes accompli par ses soldats. »

— Dion Cassius, Histoire romaine, livre LXVIII, 14, 1 - Étienne Gros, Paris, Firmin-Didot, de 1845-1870.
Décébale cherche d’abord à trouver refuge dans le nord, dans les montagnes des Carpates, mais une colonne romaine le poursuit dans la haute vallée du Marisus, une région alors difficilement accessible. Les chefs des tribus du nord de la Dacie, conscients de leur annexion imminente, rejoignent le roi en fuite dans une tentative désespérée de renverser le cours de la guerre. Mais la défaite est inévitable : Décébale est rattrapé par une unité auxiliaire de l’armée romaine à Ranistorum, au nord de la nouvelle colonie de vétérans Apulum.
Une fois encerclé, Décébale se suicide,,, imité par de nombreux nobles daces qui l’accompagnent. La tête du roi est rapportée à Trajan par le chevalier Tiberius Claudius Maximus qui a mené l’expédition de capture,. En guise de récompense, pour avoir rapporté la tête de Décébale à Trajan, Maximus est promu au rang de décurion d'aile des troupes auxiliaires.
C’est la fin de la guerre. Pendant plusieurs mois, l’armée romaine est encore engagée dans des actes de répression qui permettent de calmer l’agitation de la population locale. La monnaie de l’année célèbre la « Dacia capta ».

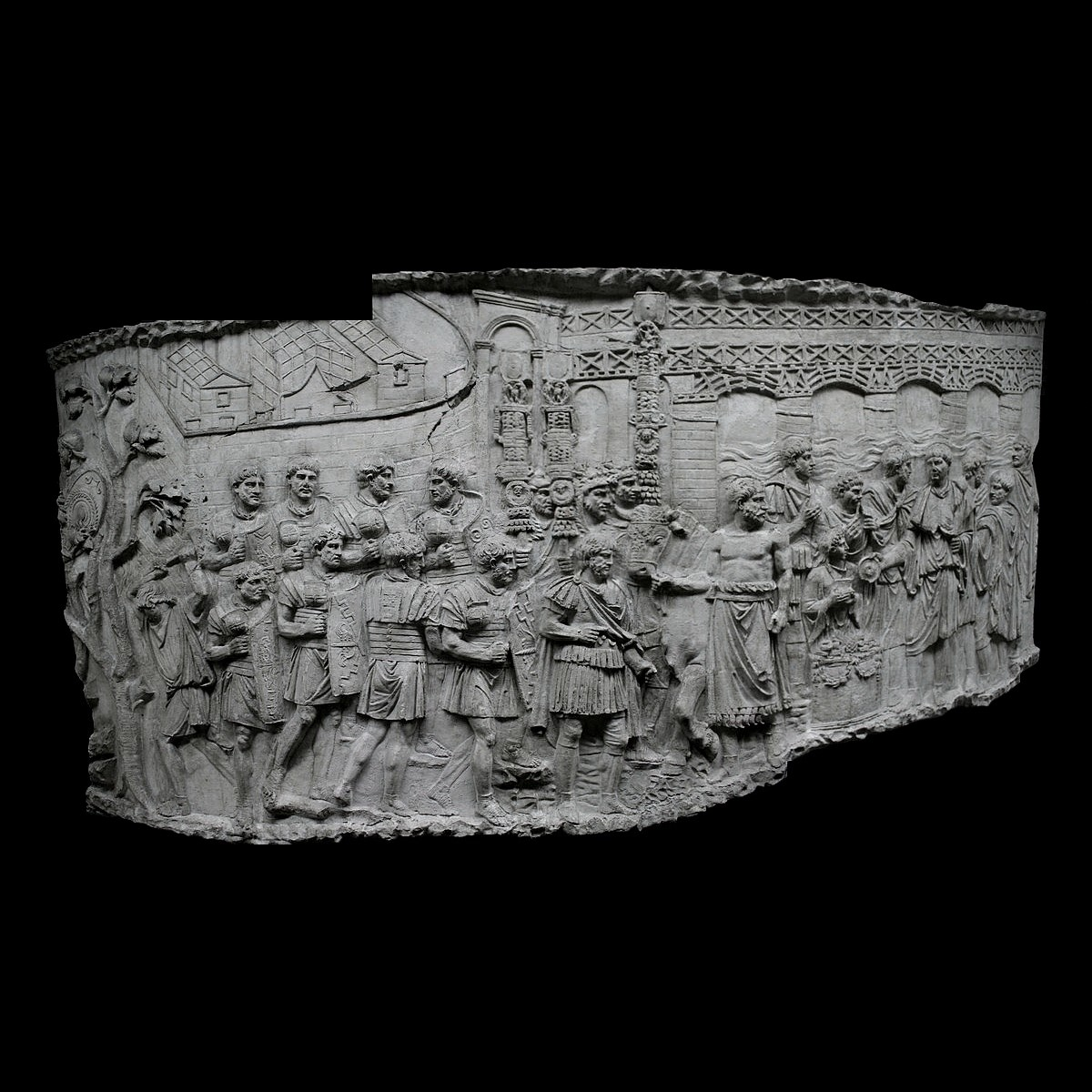
Inauguration du pont de Trajan.
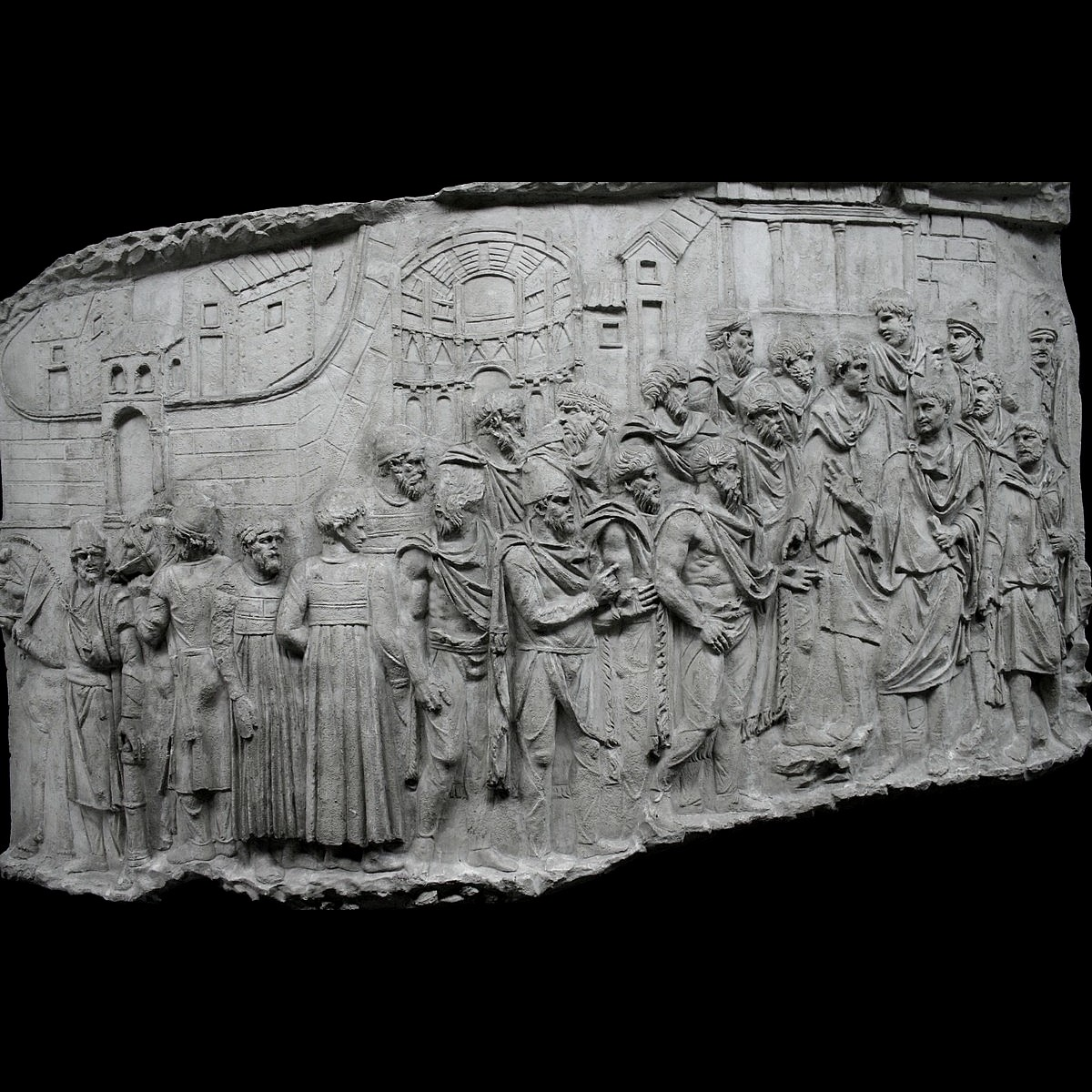
Trajan reçoit des ambassadeurs sarmates.
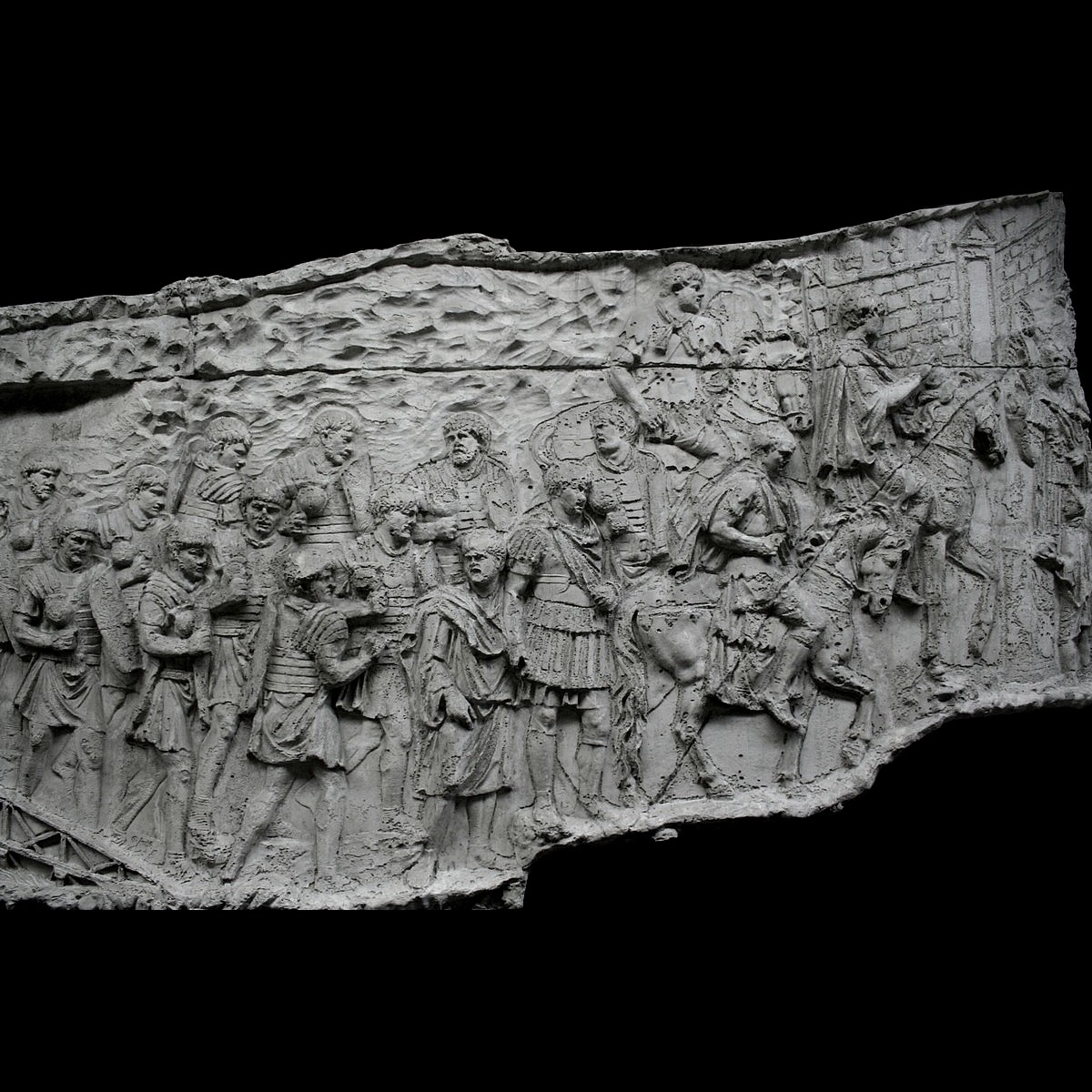
L'armée romaine traverse une rivière.
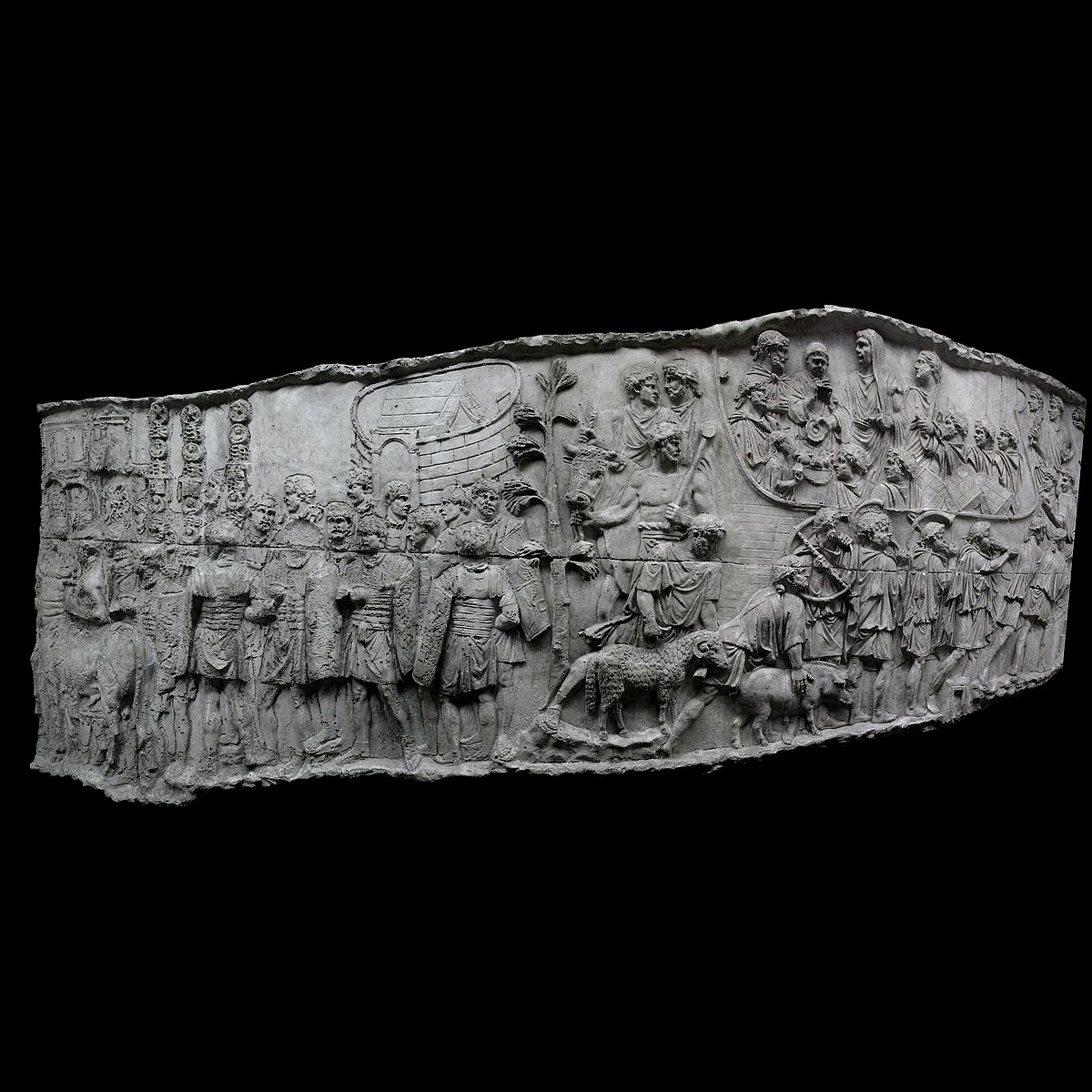
Sacrifice, Trajan se tient près de l'autel.
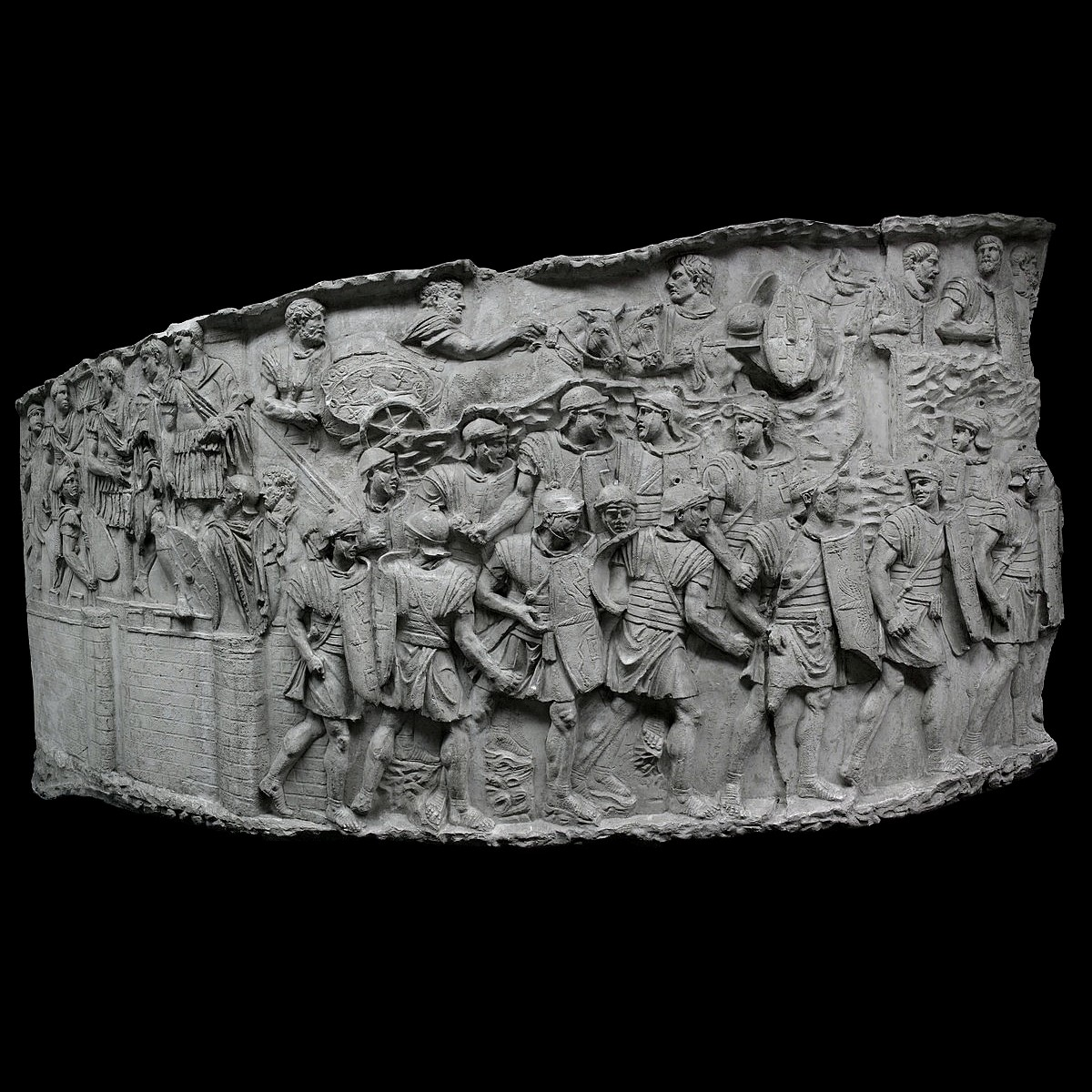
Conseil de guerre et passage des Portes de fer.

### Annexion romaine de la Dacie

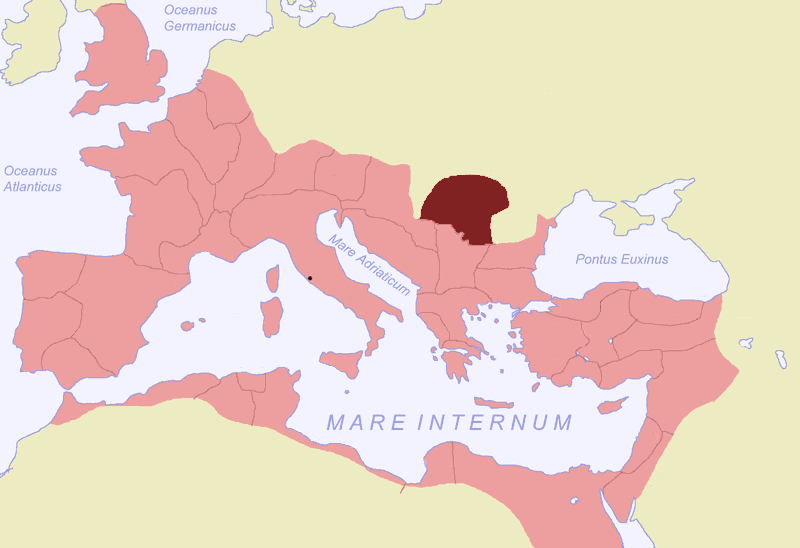
La province de Dacie dans l'Empire romain.

Le cœur du royaume dace, l’Olténie et le Banat, est intégré dans une nouvelle province romaine, la province de Dacie,, qui se limite à la bordure de l'arc des Carpates, à la Transylvanie et aux massifs occidentaux,. Le royaume dace ne disparaît donc pas totalement, quelques régions demeurent libres. La ville nouvellement fondée de Colonia Ulpia Traiana Augusta Sarmizegetusa Dacica devient la capitale de la nouvelle province. Elle est très rapidement reliée à Apulum et Porolissum où stationnent d'importantes garnisons romaines.
Une grande partie des plaines de Valachie et la Moldavie sont intégrées à la province de Mésie inférieure qui est agrandie,,. La création de la province de Dacie en 106 est très probablement accompagnée par la réorganisation militaire du cours du Danube. C'est probablement à cette occasion que la province voisine de Pannonie est divisée en deux : d'une part la Pannonie supérieure et d'autre part la Pannonie inférieure.
Récemment, des découvertes archéologiques ont remis en cause le mythe de l'extermination, de la déportation ou du bannissement des Daces par les Romains,. Néanmoins, on ne peut nier les importants bouleversements démographiques qui ont eu lieu,.
Bien qu’une grande partie de la population et de l’élite daces ait finalement abandonné Décébale au profit de l’armée romaine, l’ancienne aristocratie est éliminée. Les populations des villes daces du cœur du royaume, région montagneuse et difficile à surveiller, sont déplacées vers les plaines. Les villes sont détruites et les Romains fondent à la place de nombreuses colonies, plus petites, dans lesquelles s'installent des colons romains issus de provinces avoisinantes. De même, toutes les résidences royales sont détruites.
Le phénomène le plus impressionnant reste la disparition presque complète de l’ancienne religion dace.
Selon Criton, médecin de Trajan, ce sont près de 500 000 prisonniers daces qui sont ramenés à Rome pour participer aux spectacles donnés lors de la célébration du triomphe de Trajan mais cette estimation semble avoir été exagérée d'un facteur dix et les Romains auraient en réalité fait 50 000 prisonniers,. Une grande partie des hommes aptes au travail et qui ne font pas partie des prisonniers de guerre sont enrôlés dans l’armée romaine, une procédure qui permet de diminuer le risque de révolte et d’augmenter les effectifs de l’armée.
L'annexion du royaume dace semble précipitée et contraire aux habitudes romaines qui traditionnellement la font précéder par l'établissement d'un royaume client. Il s'agit peut-être de stabiliser au plus vite la frontière face à la menace barbare qui pèse sur la région du moyen Danube mais il s'agit peut-être aussi pour Trajan de prendre rapidement le contrôle des riches mines d'or et d'argent que compte le territoire, ainsi que des trésors du roi.
Quoi qu'il en soit, cette nouvelle province apporte à l'empereur d'importantes ressources qui sont vite épuisées dans la préparation des campagnes contre les Parthes et dans des constructions grandioses célébrant la victoire de Trajan comme les reliefs des arcs de triomphe de Bénévent et d’Ancône, ceux du forum de Trajan à Rome ou comme le Tropaeum Traiani érigé à Adamclisi en 109.

### Butin et triomphe romain

La colonne Trajane, érigée en 113 pour immortaliser les campagnes contre les Daces.

D'après les sources antiques, la conquête de la Dacie a en effet permis de rassembler un butin impressionnant estimé à 163,6 tonnes d’or, le double d’argent, et un demi-million de prisonniers de guerre. Il s’agirait en partie du fabuleux trésor de Décébale que le roi avait dissimulé dans le lit d’une petite rivière, la Sargieta, près de sa capitale, Sarmizegetusa Regia,,. En outre, la création d’une nouvelle province a contribué à une augmentation continue des revenus de l’État grâce notamment à l’exploitation des mines de l’ouest de la Dacie.

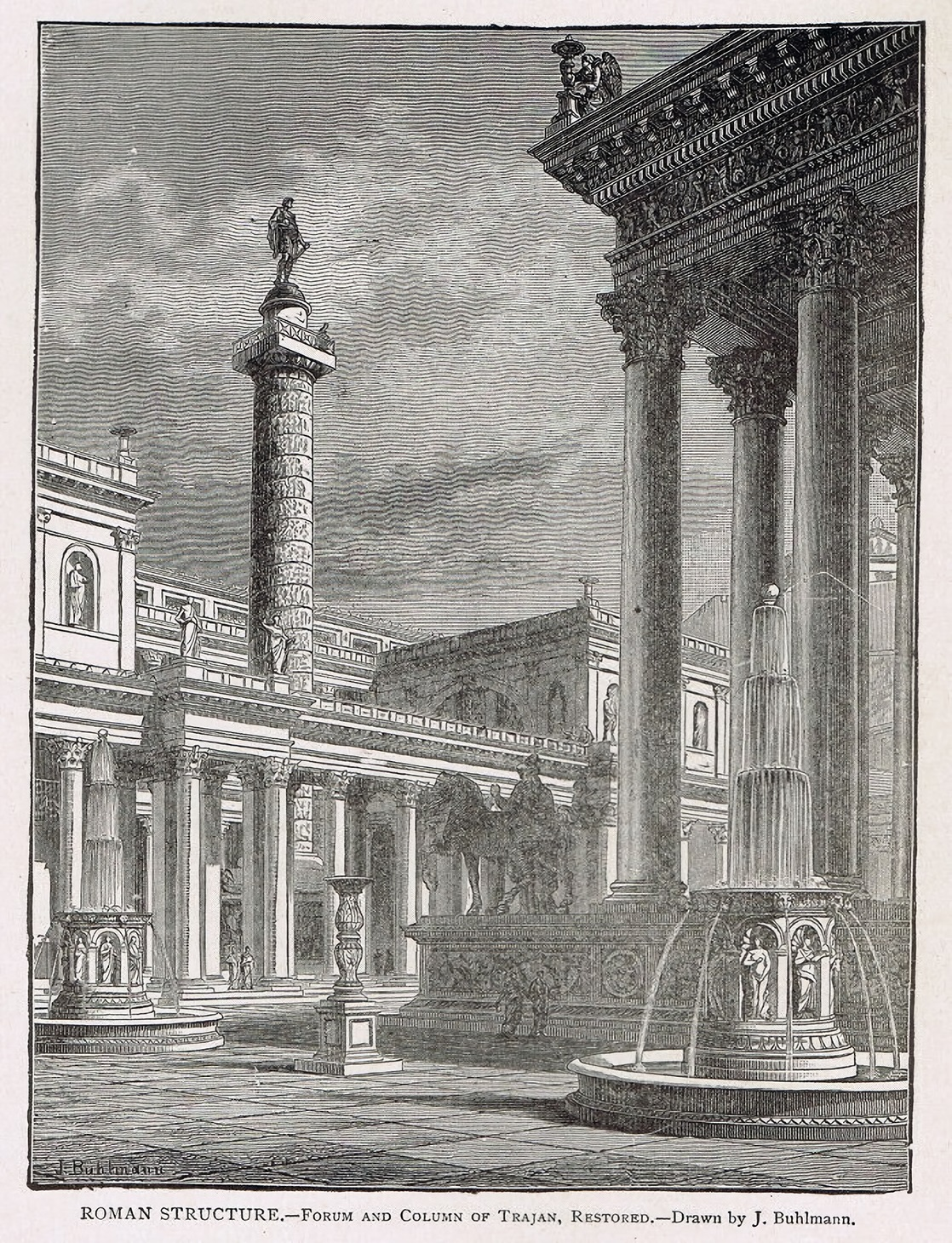
Dessin d'une vue reconstituée des abords de la colonne Trajane, encyclopédie allemande éditée par Joseph Kürschner, 1891.

Trajan semble avoir tiré de son butin environ 2 700 millions de sesterces. S'étant vu accordé l’honneur d’un grand triomphe, il utilise une partie du butin pour donner de grands spectacles de gladiateurs, près de 5 000 duels ont lieu, et des courses de chars dans le Circus Maximus. Les spectacles sont étalés sur plus de cent jours, entre 108 et 109.
Il finance également e manubiis (littéralement « grâce au produit du butin ») la construction d'un nouveau forum et confie la direction des travaux à l’architecte Apollodore de Damas. C'est dans ce forum qu'est érigée la célèbre colonne Trajane sur laquelle figure une frise longue de deux cents mètres qui s’enroule en spirale autour du fût et qui raconte les exploits militaires de Trajan et de ses généraux. Sa construction a été menée par Apollodore qui a dirigé jusqu’au jour de l’inauguration, le 12 mai 113, de nombreux sculpteurs qui ont travaillé sur 155 scènes où figurent près de 2 500 personnages.
De nombreux monuments à travers l’Empire célèbrent la victoire de Trajan comme les reliefs des arcs de triomphe de Bénévent et d’Ancône, ceux du forum de Trajan à Rome ou comme le Tropaeum Traiani érigé à Adamclisi en 109.
Trajan récompense ses plus fidèles lieutenants qui ont joué un rôle de premier plan lors des campagnes comme Lucius Licinius Sura qui se voit accorder l’extraordinaire honneur d’un troisième consulat en 107 et Quintus Sosius Senecio qui obtient son deuxième consulat éponyme en 107 et à qui on octroie les décorations militaires doubles (dona militaria). Il reçoit aussi les insignes triomphaux et est honoré de son vivant d'une statue de bronze dans le forum d'Auguste. Caius Iulius Quadratus Bassus est également récompensé et reçoit les ornements triomphaux ainsi que Lusius Quietus qui est élevé à la préture, lui permettant ainsi d'accéder au Sénat, pour son action déterminante à la tête de la cavalerie auxiliaire maure.

## La Dacie romaine
La conquête de la Dacie modifie profondément les données stratégiques de l’Empire romain, la plus forte concentration de légions romaines passant du noyau rhénan aux rives danubiennes et à la Dacie romaine. En effet, il n'y a plus que quatre légions dans les provinces de Germanie contre huit au Ier siècle, alors que les provinces danubiennes en ont dorénavant onze : trois en Pannonie supérieure, une en Pannonie inférieure, deux dans chacune des provinces de Mésie et trois en Dacie.
La colonisation massive de la province avec des citoyens romains provenant des provinces danubiennes permet à l’Empire de créer une importante tête de pont au sein du « Mare Barbaricum » qui s’étend de la Tisza à la Valachie et la Moldavie.
La province connaît sa première grande crise en 116 avec le soulèvement des Iazyges et des Roxolans. Comme les troupes romaines sont alors occupées en grande partie à mater la grande révolte juive ou engagées dans la campagne de Trajan contre les Parthes, le soulèvement n’a pas pu être immédiatement réprimé. Il faut attendre l’intervention d’Hadrien et de Quintus Marcius Turbo en 118 pour que la situation se stabilise de nouveau en Valachie et dans la plaine de Munténie. Hadrien abandonne alors quelques territoires à l'est de la Dacie.
La Dacie reste une province romaine jusqu’à ce que l’empereur Aurélien (270-275) l’abandonne définitivement.
Même si elle dure moins de deux siècles, l’intégration de la Dacie dans l’Empire, après celle de la Mésie (qui, elle a duré six siècles), marque durablement la région, de sorte que la romanisation des autochtones a perduré au cours des siècles, malgré l’isolement de la région, peuplée successivement de slaves et de magyars, par rapport au reste des langues romanes. Les romanophones ont continué à s’auto-désigner comme « romains » et c’est sans surprise que l’État moderne qui occupe l’ancienne province de Dacie porte le nom de Roumanie.